# Musée de Cluny
Le musée de Cluny, de son nom officiel musée national du Moyen Âge - thermes et hôtel de Cluny, est situé dans le 5e arrondissement de Paris, au cœur du Quartier latin, dans un hôtel particulier du XVe siècle : l'hôtel de Cluny (dont les origines remontent cependant au XIIIe siècle). Son entrée principale se situe place Paul-Painlevé, face à la Sorbonne et au square Samuel-Paty. Ce musée national possède l'une des plus importantes collections mondiales d'objets et d'œuvres d'art de l'époque médiévale et les thermes de Cluny, qui y sont contigus, en font également partie.

## Présentation et histoire du musée

### L'hôtel des abbés de Cluny
Les bâtiments accueillaient les abbés de l'ordre de Cluny en Bourgogne dès le XIIIe siècle.
À la fin du XVe siècle, le bâtiment construit par Jean de Bourbon  a été agrandi par Jacques d'Amboise, abbé de Cluny (1485-1510). Les armes d'Amboise, « trois pals alternés d'or et de gueules » ornent les lucarnes ouvragées de la façade.
L'hôtel accueille les abbés de Cluny et quelques dignitaires importants.
La jeune Marie Tudor y est enfermée pendant quarante jours en 1515 pour s'assurer qu'elle ne porte pas d'héritier à la mort de son mari le roi Louis XII de France, ainsi la couronne passe à son cousin, le futur roi François Ier. Jacques V d'Écosse est également dans l'hôtel de Cluny en 1537 pour son mariage stratégique avec la fille de François Ier, Madeleine de France.
À partir du XVIIe siècle, l'hôtel sert de nonciature aux légats du pape. Le nonce y réside alors avec sa maison qui se compose d'une vingtaine de personnes dont deux secrétaires.
Au XVIIIe siècle, Nicolas-Léger Moutard, l'imprimeur-libraire de la reine de 1774 à 1792, installe ses presses dans la chapelle, et son adresse est rue des Mathurins, Hôtel de Cluni.

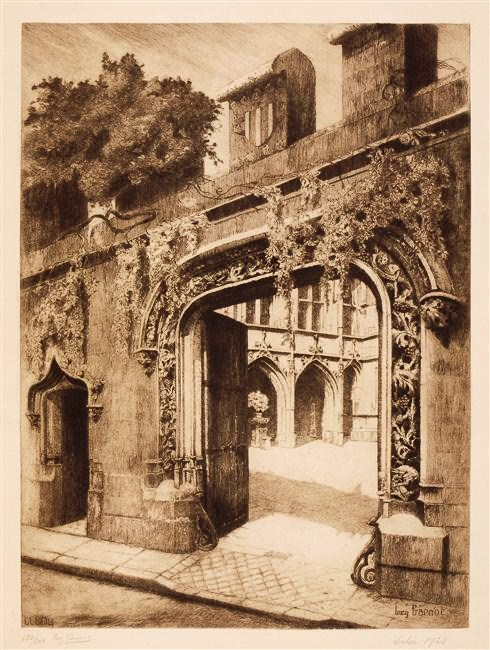
Portail de l'hôtel de Cluny.

À la Révolution, l'hôtel est vendu comme bien national et subit des transformations et des agressions jusqu'à son acquisition par l'État en 1843.
L'hôtel de Cluny est partagé entre plusieurs propriétaires ou locataires particuliers comme les astronomes Joseph-Nicolas Delisle (1688-1768) et ses élèves Joseph Jérôme Lefrançois de Lalande (1732-1807) et Charles Messier (1730-1817) qui transforment la tour en observatoire.
En 1833, Alexandre Du Sommerard, conseiller-maître à la Cour des comptes et amateur passionné par le Moyen Âge, s'y installe et loue quelques pièces à un imprimeur pour y organiser sa collection d'objets.

### Un musée consacré aux monuments, meubles et objets d'art de l'Antiquité, du Moyen Âge et de la Renaissance

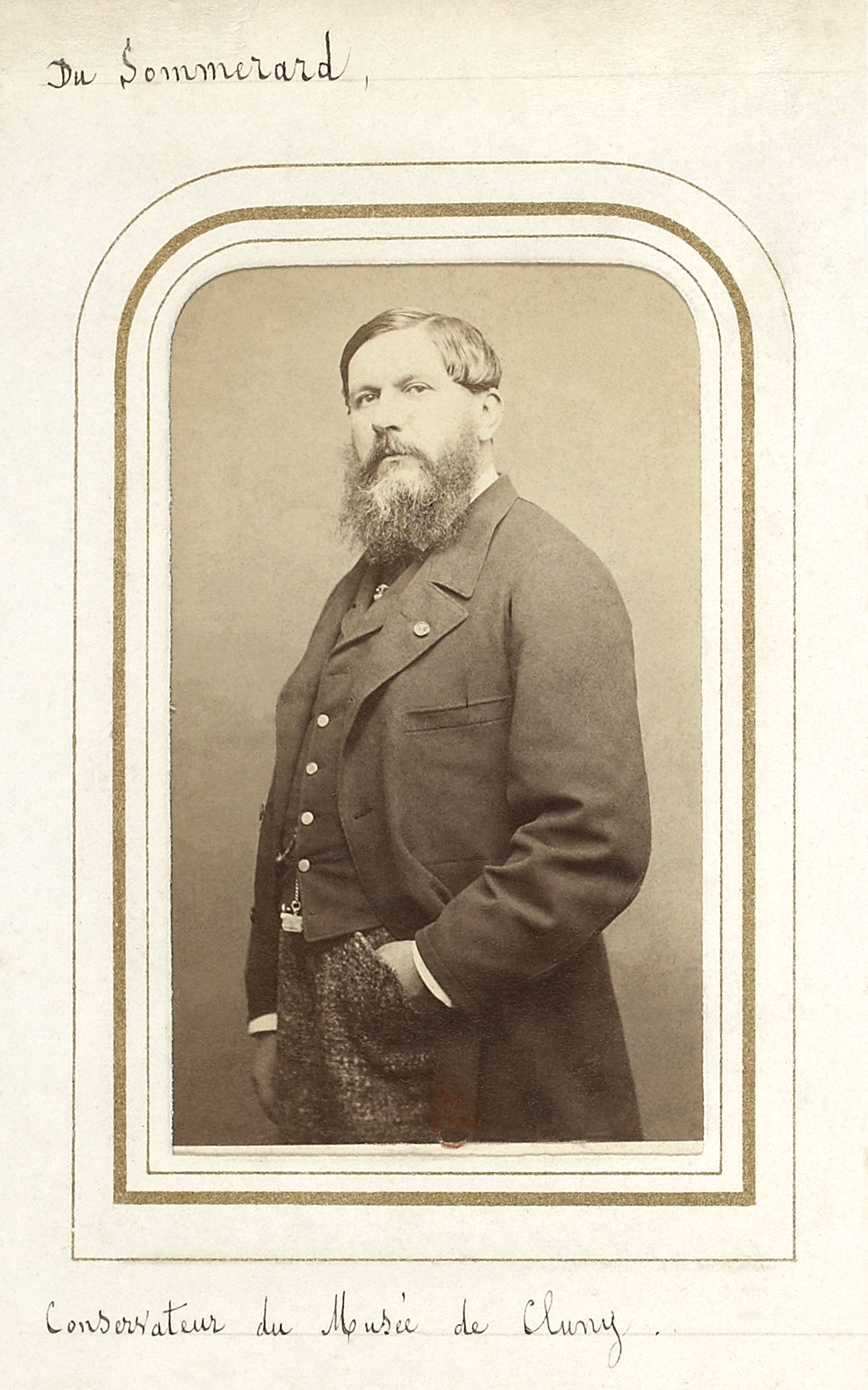
Edmond du Sommerard, vers 1865.

En 1843, la collection est rachetée par l'État, qui nomme son fils Edmond Du Sommerard premier directeur du Musée des Thermes et de l'Hôtel de Cluny. Les bâtiments sont restaurés par l'architecte Albert Lenoir, fils d'Alexandre Lenoir, qui confie au ferronnier d'art Pierre François Marie Boulanger la réalisation des pentures et serrures des portails ainsi que deux bouteroues en fer forgé (aujourd'hui disparues),. L'hôtel est classé monument historique en 1846, et les thermes gallo-romains avec les collections lapidaires ont été cédés à l’État par la ville de Paris, le 1er janvier 1843. L'hôtel est classé en 1846 et les thermes en 1862.
L'hôtel est aujourd'hui le plus ancien témoin de l'architecture des hôtels particuliers construits à Paris entre cour et jardin. Il est de style gothique flamboyant selon un plan en U, d'un corps de logis prolongé par deux petites ailes en équerre délimitant une cour intérieure trapézoïdale.
Le musée accroît ses collections et la réorganisation de sa muséographie permet la création du musée national de la Renaissance à Écouen en 1977. L'opportunité sera également offerte aux autres musées et châteaux d'enrichir leurs séries par le moyen de dépôts.
La vocation de l'établissement est confirmé en 1992 par sa nouvelle appellation de musée national du Moyen Âge.

### Rénovation et extension du musée de Cluny
En mars 2016, pour un montant total de 21,5 millions d'euros, la rénovation du musée est engagée par l'architecte Bernard Desmoulin, désigné en 2014 parmi cinq finalistes, afin de le doter de l’ensemble des équipements modernes nécessaires et d'améliorer l'accueil et l'accessibilité du public ainsi que le parcours muséographique,, tandis que les maçonneries des thermes gallo-romains sont restaurées par l'architecte en chef des monuments historiques Paul Barnoud.
La première phase de travaux, inaugurée le 14 juillet 2018, comprend une extension de 400 m2 sur une emprise de 250 m2, appuyée sur le bâtiment du XIXe siècle de Paul Boeswillwald et accessible par une passerelle surplombant les vestiges antiques, la salle couverte côté boulevard et l'entrée des sous-sols, rendus accessibles au public en visite guidée. Elle abrite la billetterie, une librairie-boutique, des vestiaires et des sanitaires, et à l'étage, une salle polyvalente d'expositions temporaires, ainsi que des espaces pédagogiques et d'équipements de régie des œuvres. La seconde phase, qui ouvre le 12 mai 2022, porte sur la refonte des parcours muséographiques et scénographiques du reste des bâtiments du musée, entièrement repensés par le Studio Adrien Gardère, pour offrir un parcours de visite chronologique et thématique plus cohérent,, en revalorisant l’esprit des lieux autant que la richesse des collections et en assurant la mise en accessibilité de la totalité des espaces.

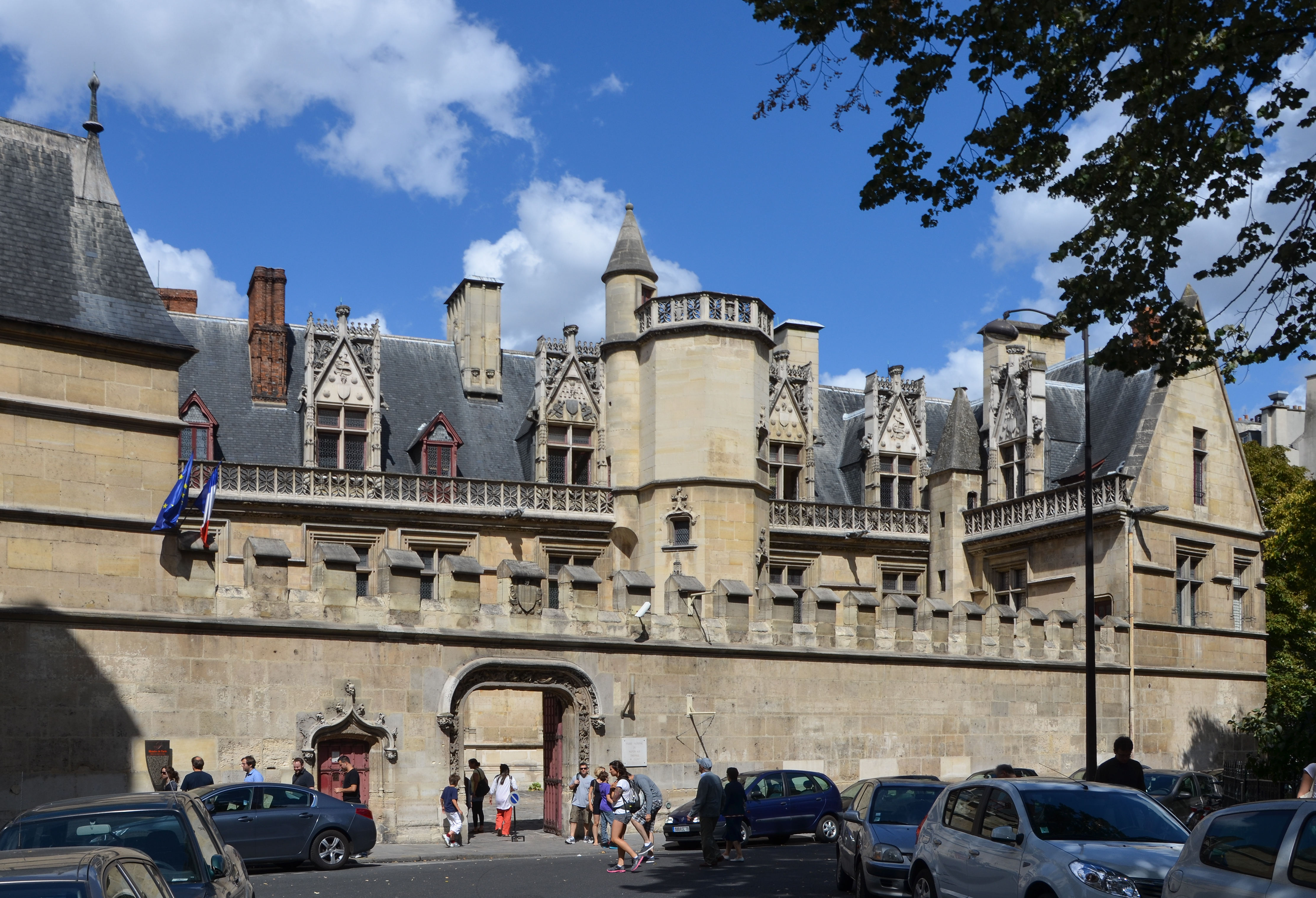
L'hôtel de Cluny vu depuis la place Paul-Painlevé.
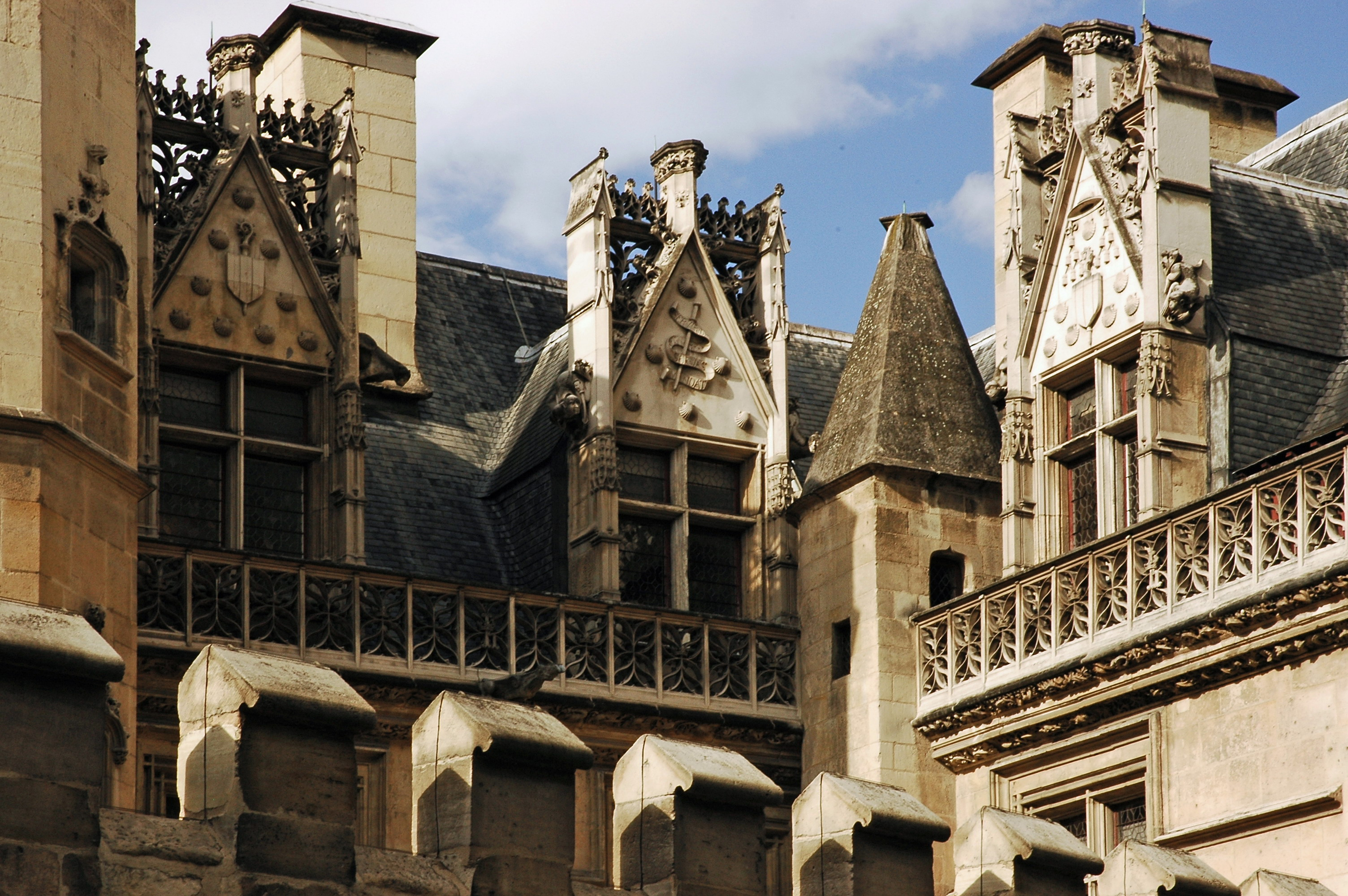
Détail de la cour.
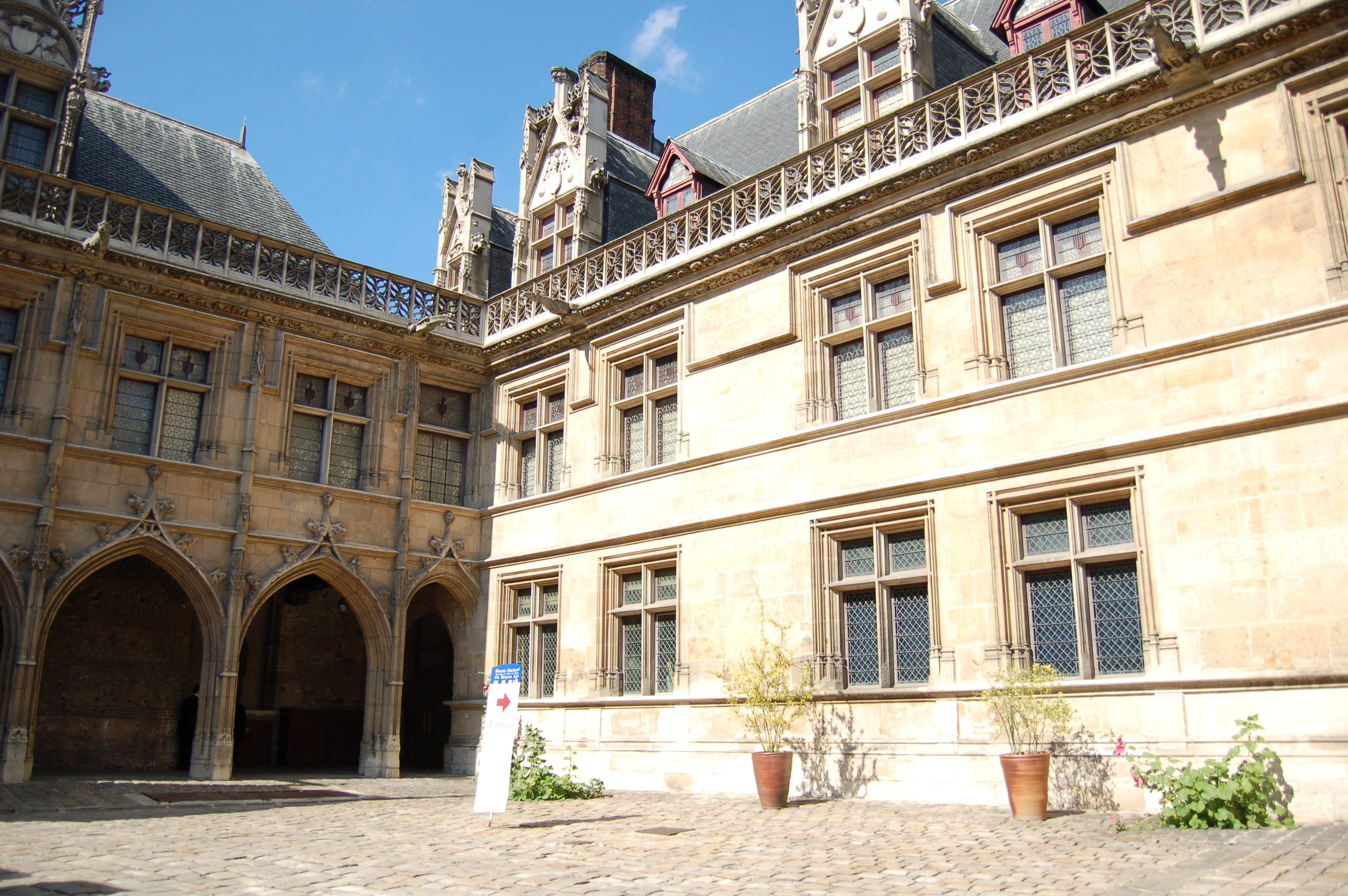
Vue de la cour et de sa galerie.
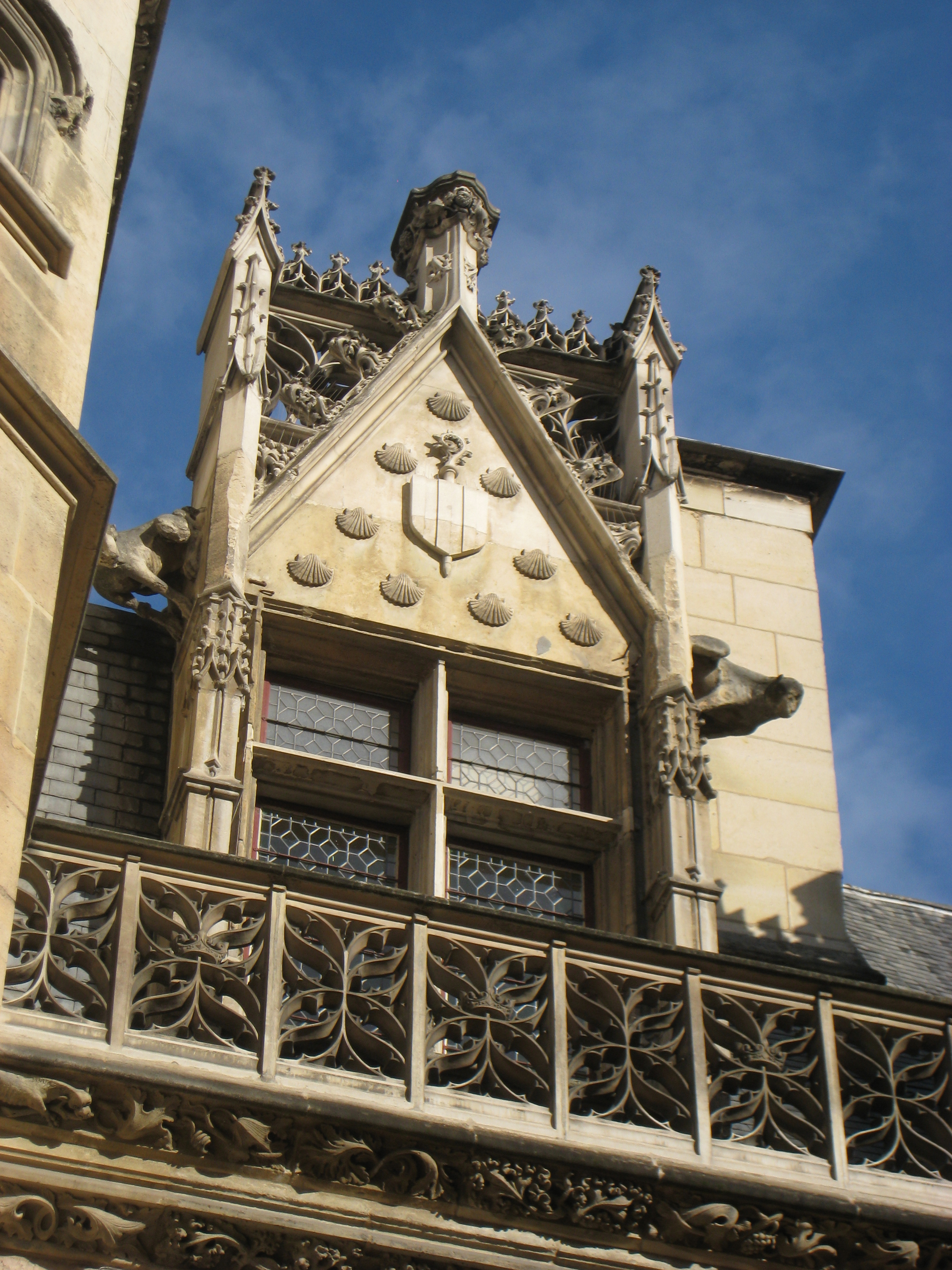
Lucarne à gable et pinacles gothiques.
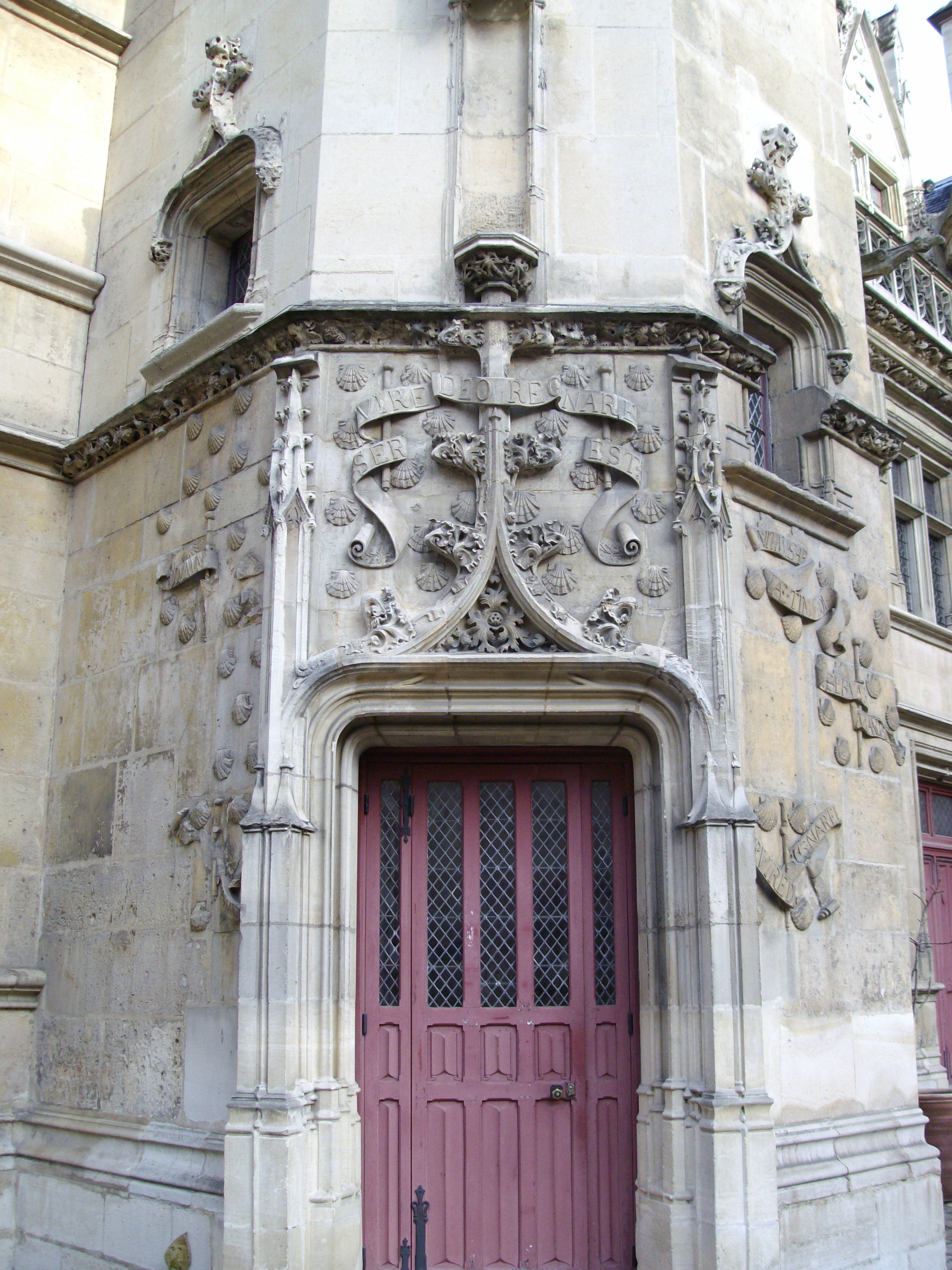
Porte de la tourelle.

## Les collections
Le musée s'étend sur 3 500 m2 (dont 2 000 m2 d'exposition). Il rassemble quelque 23 000 œuvres et objets (dont 2 300 sont exposés) datant d'une période allant de la Gaule romaine jusqu'au XVIe siècle et embrassant une aire géographique qui comprend l'Europe mais aussi l'Orient byzantin et musulman ainsi que le Maghreb.

### Les sculptures

#### Sculptures antiques, byzantines et du haut Moyen Âge
Consacré au Moyen Âge, le musée abrite néanmoins de nombreuses sculptures antérieures à cette période. Il conserve notamment plusieurs œuvres témoignant de l'histoire antique de Lutèce. Le plus célèbre exemple en est le Pilier des Nautes, plus ancien monument daté de Paris. Offert par les bateliers de la ville (les nautes) à l'empereur Tibère (14-37), il a été découvert sous le chœur de Notre-Dame de Paris au XVIIIe siècle. Un autre pilier monumental, dit pilier de Saint-Landry, découvert sur l'île de la Cité au XIXe siècle, a été sculpté au IIe siècle. D'autres éléments antiques sont sans lien avec l'histoire parisienne : ainsi d'une statue achetée par le musée au XIXe siècle comme une statue de Julien d'origine parisienne, mais en réalité représentant un prêtre de Sérapis et produite en Italie sous l'empereur Hadrien. S'y ajoute une paire de têtes de lions en cristal de roche, sculptées vers la fin de la période antique, qui ornaient peut-être un trône impérial ou consulaire. Enfin, quatre chapiteaux corinthiens produits entre le IVe et le VIe siècle proviendraient des combles de l'abbatiale de Saint-Denis.
A ces sculptures antiques s'ajoutent plusieurs éléments d'ivoire tardo-antiques ou protobyzantins : un feuillet de diptyque romain du Ve siècle, le diptyque des Nicomaque et des Symmaque, mais aussi le célèbre groupe d'Ariane entourée par un satyre et des putti, sans doute originaire de Byzance au VIe siècle, et un feuillet de diptyque consulaire d'Aréobindus, produit à Constantinople en 506. S'y est ajouté en 2014 l'ivoire dit de Trébizonde, une plaque issue d'un feuillet de diptyque représentant le Christ trônant entre les apôtres Pierre et Paul, également d'origine constantinopolitaine et produit au VIe siècle. Enfin, le musée de Cluny possède un coffret byzantin à scènes mythologiques, produit vers l'an mil, à l'époque où les empereurs de la dynastie macédonienne règnent à Constantinople.
L'ivoire occidental du haut Moyen Âge est représenté notamment par une plaque de reliure carolingienne représentant un apôtre et par une plaque d'inspiration byzantine produite dans l'empire germanique en 982-983, représentant le Christ couronnant l'empereur Otton II et son épouse l'impératrice Théophano.

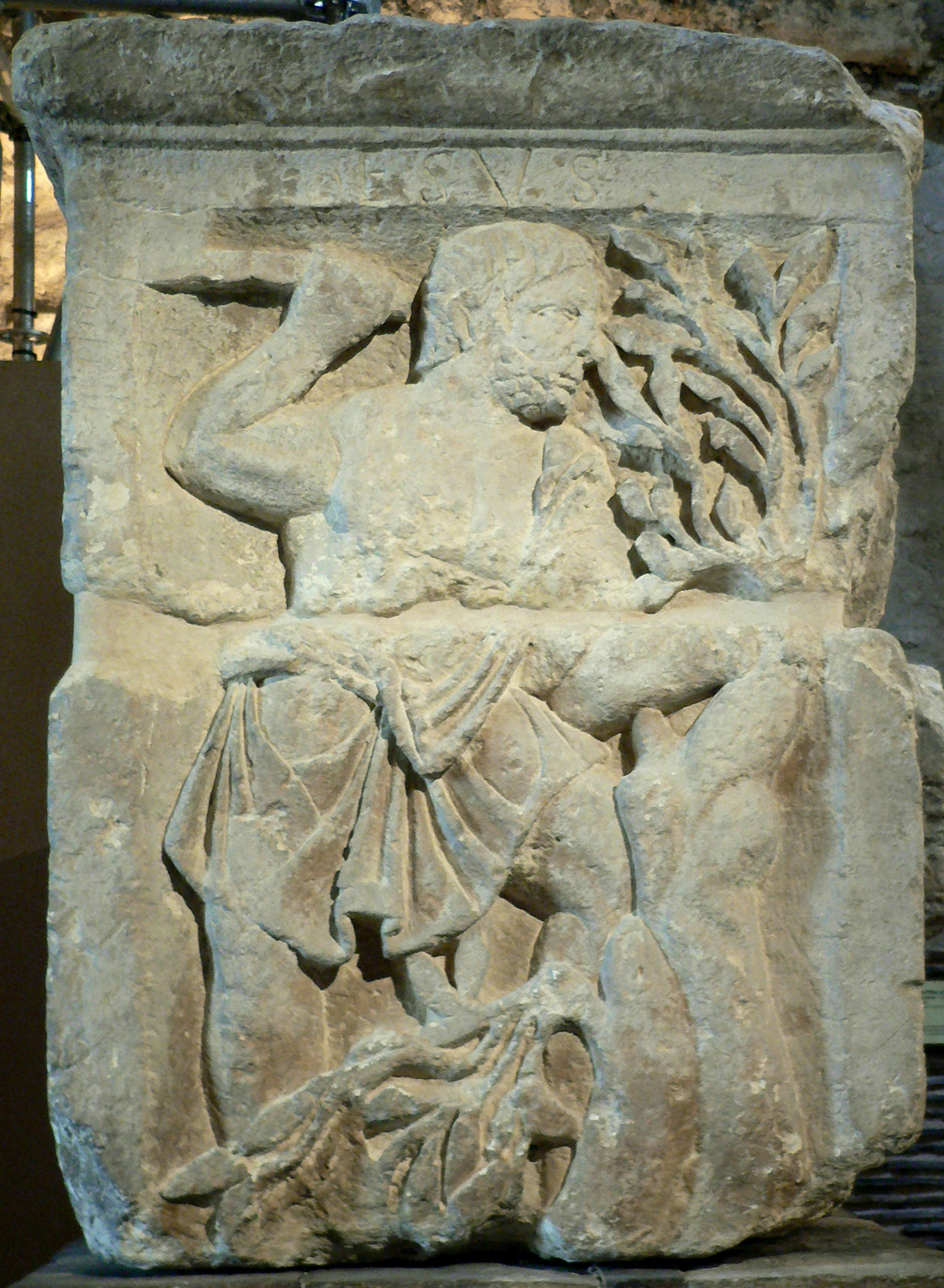
Pilier des Nautes, 14-37 apr. J.-C.
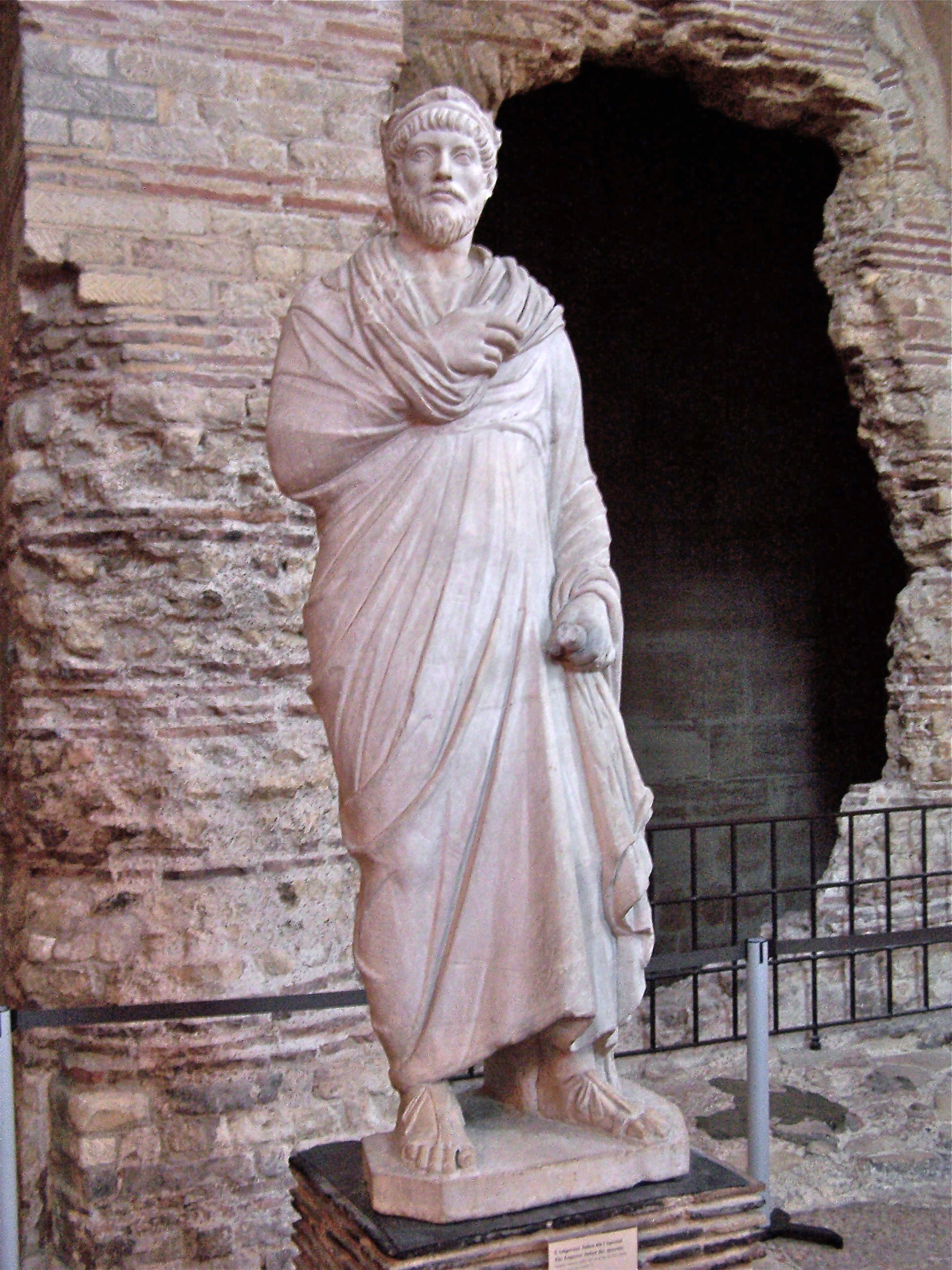
Prêtre de Sérapis, IIe siècle.
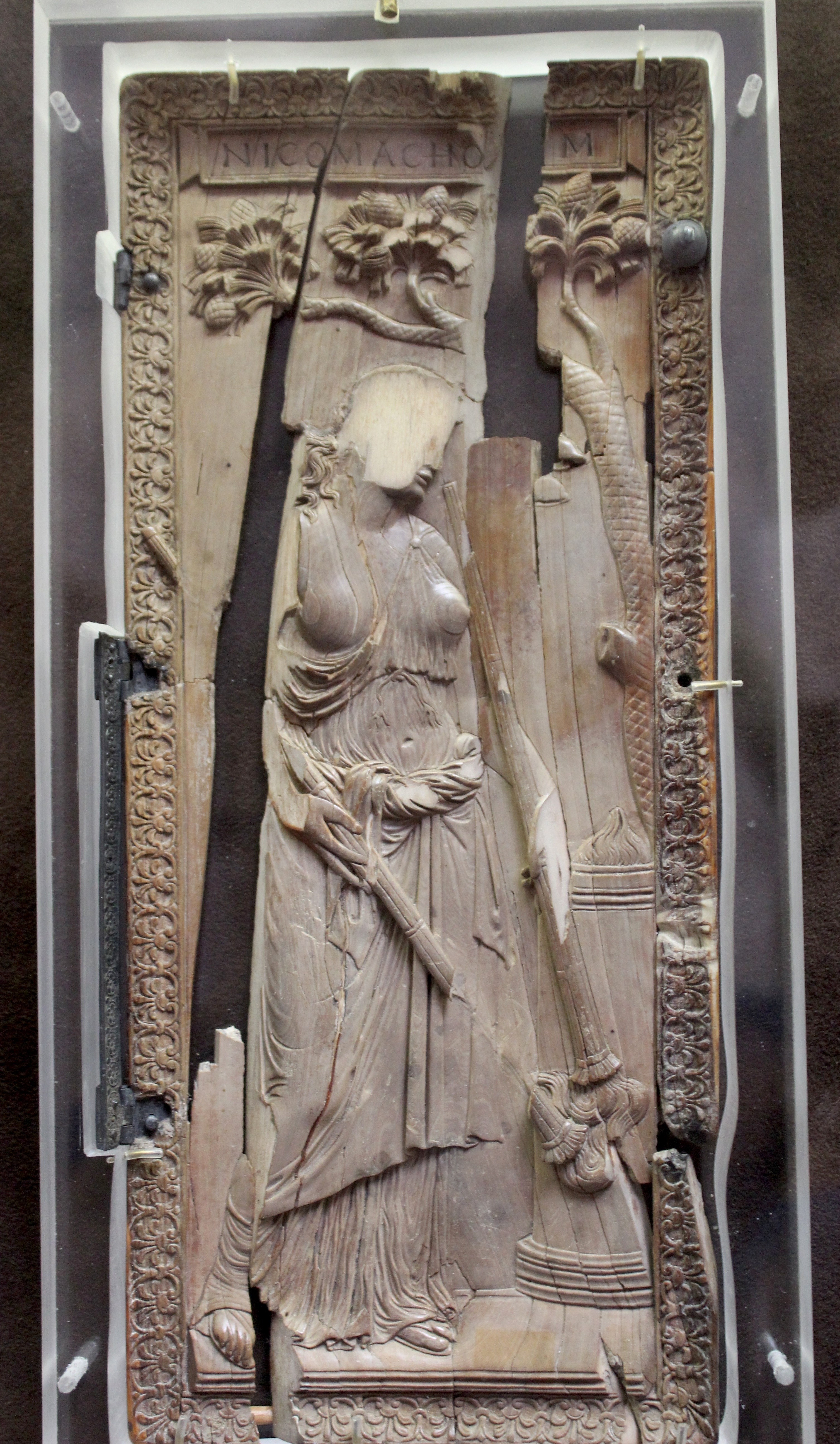
Feuillet du diptyque des Nicomaque et des Symmaque, VIe siècle.
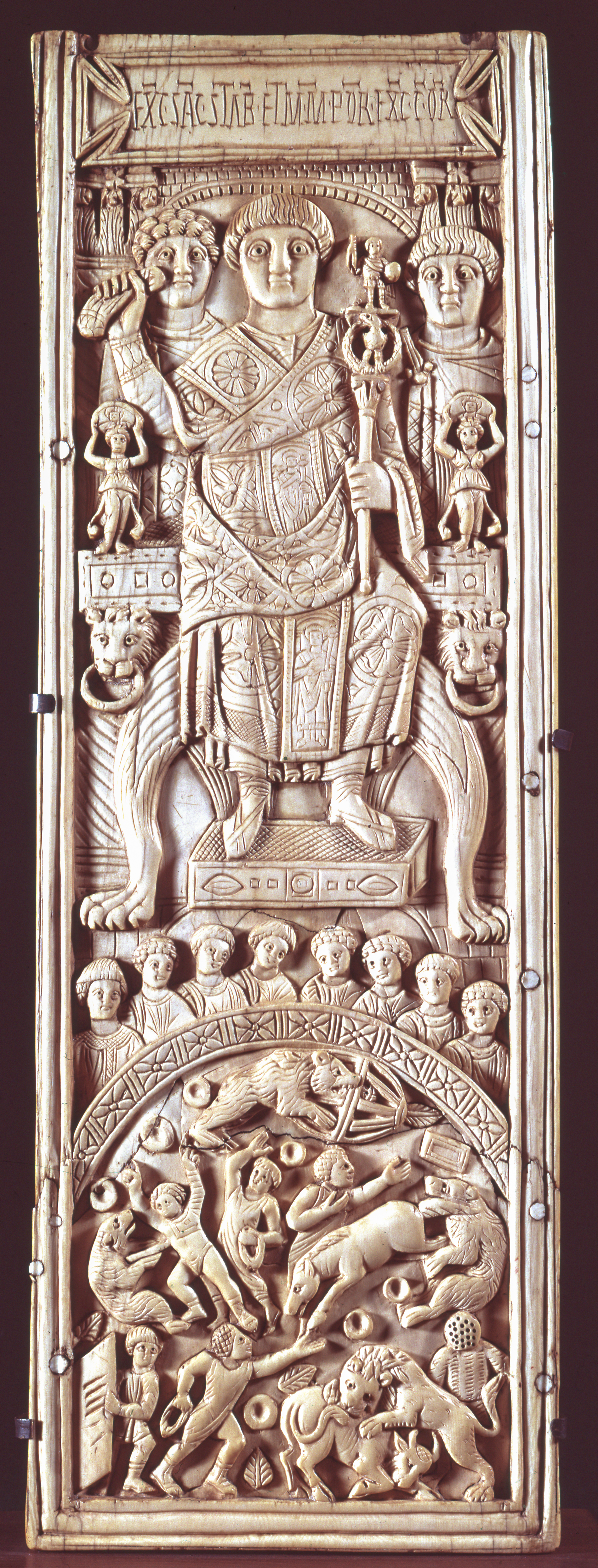
Plaque de feuillet du diptyque consulaire d'Areobindus, VIe siècle.
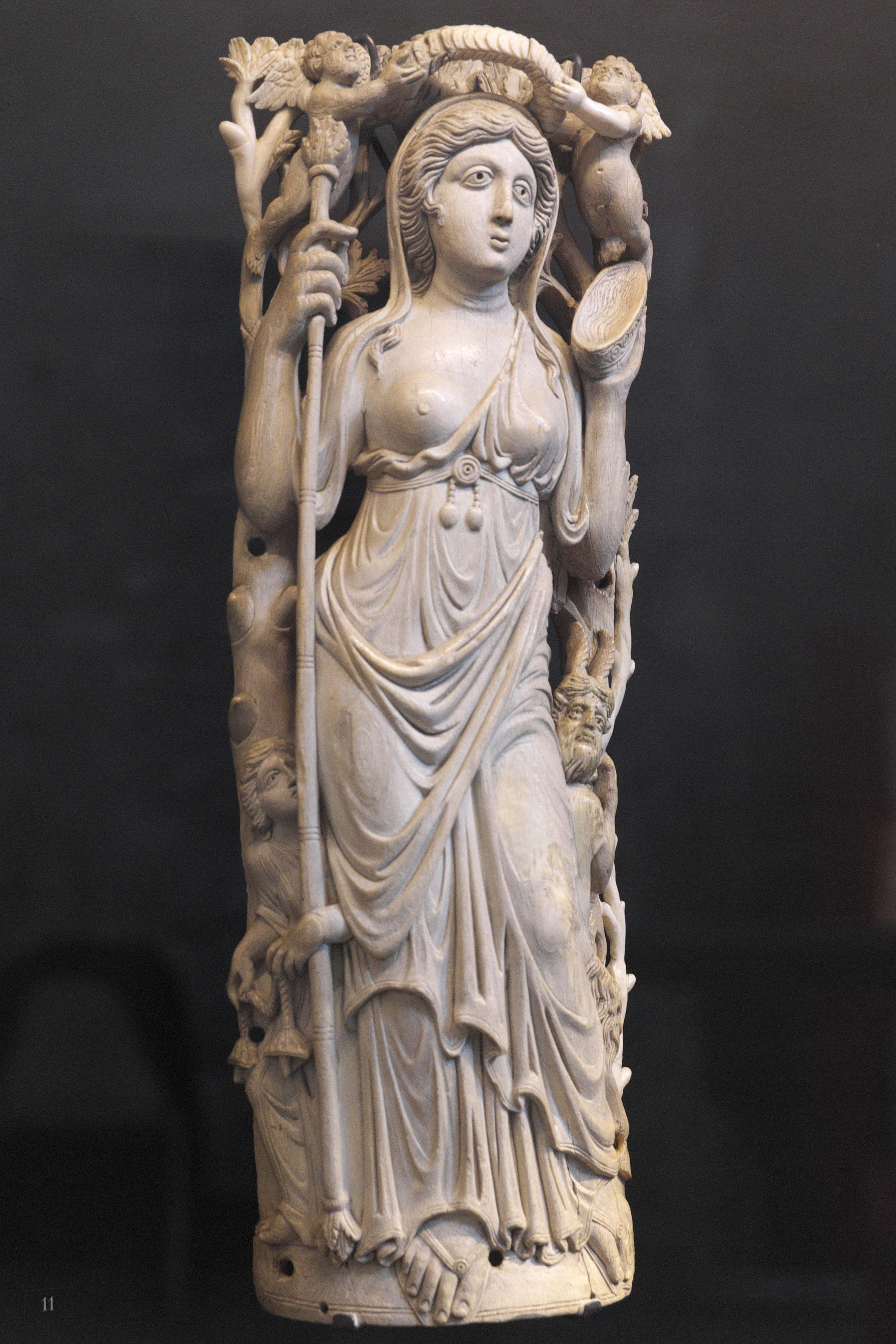
Ariane, ménade, satyre, et putti, Constantinople ?, VIe siècle.
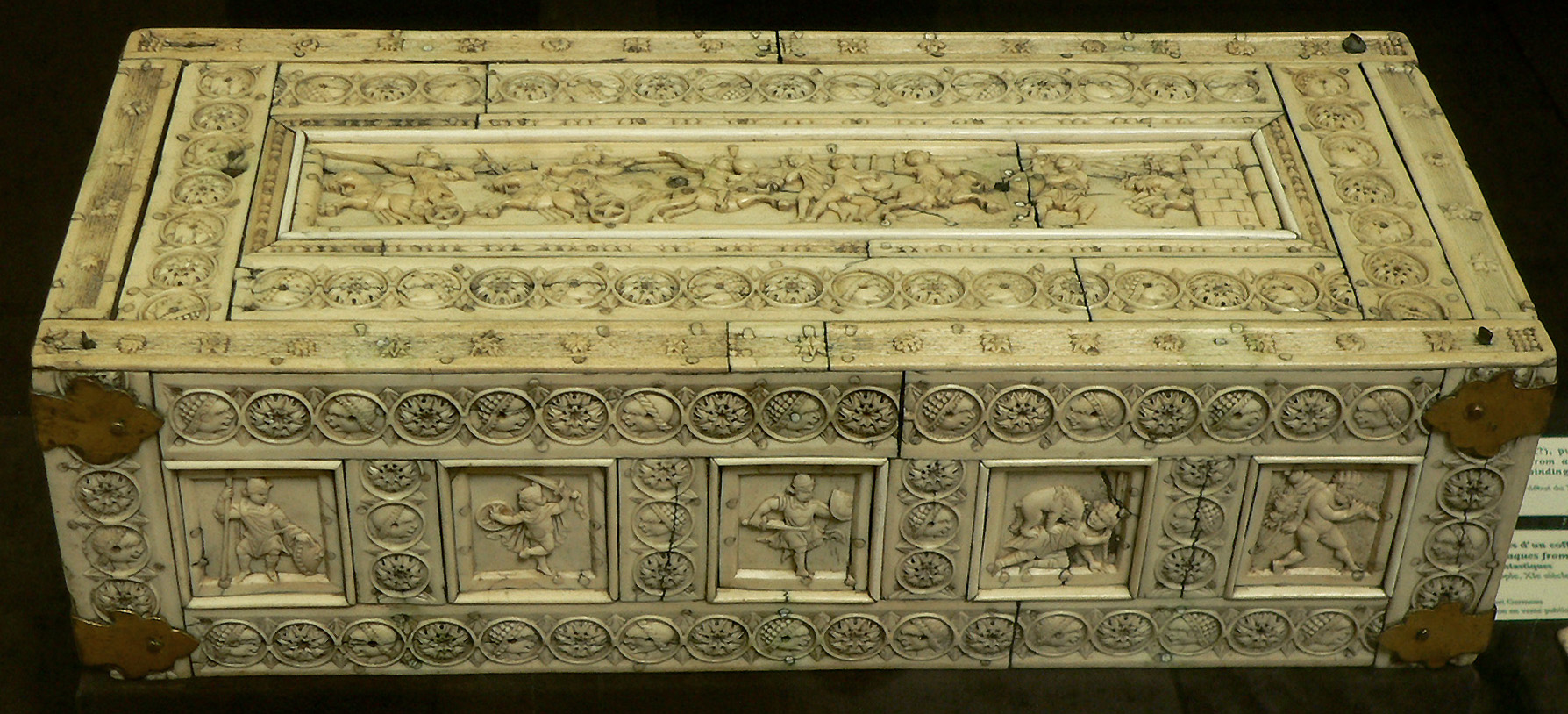
Coffret d'ivoire à décor mythologique, Constantinople, fin du Xe siècle.
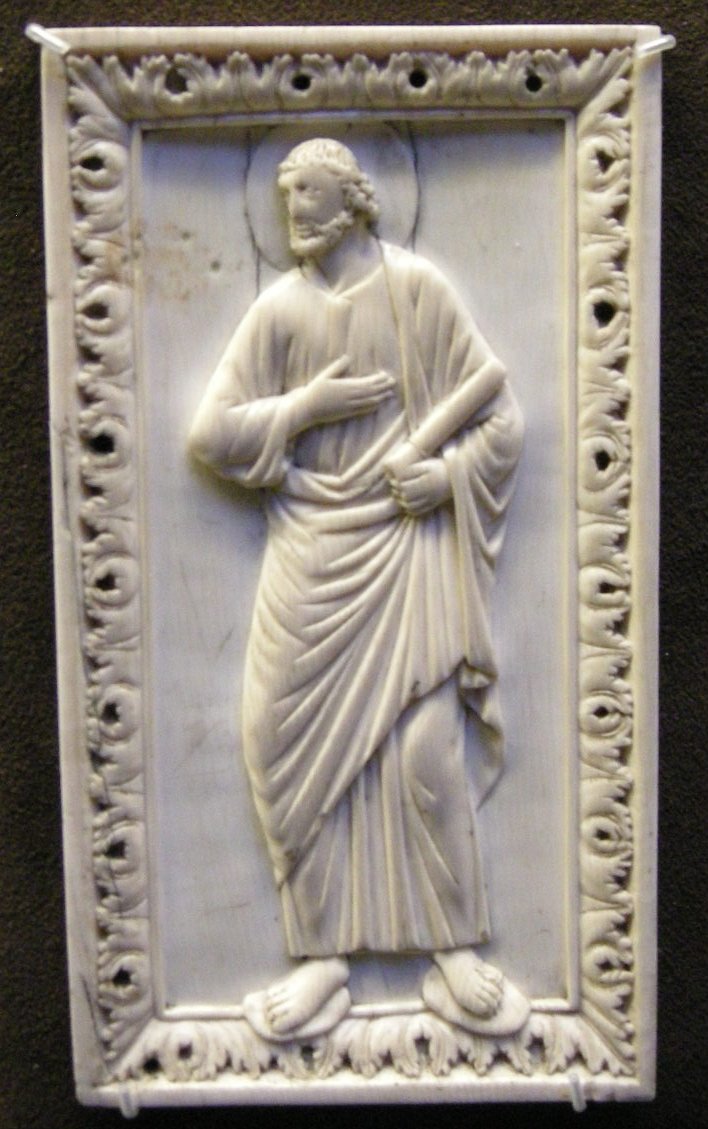
Apôtre, plat de reliure, Gaule du Nord-Est ?, fin du IXe siècle.
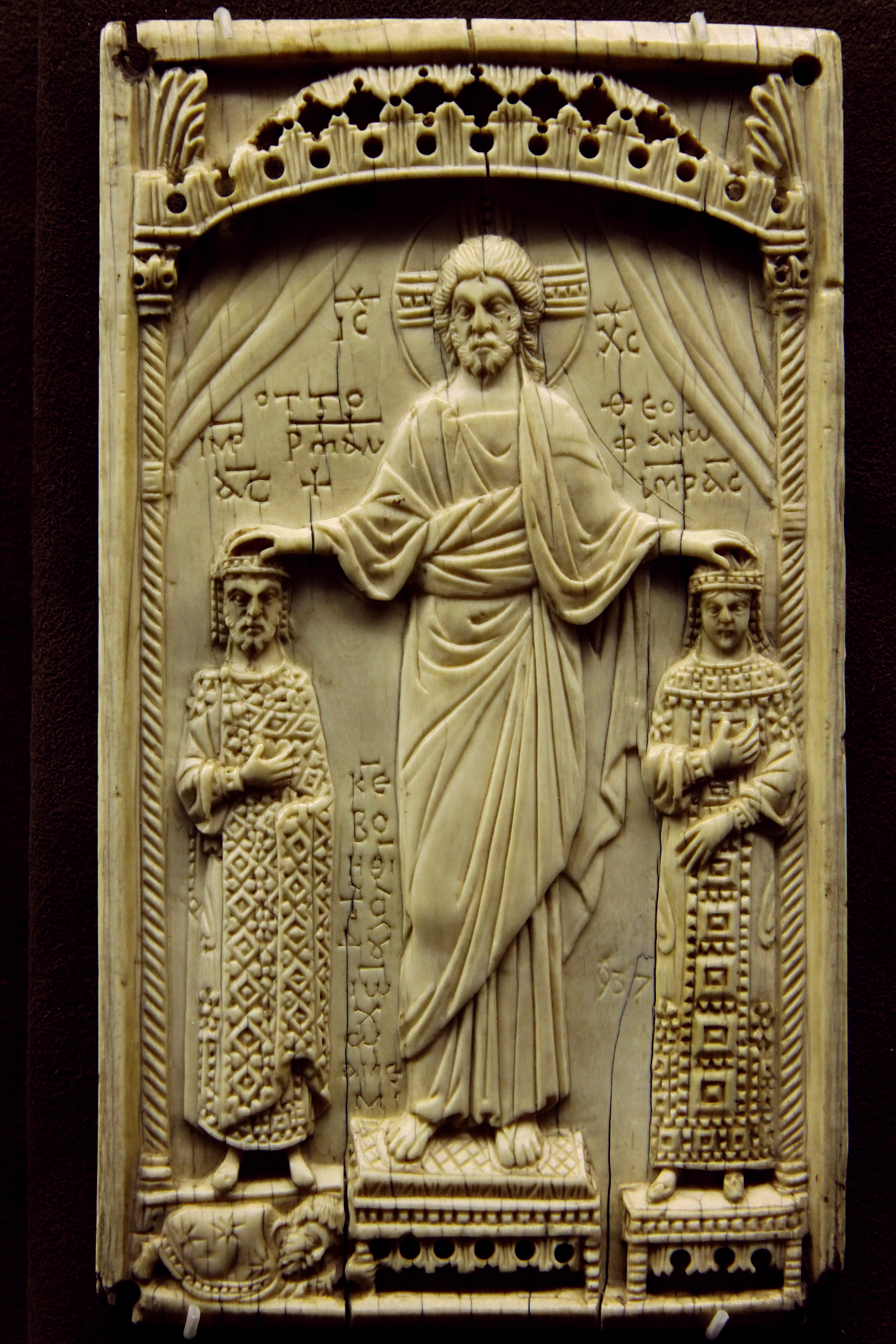
Le Christ couronnant Otton II et Théophano, Empire germanique, 982-983.

#### Sculpture desXIeetXIIesiècles
La collection de sculptures romanes du musée national du Moyen Âge comprend également plusieurs œuvres monumentales liées à l'histoire de Paris. Les éléments les plus importants sont une série de douze chapiteaux provenant de l'abbatiale de Saint-Germain des Prés, sculptés au début du XIe siècle, ainsi que quatre chapiteaux provenant de l'ancienne église Sainte-Geneviève de Paris, réalisés vers 1100-1110. D'autres objets témoignent de l'élaboration de la sculpture protogothique en Île-de-France vers le milieu du XIIe siècle : trois têtes de statues-colonnes de la façade occidentale de Saint-Denis, représentant la reine de Saba, Moïse et un prophète, produites vers 1137-1140, ainsi qu'une colonnette à décor de rinceaux habités provenant du même portail ; un chapiteau double provenant du cloître de cette même abbaye, sculpté vers 1140-1145 et représentant deux sirènes-oiseaux affrontées ; enfin deux statues-colonnes provenant du portail Sainte-Anne de la cathédrale Notre-Dame de Paris, créés autour de 1150, représentant saint Pierre et saint Marcel,.
Mais les collections de sculpture romane du musée de Cluny proviennent également d'autres régions et pays. La Catalogne est bien représentée, notamment par une série de huit chapiteaux provenant de l'abbaye de Sant Pere de Rodes, dont un qui représente l'histoire de Noé et un autre qui représente l'histoire d'Abraham, et par une statue de sainte femme en bois, produite dans la vallée de Boï vers 1120-1140. Le musée abrite également un Christ auvergnat en bois de la seconde moitié du XIIe siècle.
À ces sculptures monumentales s'ajoutent de petits objets sculptés sur ivoire d'éléphant ou de morse, dans diverses régions d'Europe : une reine d'un jeu d'échecs de la fin du XIe siècle ; une plaque représentant les douze tribus d'Israël sous les traits des fils de Jacob, acquise en 2012 ; une défense d'éléphant sculptée en Sicile à la fin du XIe siècle représentant l'Ascension, et un crosseron en ivoire de morse à décor de rinceaux habités du milieu du XIIe siècle,.

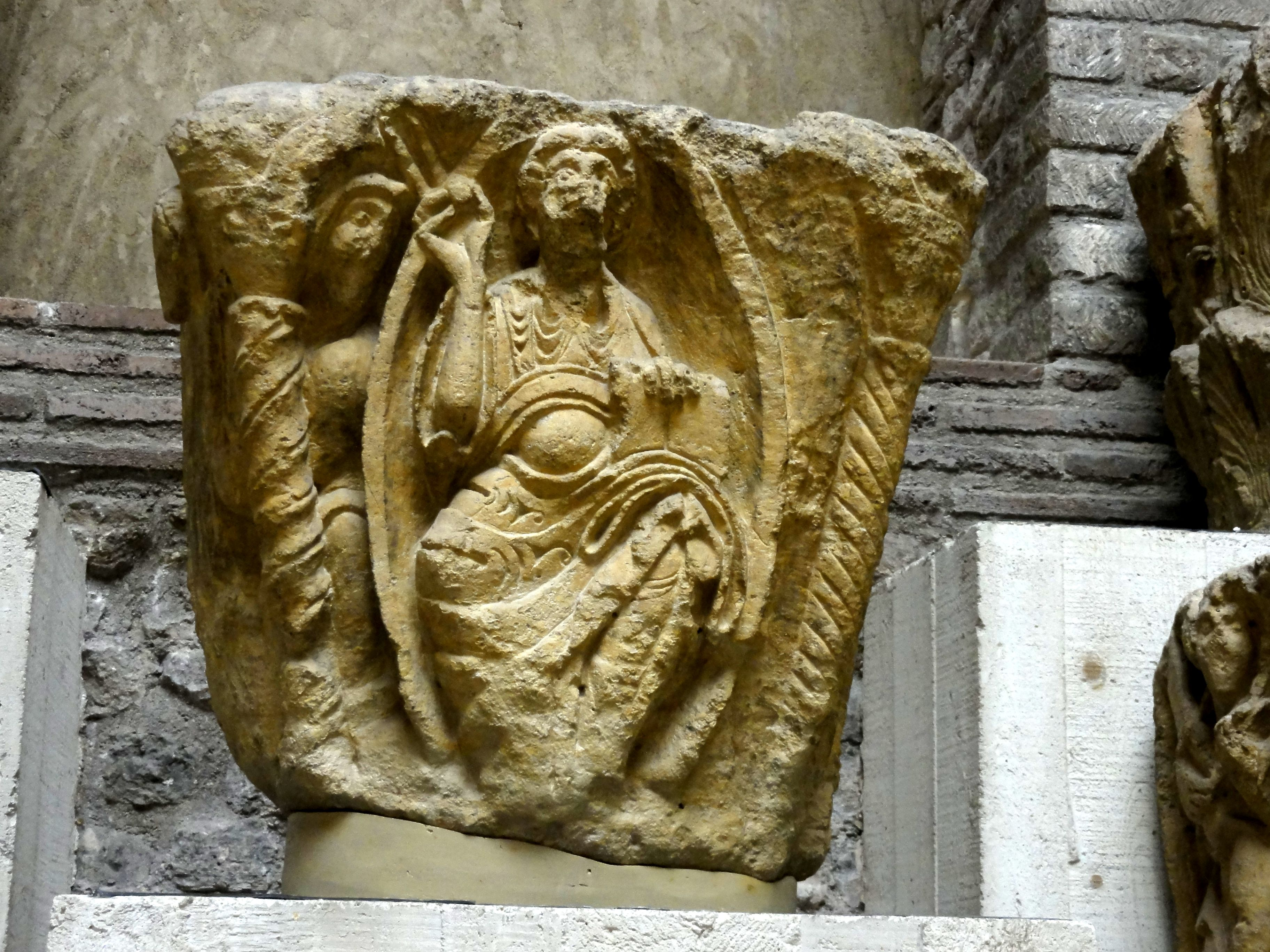
Chapiteau de Saint-Germain des Prés, début du XIe siècle.
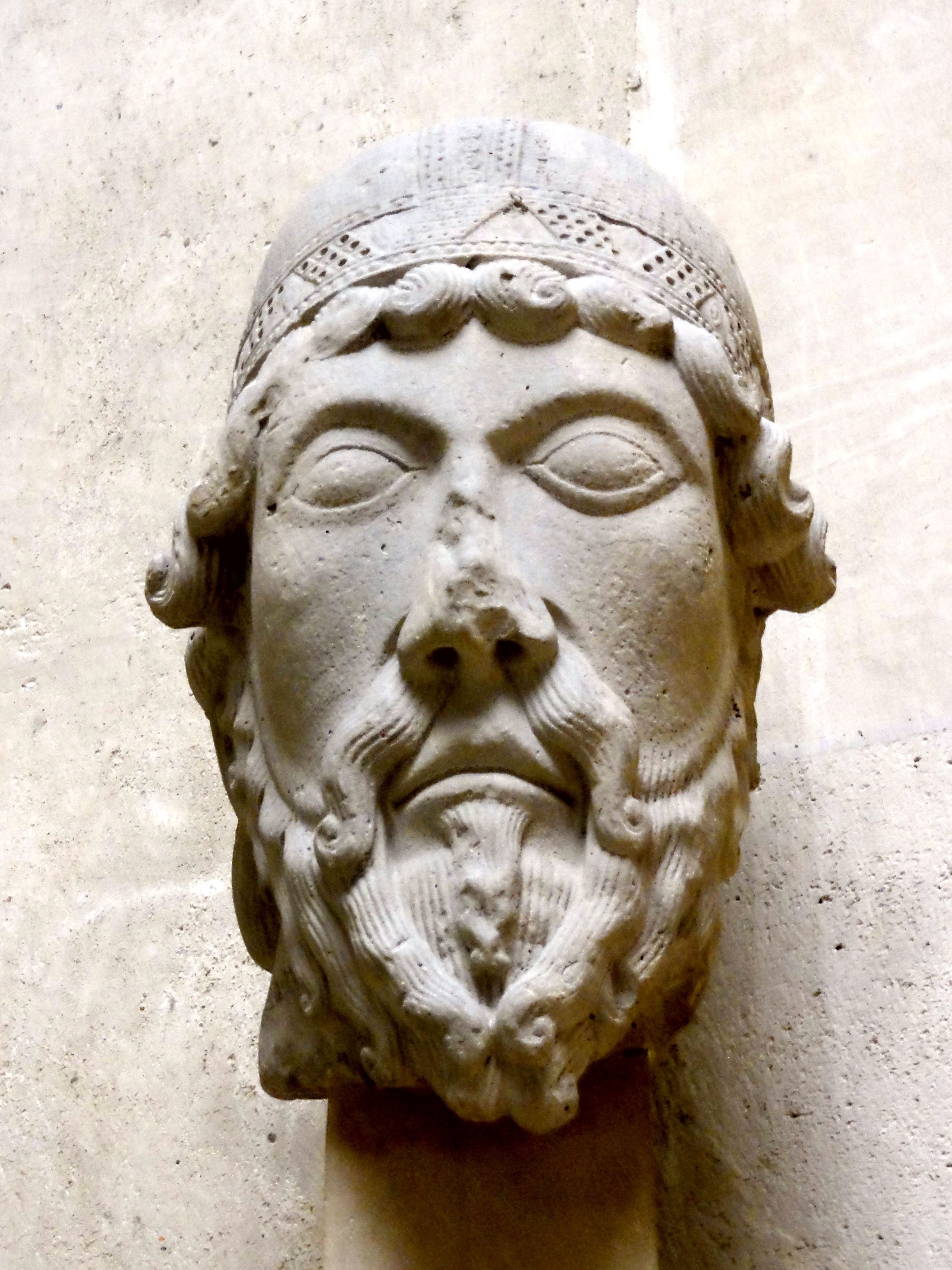
Tête de prophète provenant d'une statue-colonne de la façade occidentale de l'abbatiale Saint-Denis, 1137-1140.
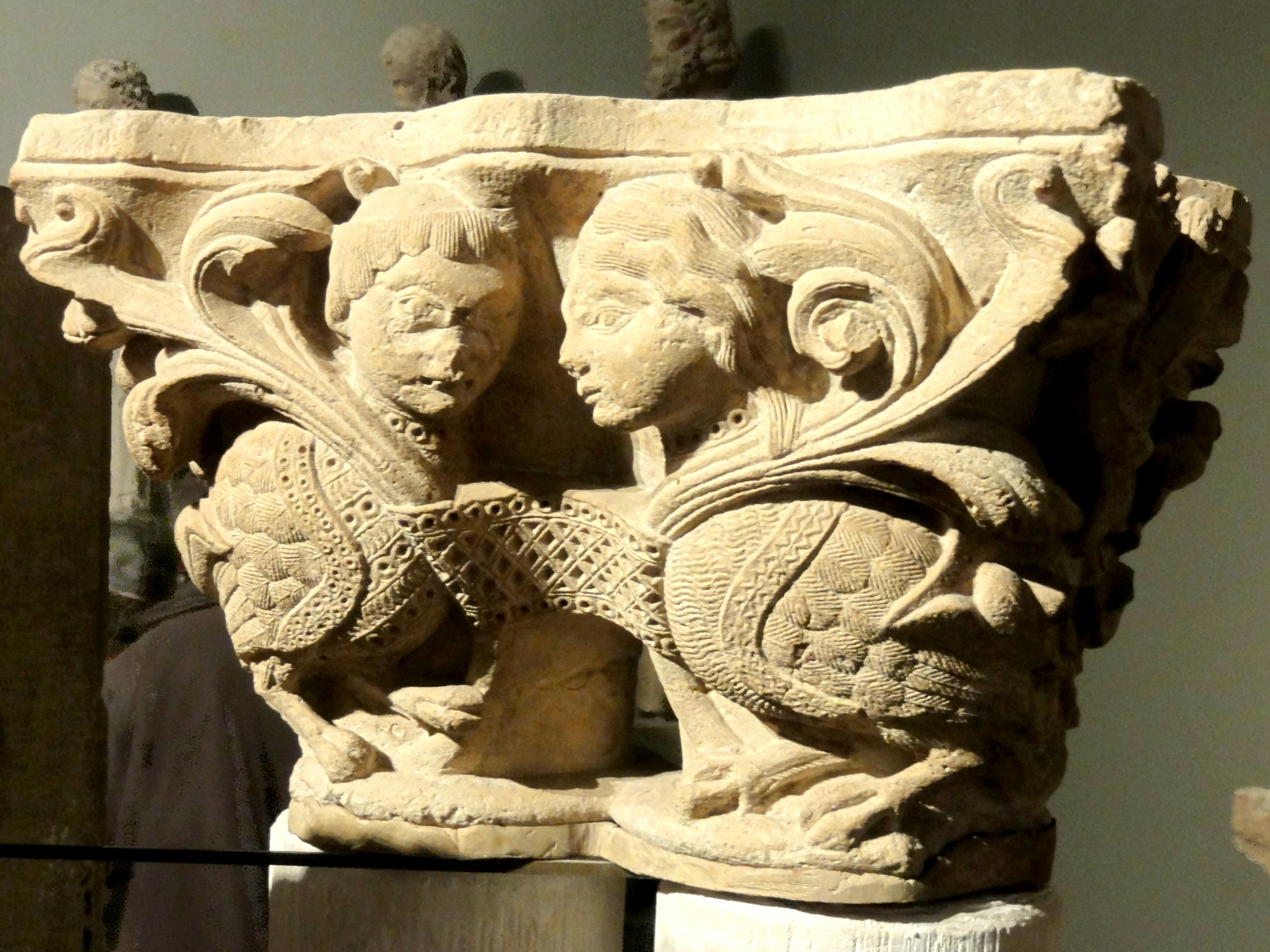
Chapiteau double provenant du cloître de l'abbaye de Saint-Denis, vers 1140.
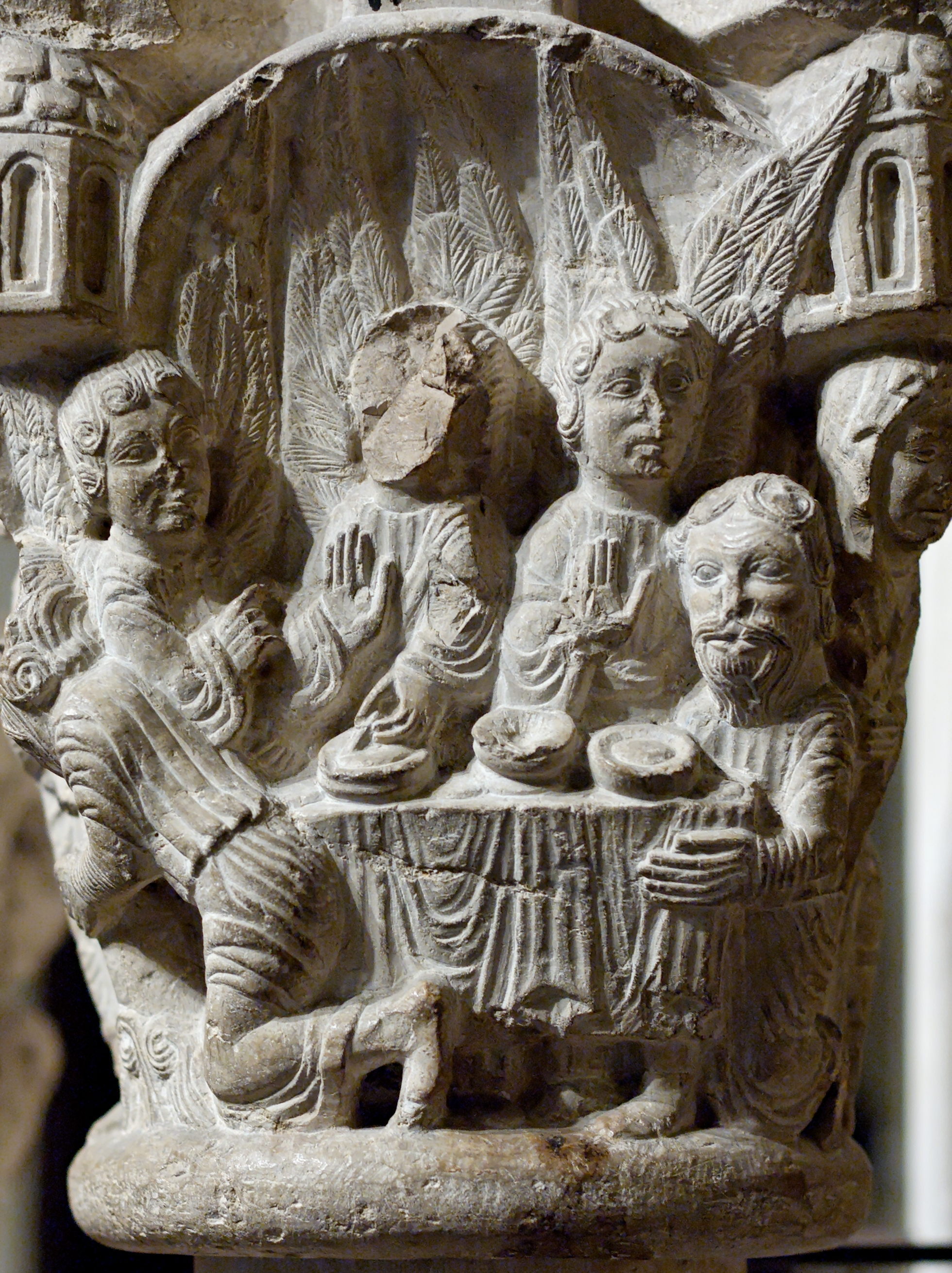
Chapiteau de l'Histoire d'Abraham, Sant Pere de Rodes, fin du XIIe siècle.
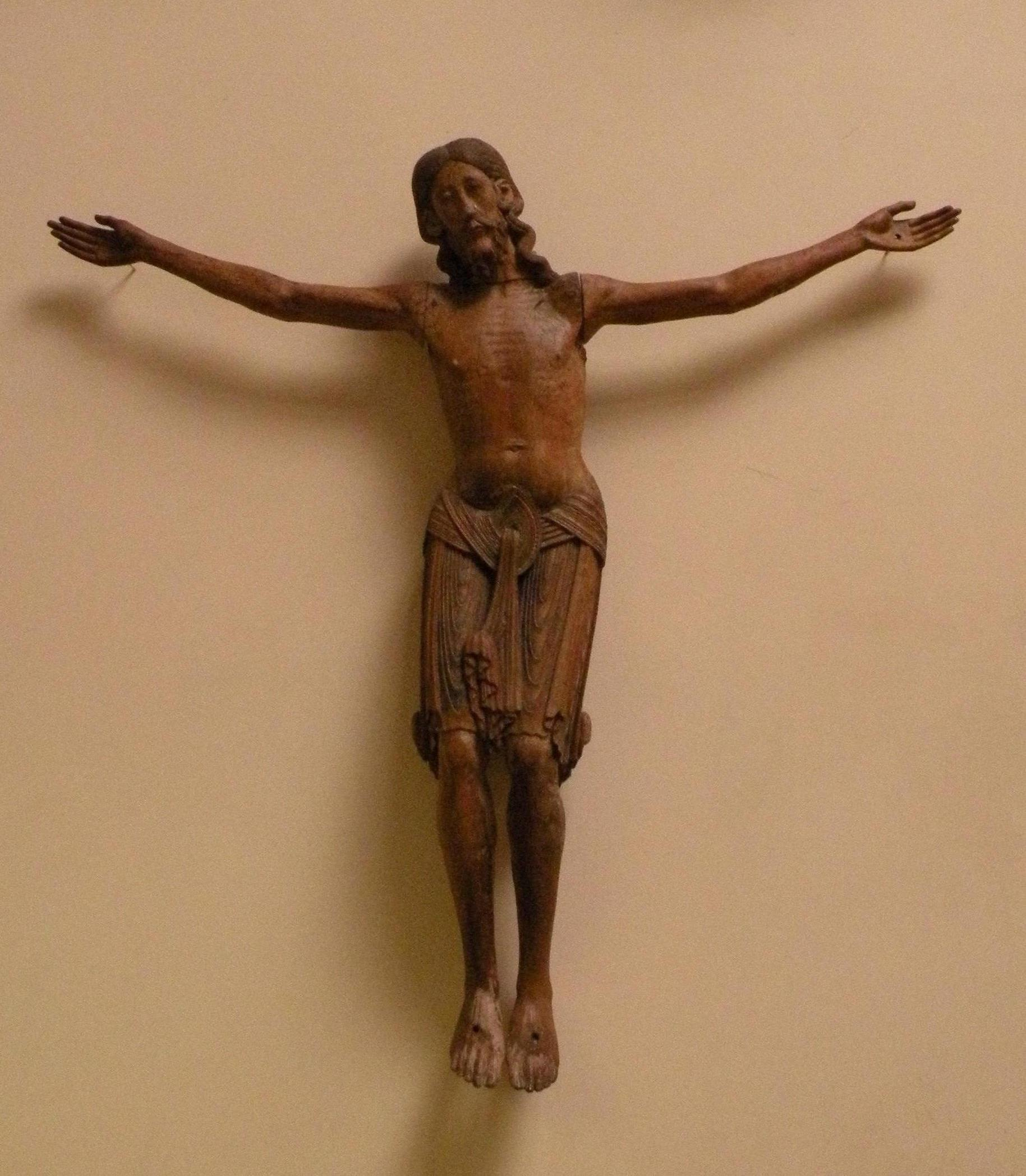
Christ en croix, Auvergne, 2e moitié du XIIe siècle.
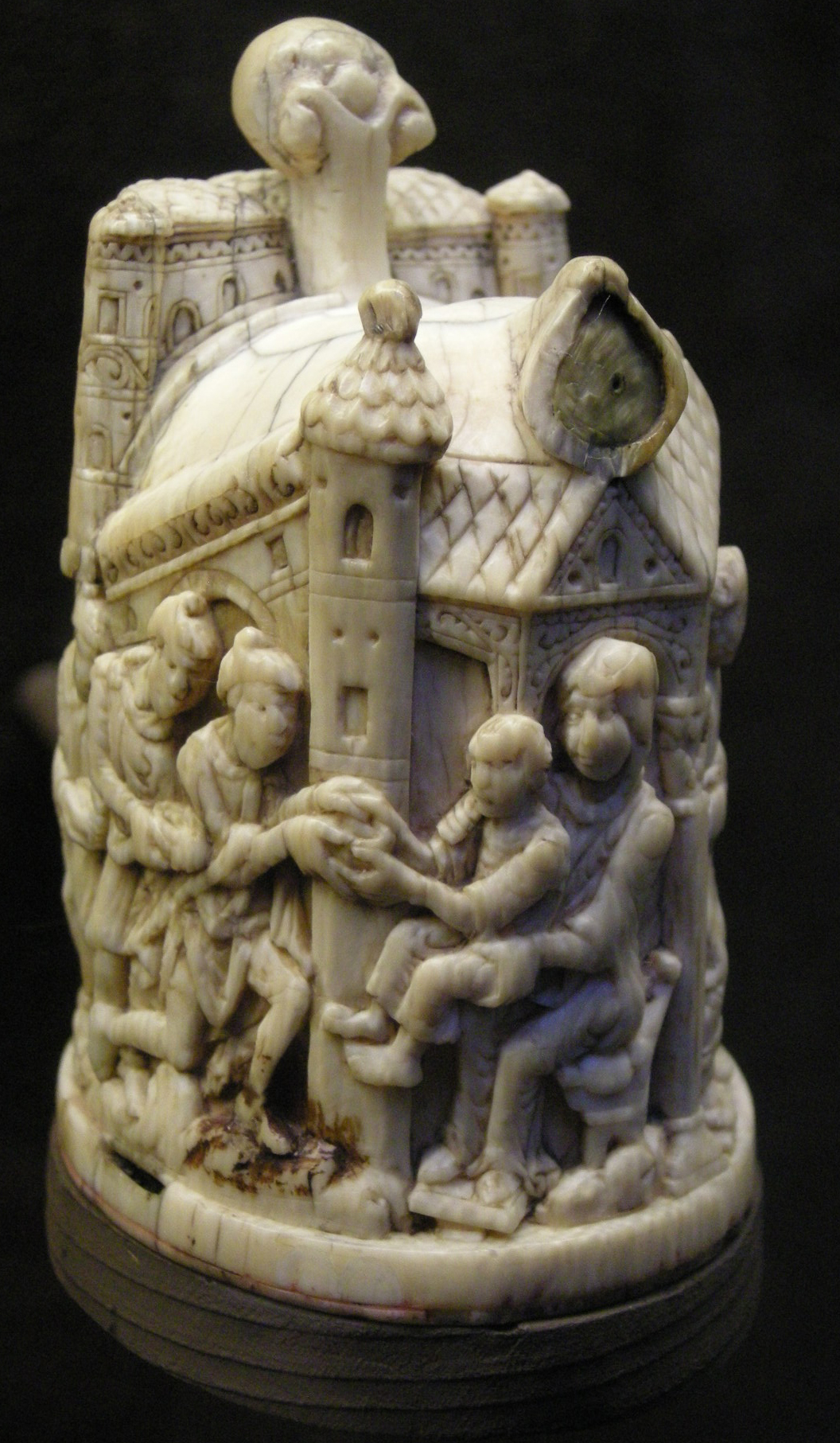
Reine de jeu d'échecs en ivoire, fin du XIe siècle.
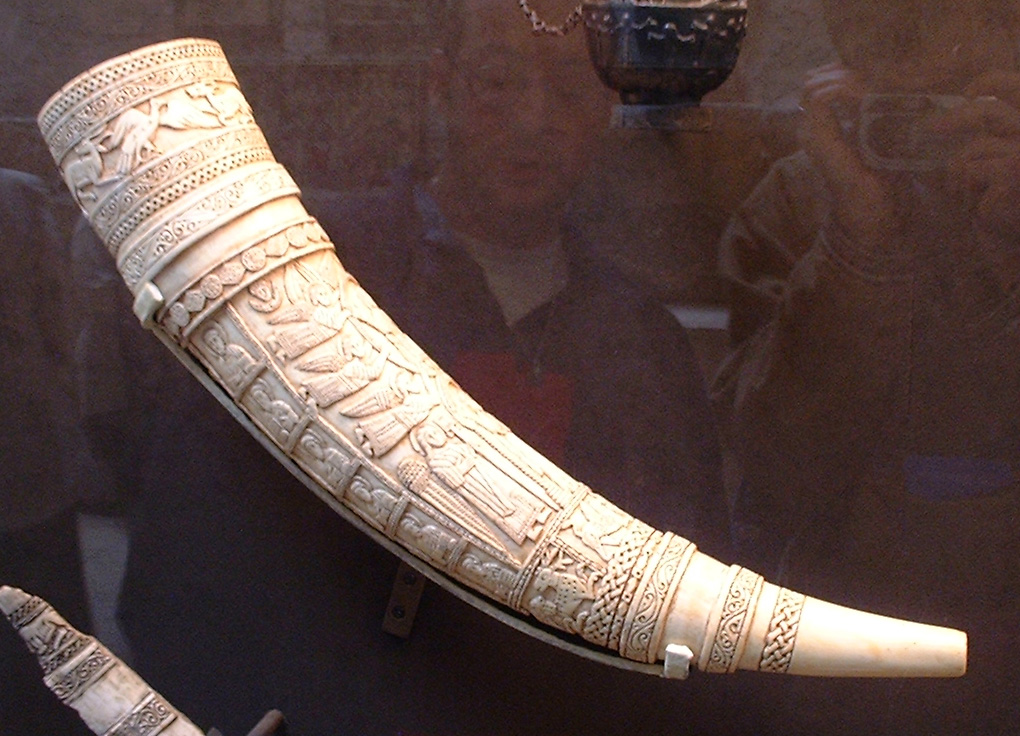
Défense d'éléphant sculptée représentant l'Ascension, Sicile, fin du XIe siècle.

#### Sculptures desXIIIeetXIVesiècles
Comme pour les époques précédentes, une part importante des collections des XIIIe et XIVe siècles du musée de Cluny est composée d'objets originaires de Paris ou de l'Île-de-France. De Notre-Dame de Paris proviennent ainsi un élément du linteau du portail central, représentant la Résurrection des Morts, produit au cours du deuxième quart du XIIIe siècle, ainsi qu'une statue d'Adam qui ornait autrefois le portail du transept sud de la cathédrale, sculpté dans le troisième quart du XIIIe siècle. Autre bâtiment important, la Sainte-Chapelle a donné au musée quatre des apôtres du collège apostolique qui ornaient la chapelle haute, dont saint Jean. Ces statues ont été créées entre 1243 et 1248, pendant la construction de l'édifice. D'autres apôtres, réalisés dans les années 1320, proviennent quant à eux de l'église de l'hôpital Saint-Jacques aux Pèlerins. Parmi les édifices d'Île-de-France dont des éléments sont aujourd'hui conservés au musée, il faut citer la priorale Saint-Louis de Poissy, avec trois statues d'anges portant les insignes de la Passion du Christ, et une, acéphale, de Pierre d'Alençon, fils de Louis IX.
La Picardie, quant à elle, a donné au musée de Cluny un retable représentant diverses scènes du Nouveau Testament et de la vie de saint Germer, provenant de l'abbaye Saint-Germer de Fly et sculpté dans les années 1260.
Plusieurs sculptures de cette période proviennent d'Italie : ainsi, deux statues de la Vierge et de saint Jean, des années 1220-1230, proviennent de la cathédrale de Prato, où ils formaient autrefois un groupe de Calvaire avec une statue de Christ ; un ange d'Annonciation sculpté par le florentin Nino Pisano dans le troisième quart du XIVe siècle ; et un buste-reliquaire de sainte Mabille, une des légendaires onze mille vierges qui accompagnaient sainte Ursule, sculpté à Sienne à la même époque.
La sculpture de petite taille est également représentée, surtout par des ivoires nombreux. Outre des diptyques ou triptyques à décor religieux, comme le triptyque de Saint-Sulpice du Tarn ou la valve de miroir dite de l'Assemblée, le musée de Cluny abrite des objets à décor profane de production parisienne, comme un coffret à scènes courtoises figurant le siège du château d'amour, produit dans le premier quart du XIVe siècle, ou une valve de boîte à miroir représentant Tristan et Iseut, sortie des ateliers parisiens du  second quart du XIVe siècle.
En janvier 2023, le musée acquiert une œuvre « d'intérêt patrimonial majeur » : un Christ crucifié de l'artiste Giovanni Pisano, datant du XIIIe siècle.

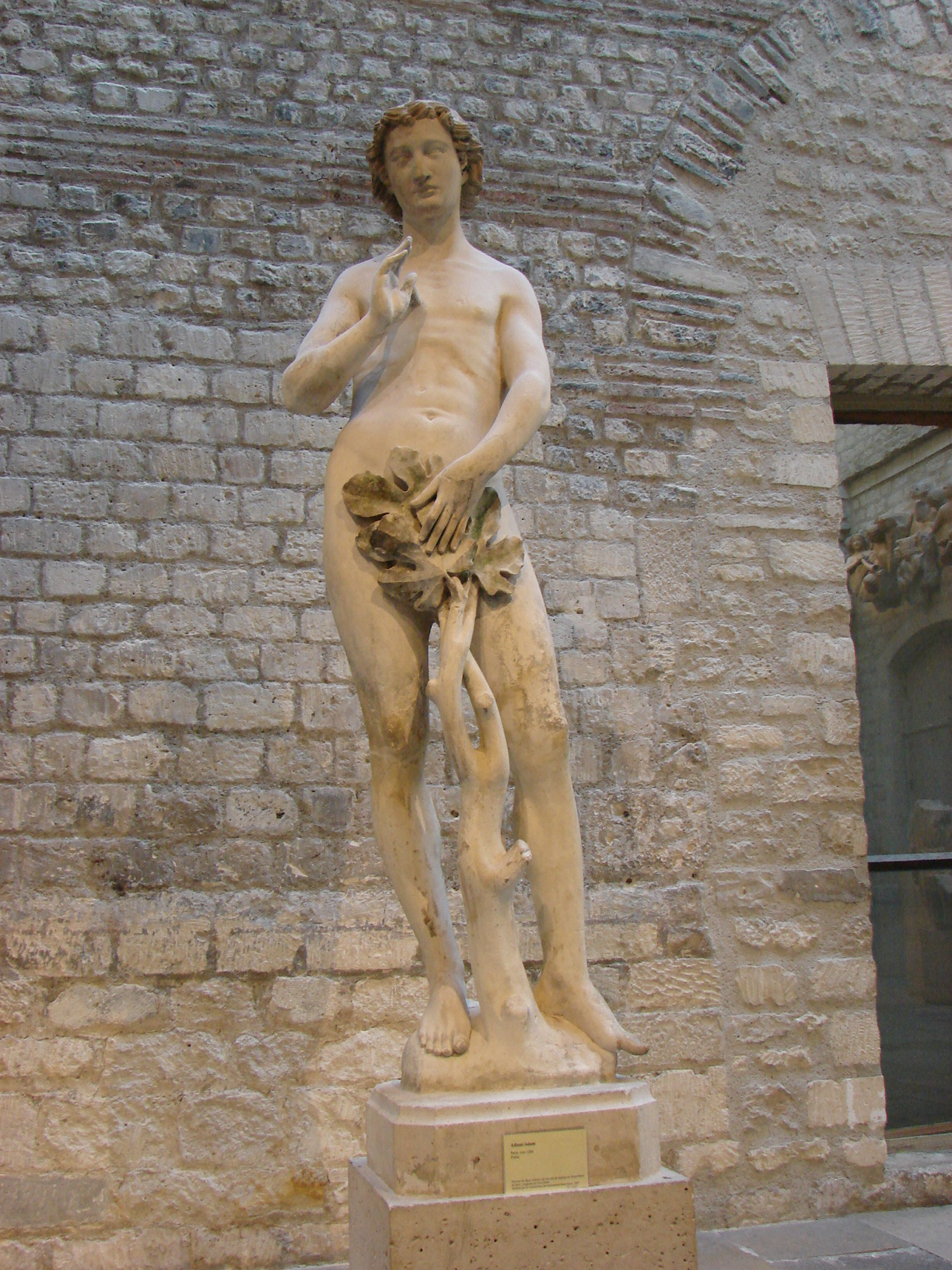
Adam de Notre-Dame de Paris, troisième quart du XIIIe siècle.
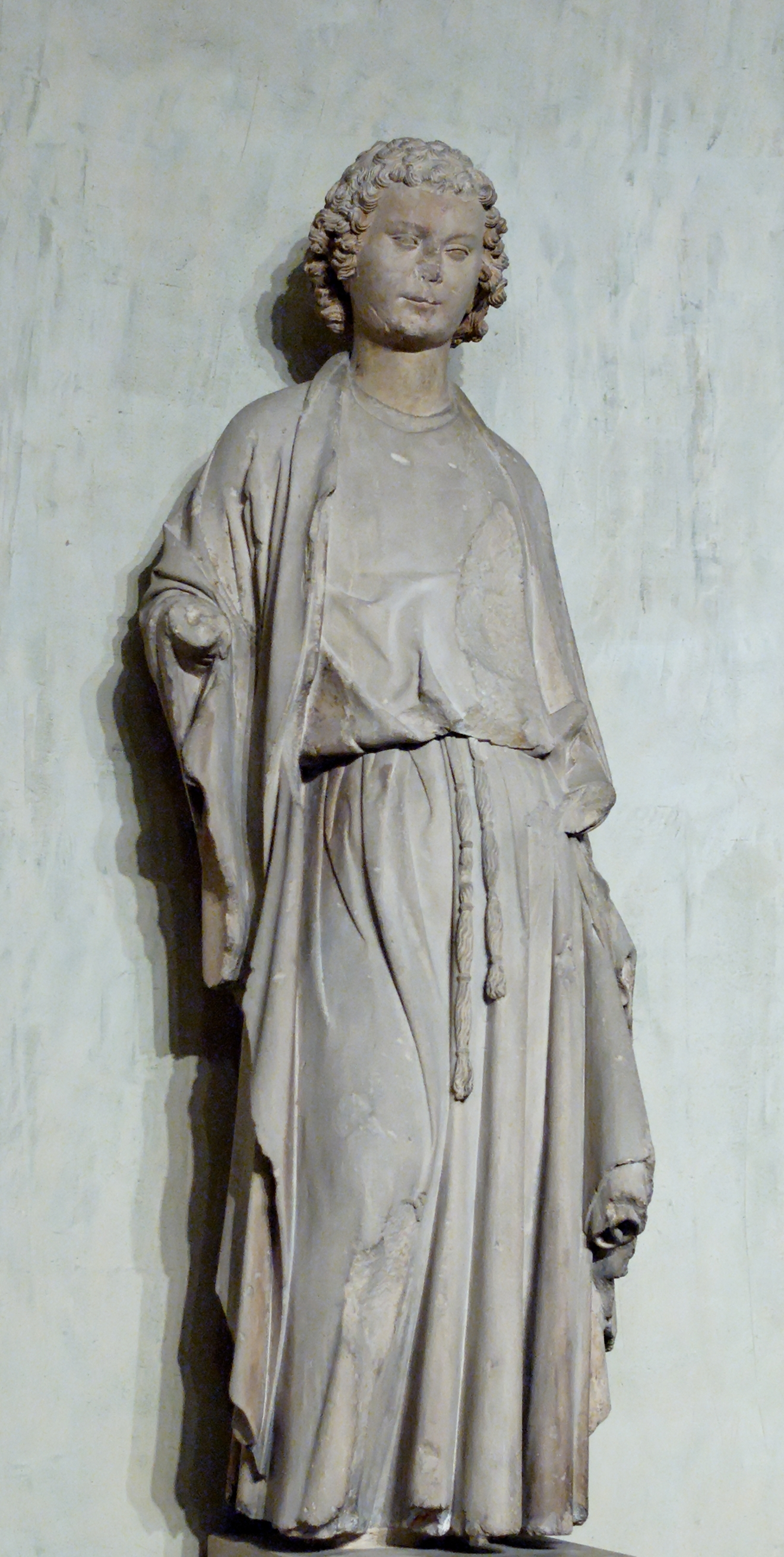
Saint Jean de la Sainte-Chapelle, 1243-1248.
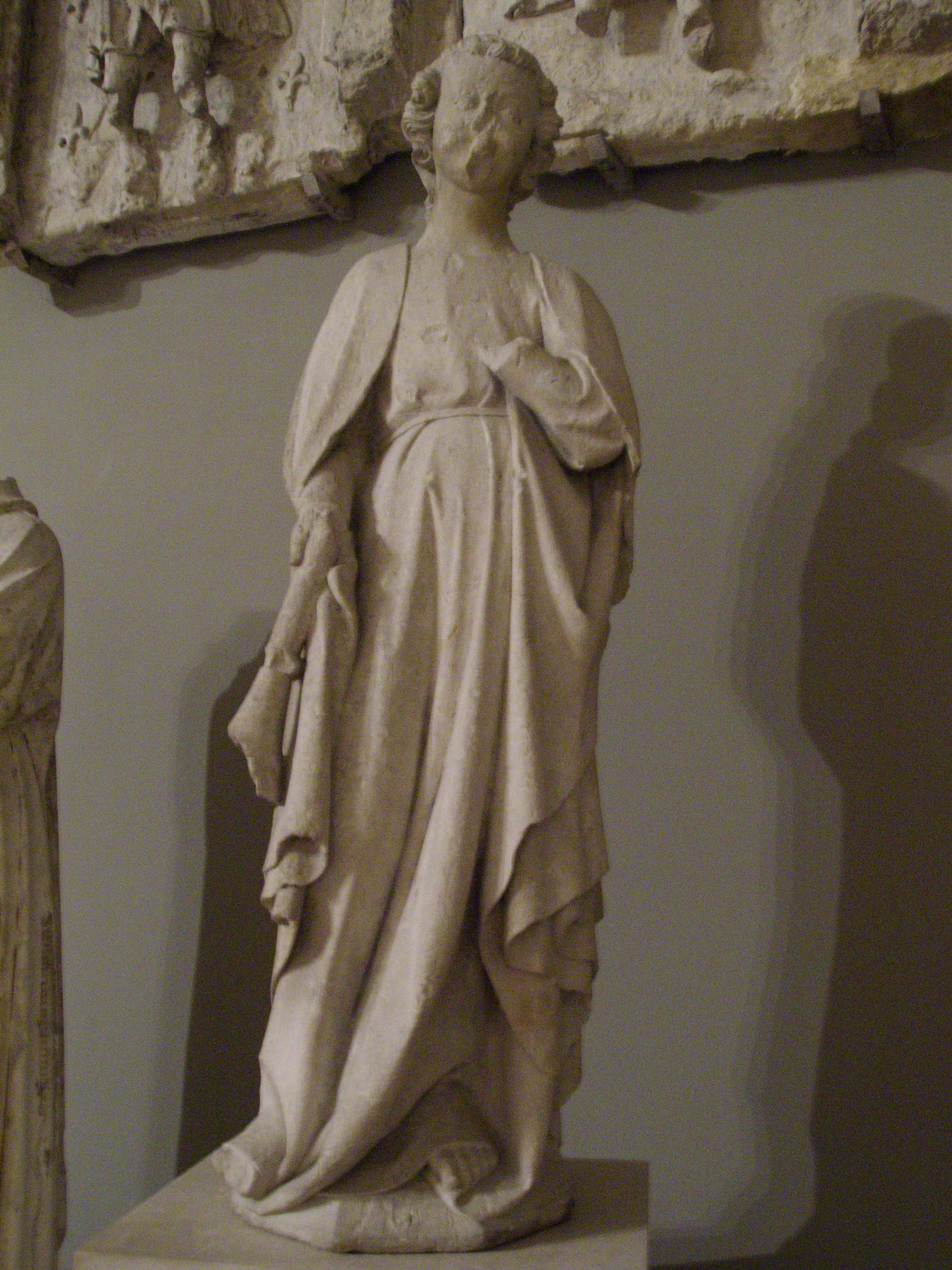
Ange soufflant de la trompette de Saint-Louis de Poissy, fin du XIIIe siècle.
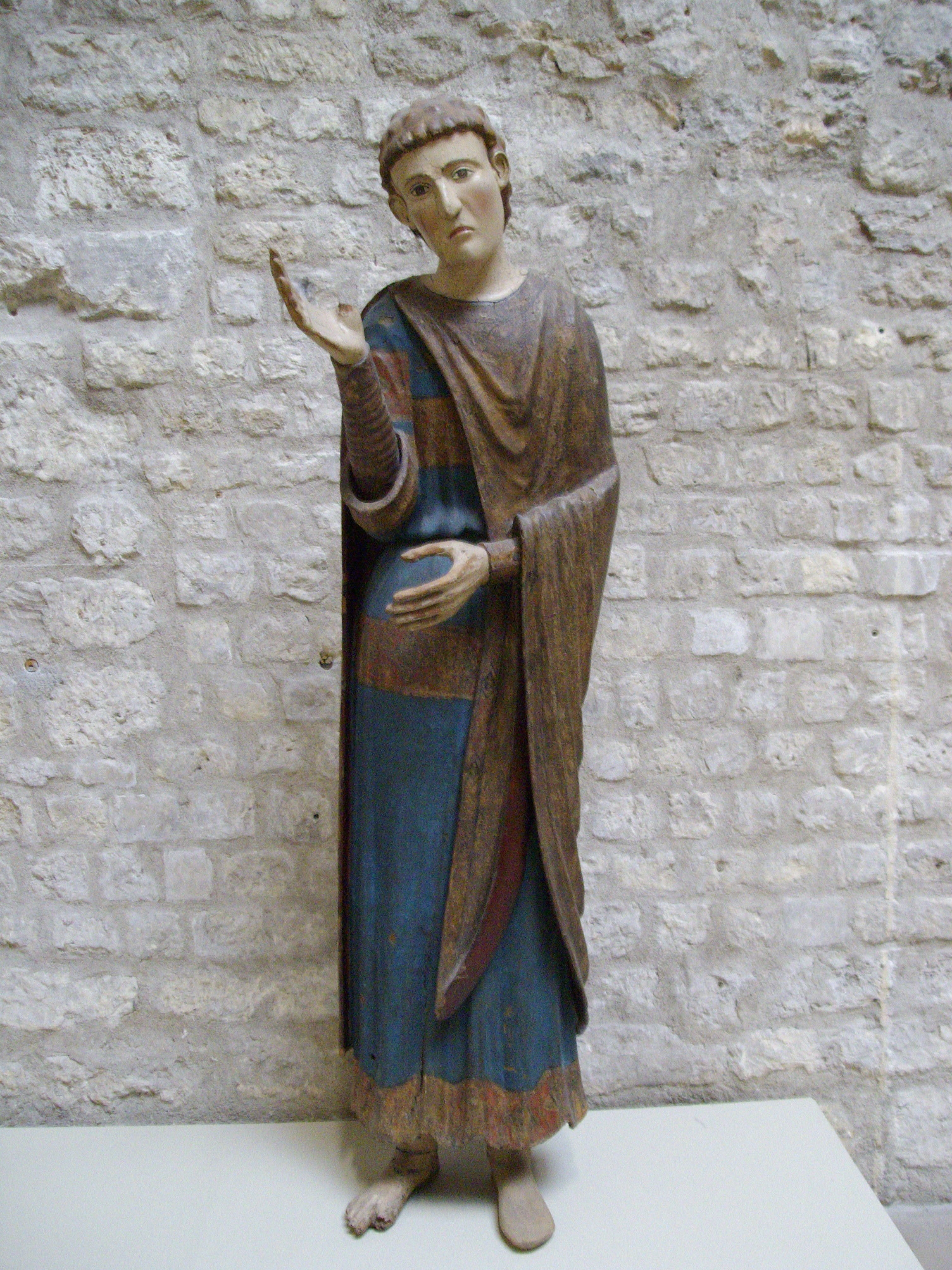
Saint Jean de Prato, 1220-1230.
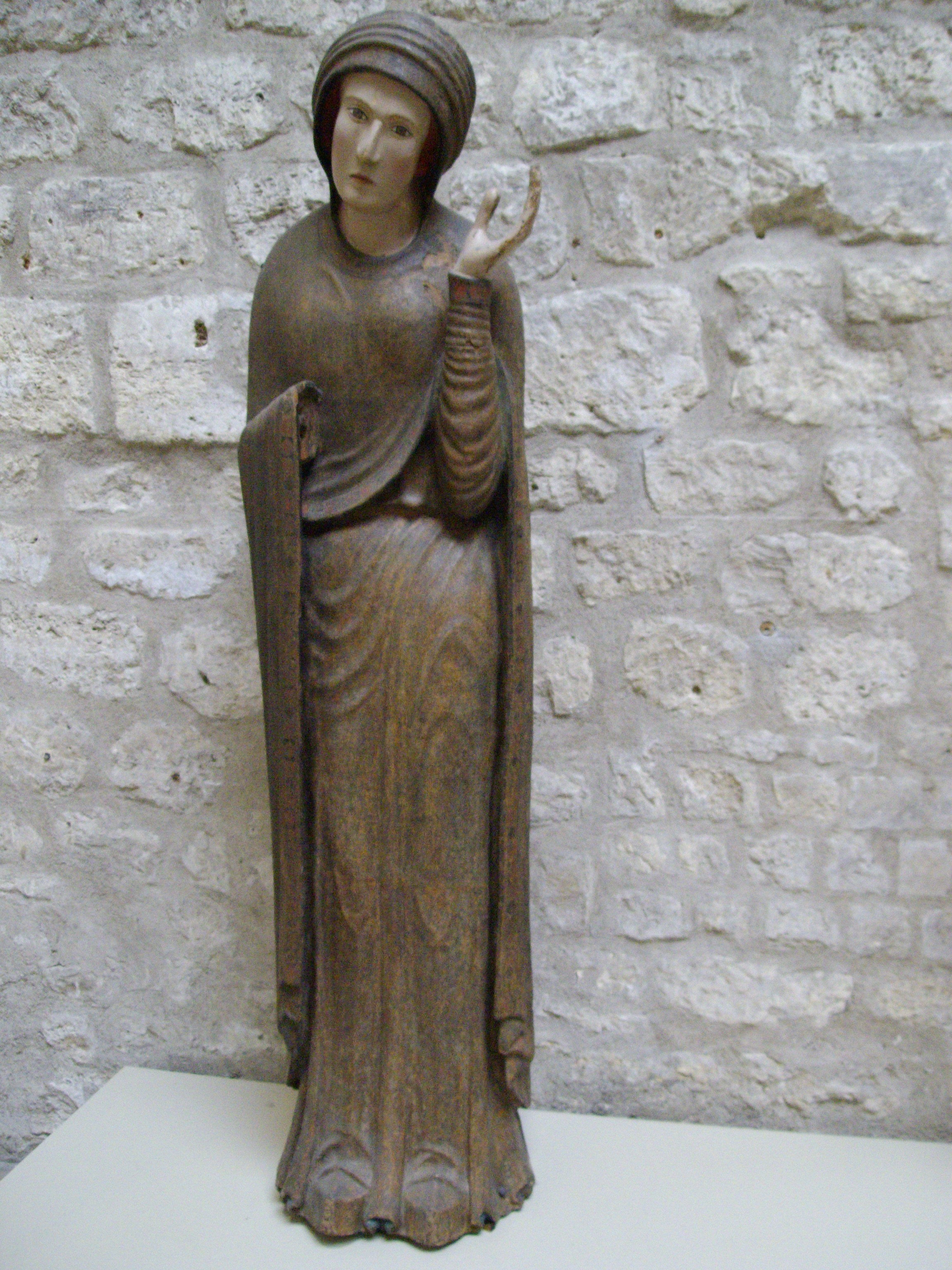
Vierge de Prato, 1220-1230.
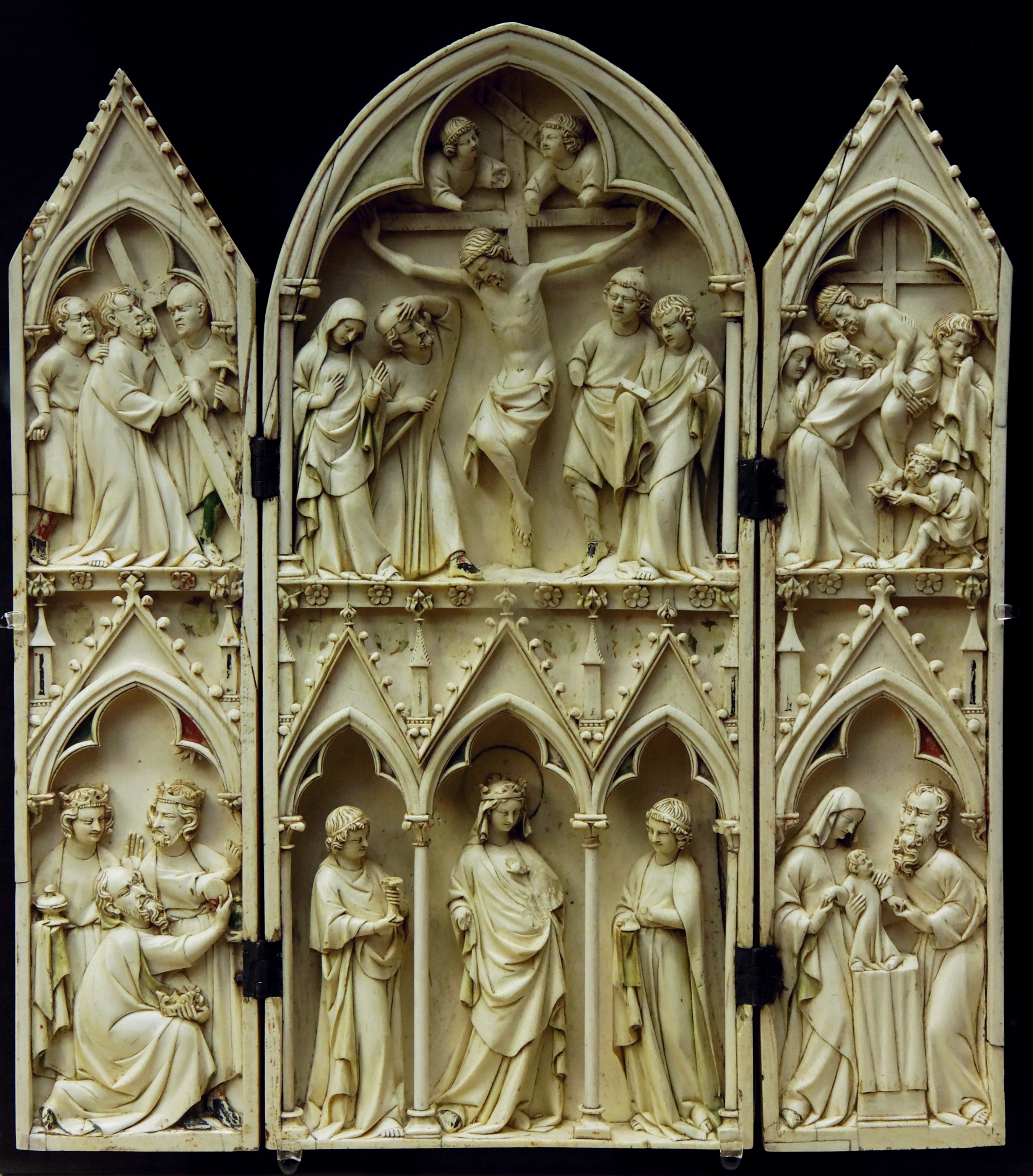
Triptyque de Saint-Sulpice du Tarn, Paris, autour de 1300.
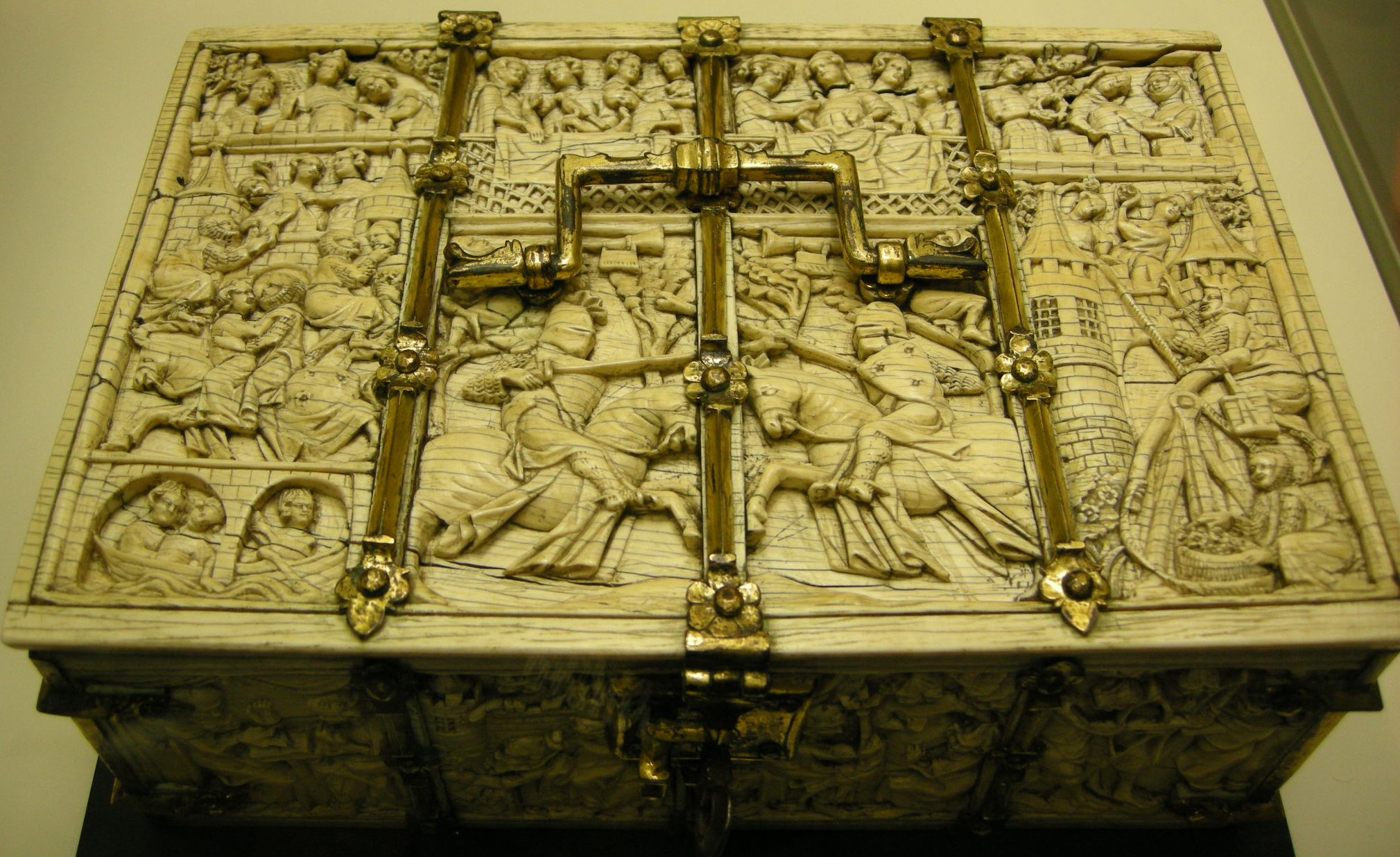
Coffret : l'assaut du château d'amour, Paris, 1er quart du XIVe siècle.
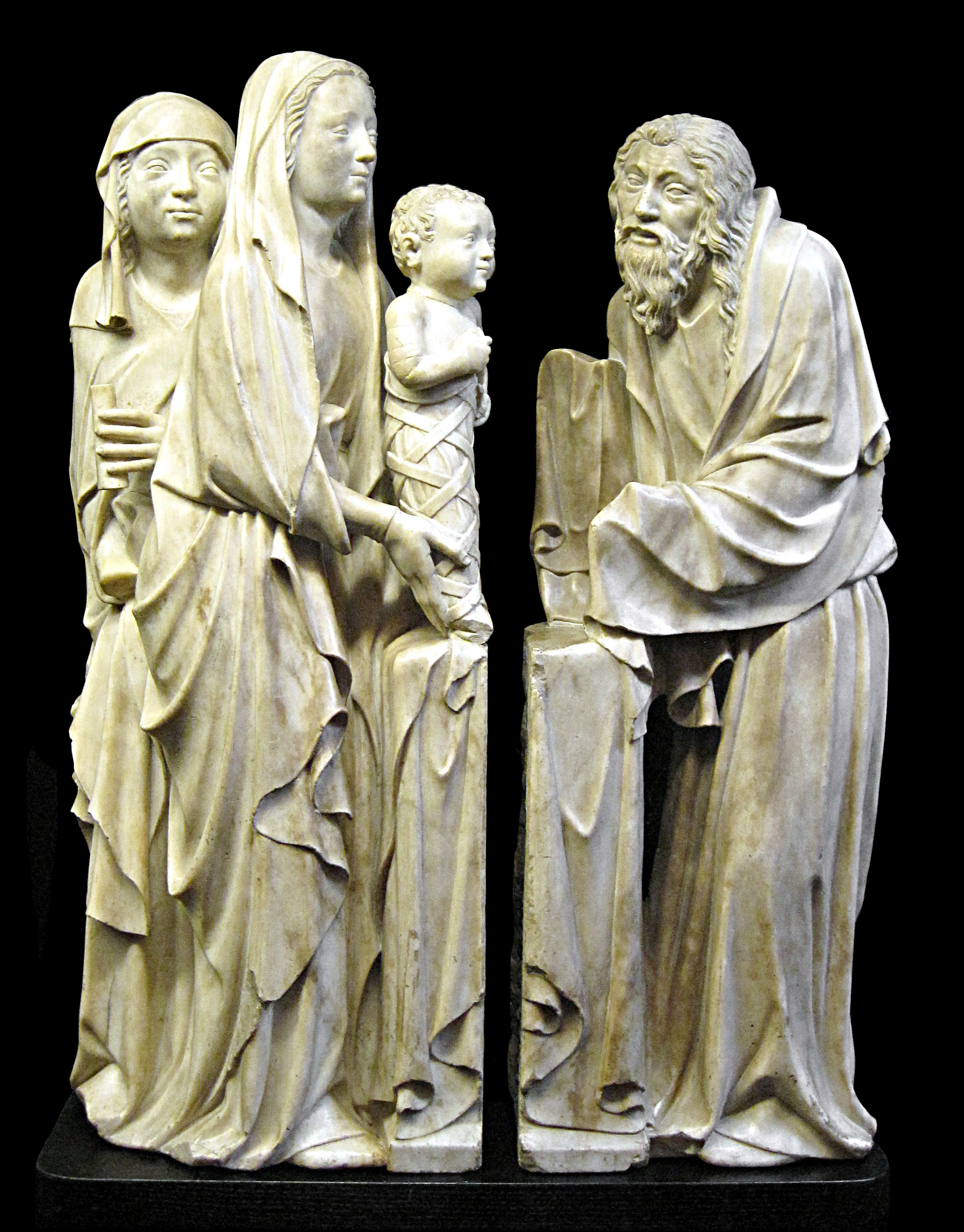
Présentation de Jésus au Temple, groupe sculpté réalisé durant la seconde moitié du XIVe siècle.

#### Sculptures de la fin du Moyen Âge
Les collections de sculpture de la fin du Moyen Âge sont particulièrement riches au Musée de Cluny, et de provenances diversifiées. L'Italie n'est plus guère représentée, car la sculpture italienne de l'époque, considérée comme appartenant déjà à la Renaissance, est plutôt conservée au Louvre. En revanche, la sculpture française est bien représentée avec ses diverses régions : la Bourgogne ducale, avec notamment un ensemble de statuettes de saints du début du XVe siècle provenant d'un retable démembré, qui ornait peut-être l'abbatiale de Theuley et une statue de la Vierge à l'Enfant provenant de Sainte-Apollinaire; la Provence, avec par exemple une petite statue représentant l'épouse du chancelier du roi René en prière.
S'y ajoutent des collections provenant d'autres parties de l'Europe : l'Allemagne du Sud, avec par exemple une sainte Anne trinitaire taillée par Hans Greiff à Ingolstadt en 1472 ou, une statue de sainte Marthe et les Pénitents sculptée à Biberach dans le dernier quart du XIVe siècle une Vierge et un saint Jean de Calvaire sculptés en Haute-Souabe autour de 1520. S'y ajoutent plusieurs retables d'Anvers et de nombreux albâtres de Nottingham

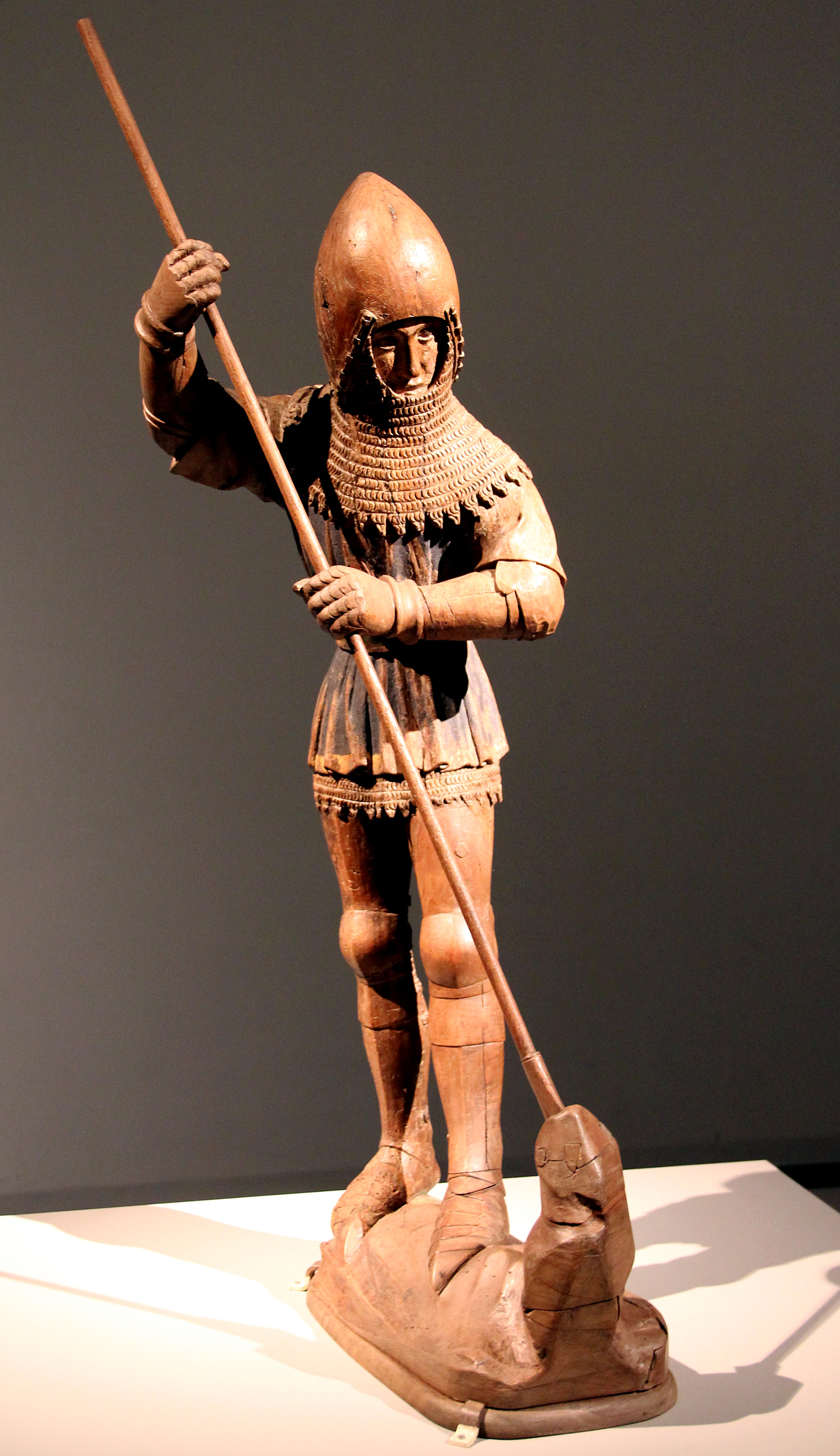
Statue de saint Georges terrassant le dragon (1380-1390).
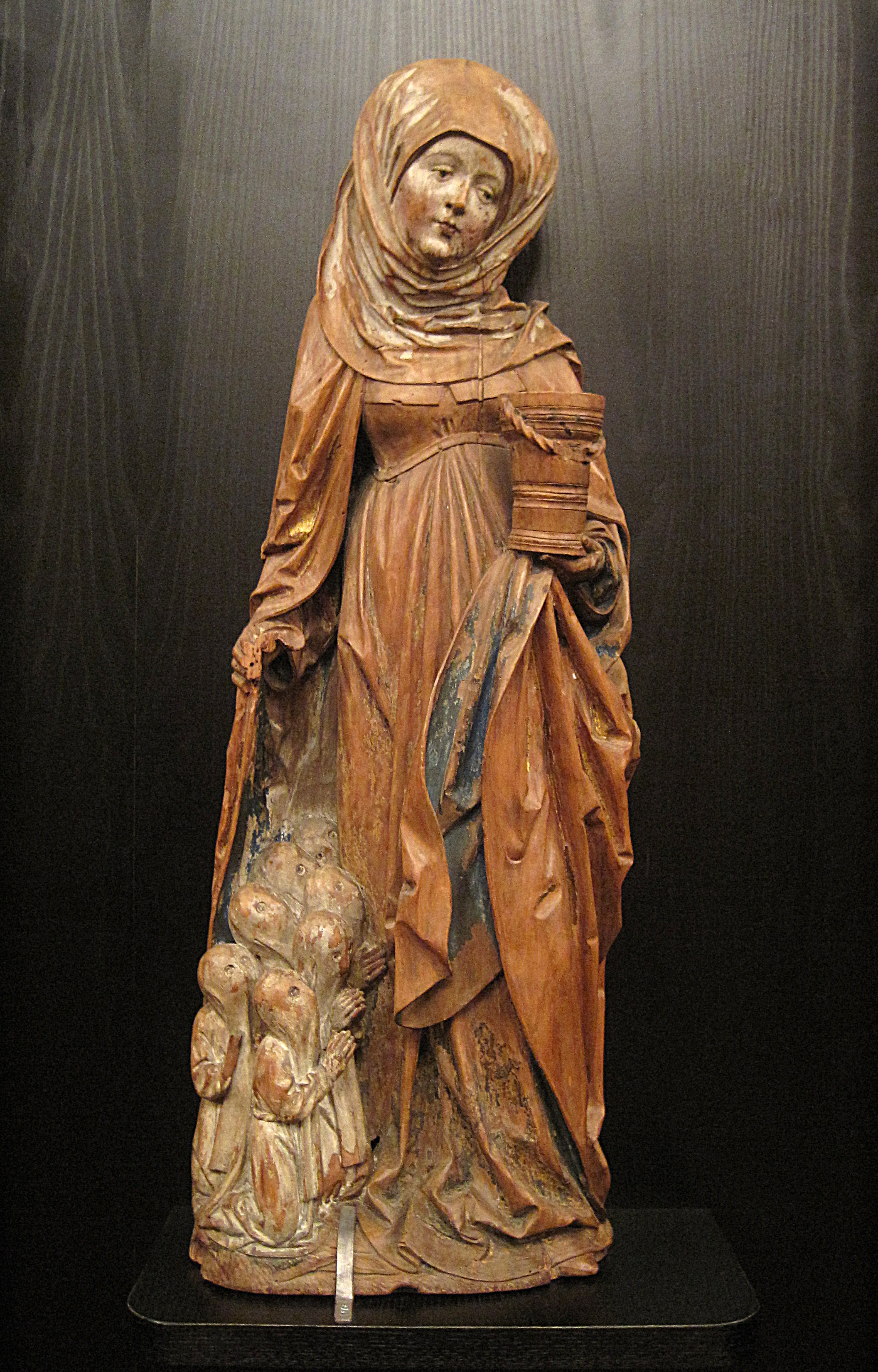
Statue de sainte Marthe et les pénitents, Souabe, dernier quart du XVe siècle.
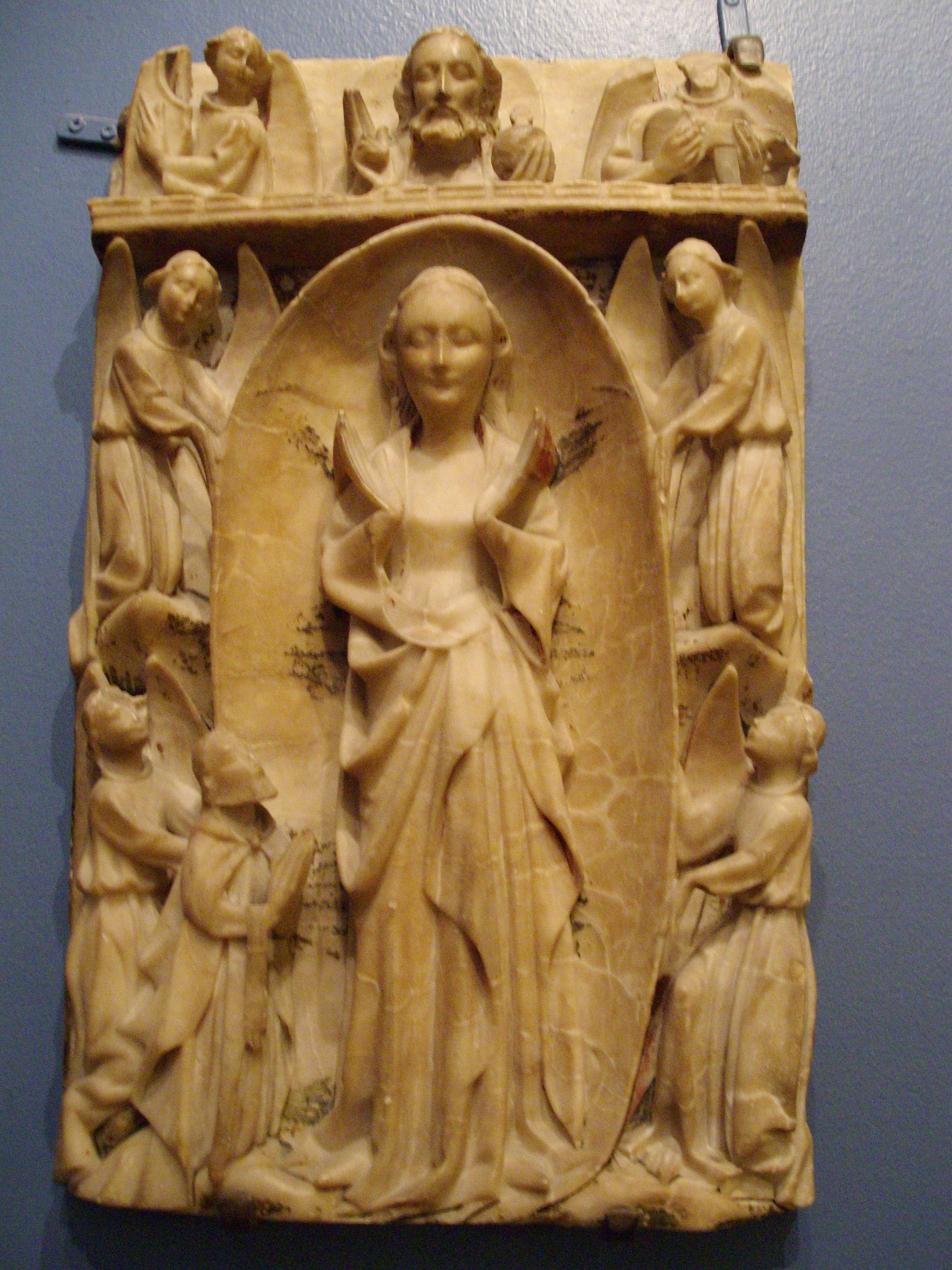
Relief de retable en albâtre.
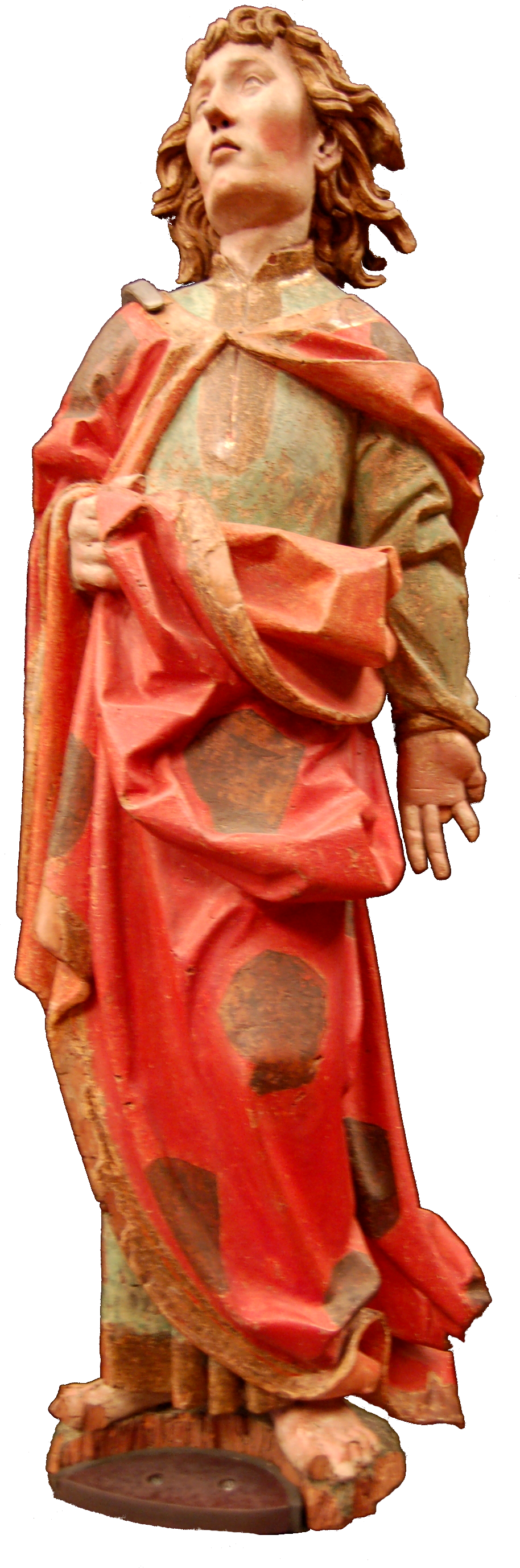
Saint Jean de Calvaire, Haute-Souabe, vers 1520.
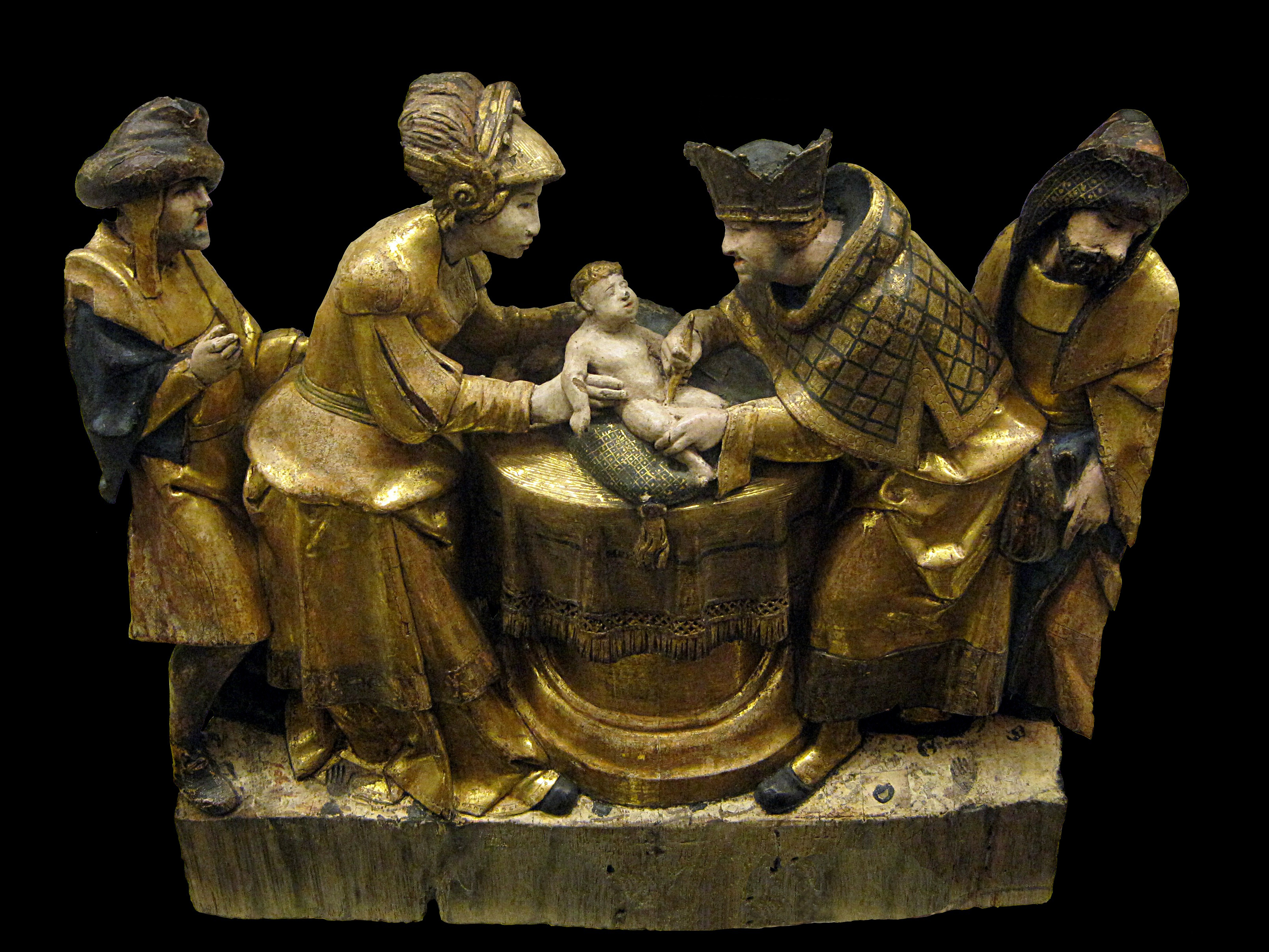
La circoncision du Christ, fragment de retable anversois, premier quart du XVIe siècle.
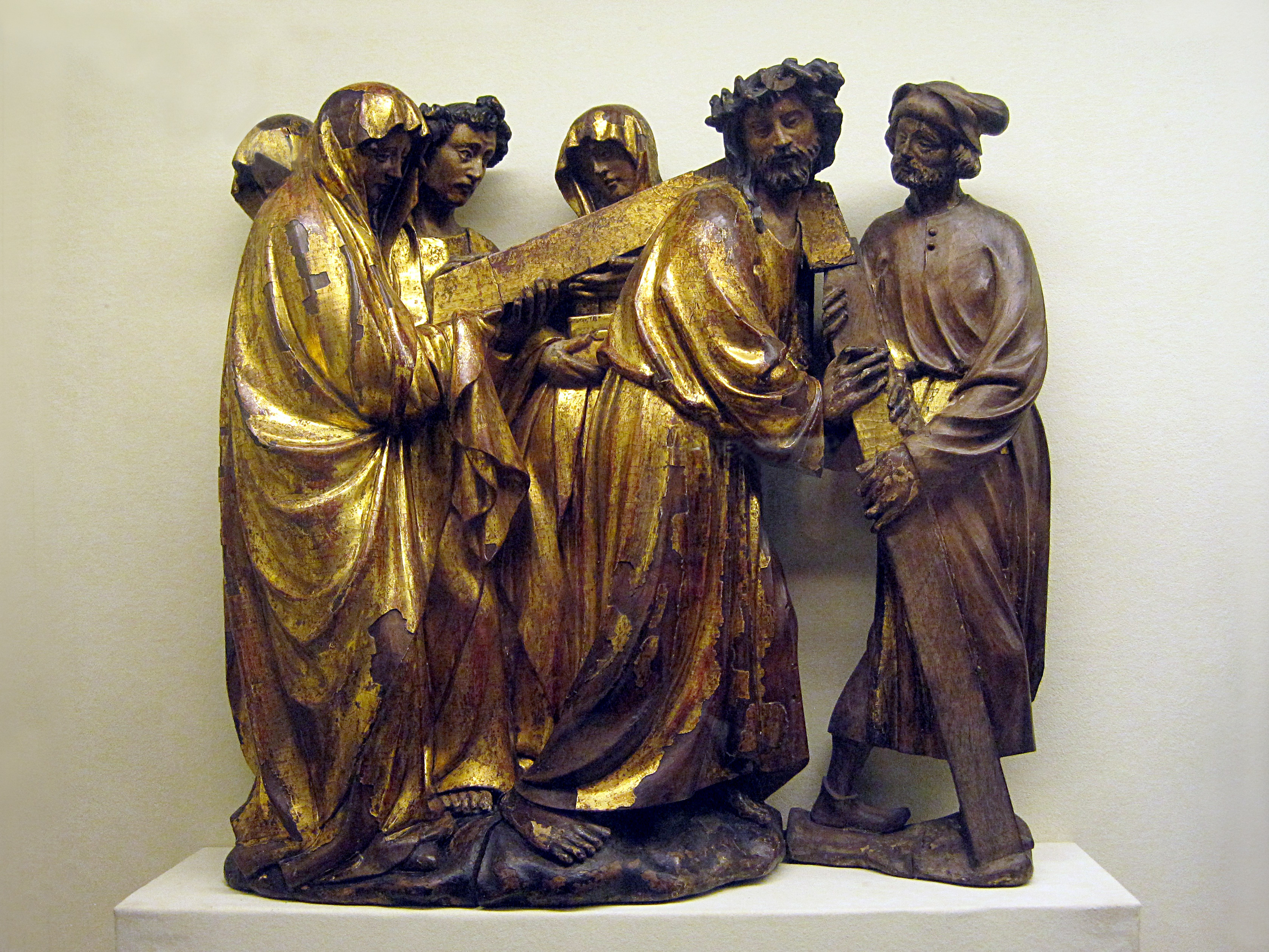
La montée au calvaire, vers 1400.
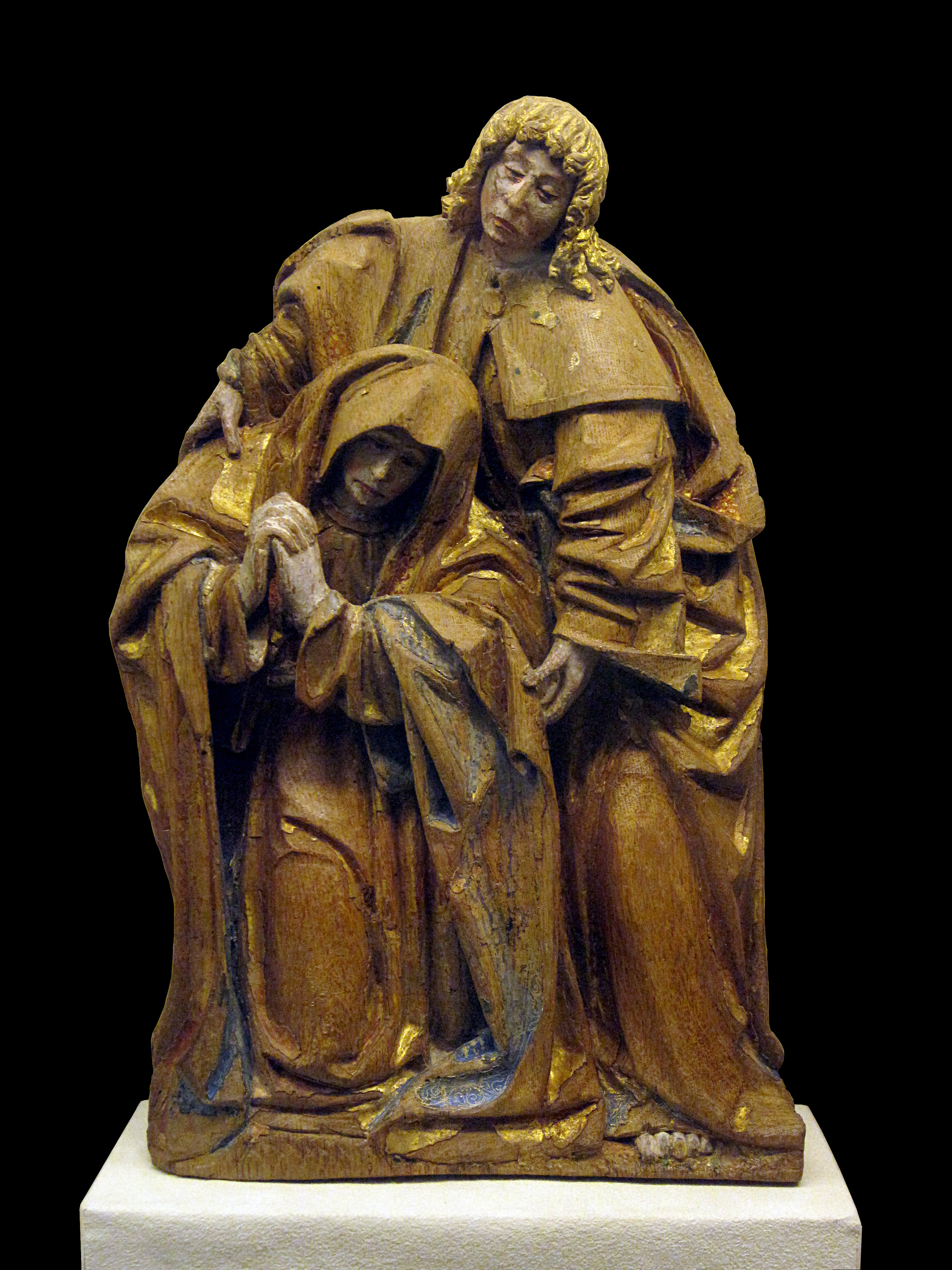
La Pâmoison de la Vierge, bas Moyen Âge.

### Les vitraux

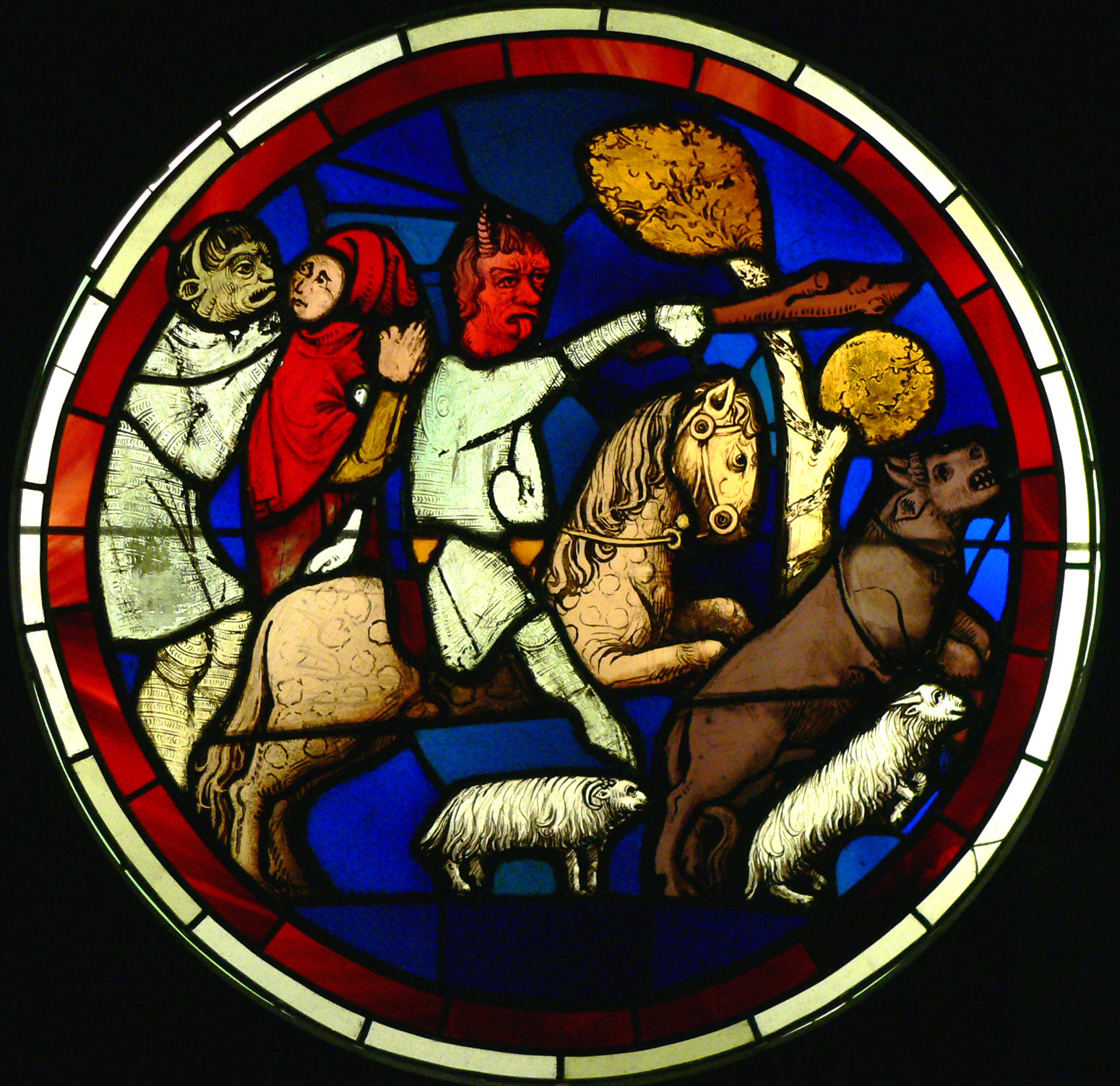
Le diable et une femme, vitrail, avant 1248, provient de la Sainte-Chapelle.

Le musée de Cluny possède la plus riche collection de vitraux en France (plus de 230 panneaux, médaillons ou fragments de vitraux couvrant une période du XIIe jusqu'au début du XVIe siècle). De 2000 à la fin de l'année 2004, grâce au soutien de la Fondation d'entreprise Gaz de France, cette collection a bénéficié d'une exceptionnelle campagne de restauration. Le musée de Cluny abrite notamment un ensemble important de vitraux issus de la Sainte Chapelle.

### L’orfèvrerie et l'émaillerie
Le musée national du Moyen Âge conserve l'un des plus beaux ensembles d'œuvres d'orfèvrerie et d'émaillerie du Moyen Âge. Ces objets, en or, en argent, ou encore en cuivre, souvent émaillés ou rehaussés de pierreries, formaient le trésor de riches abbayes et des grands princes de l'Occident.
- Des pièces d'orfèvrerie (reliquaires, émaux de Limoges, bijoux) dont notamment les couronnes de Guarrazar (objets datant du VIIe siècle et provenant de Tolède, alors capitale de l'Espagne, où les rois et les princes wisigoths les déposaient en offrande), l'antependium de la cathédrale de Bâle (un devant d'autel d'or incrusté de pierres précieuses datant du XIe siècle et la rose d'or de Minucchio da Siena (réalisée à Avignon vers 1330 c'est la plus ancienne rose d'or conservée au monde). Outre ces chefs-d'œuvre, le musée conserve un ensemble important d'émaux limousins qui illustrent toute l'histoire de cette importante production, comme la plaque de l'Adoration des Mages qui date de la fin du XIIe siècle[53].
- Près de 300 ivoires (datant de l'Antiquité tardive et du Moyen Âge)

La collection des ivoires du musée est avec celle du musée du Louvre l'une des deux principales collections parisiennes. Elle s'étend de la fin de l'Antiquité à la fin du Moyen Âge. Elle comprend des objets sacrés mais aussi des objets profanes : coffrets, miroirs, peignes, gravoirs. Plusieurs exemplaires sont du XIIIe siècle, mais le plus grand nombre appartient au XIVe siècle.

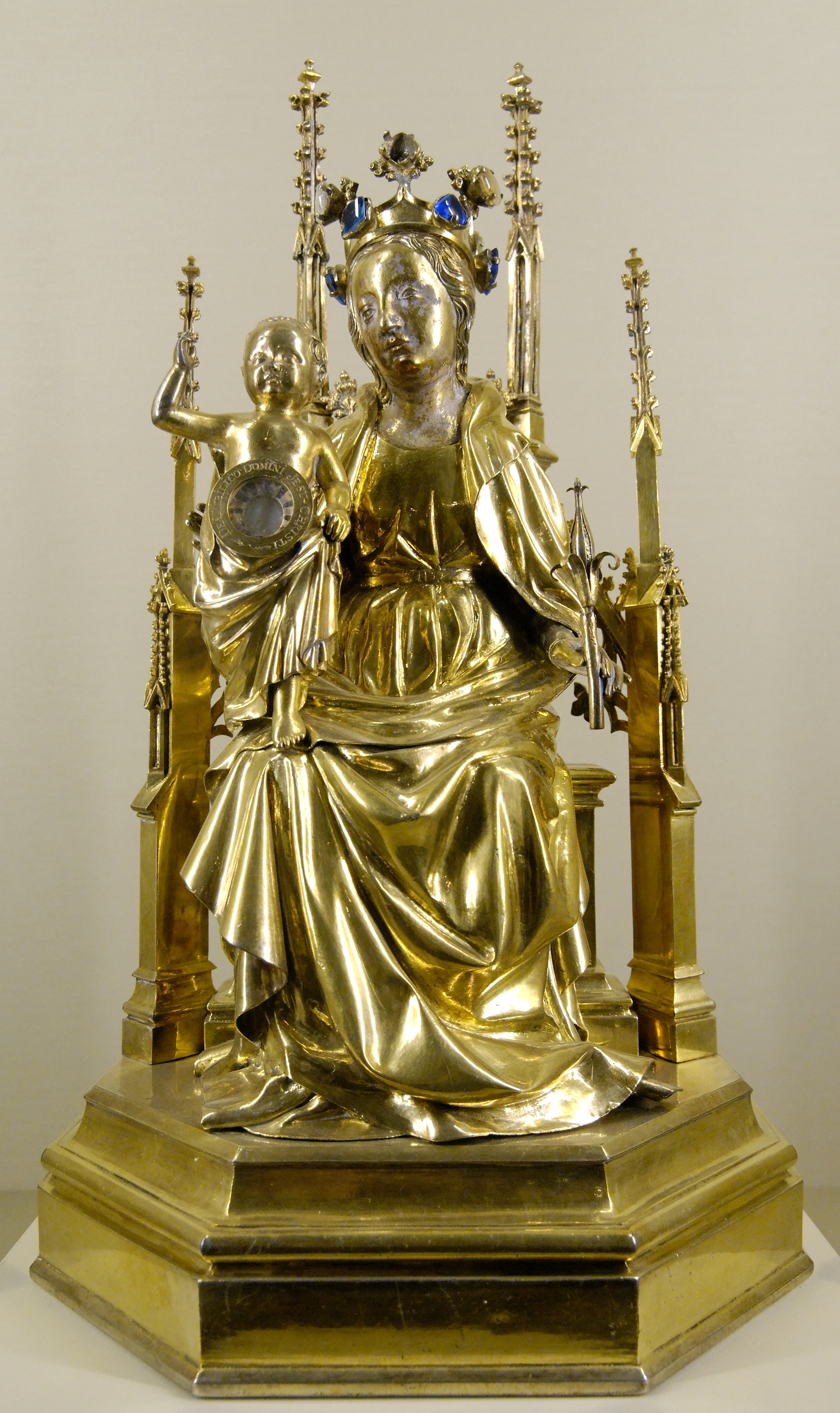
Reliquaire de l'ombilic du Christ : Vierge à l'Enfant. Argent doré, France (Paris ?), 1407.
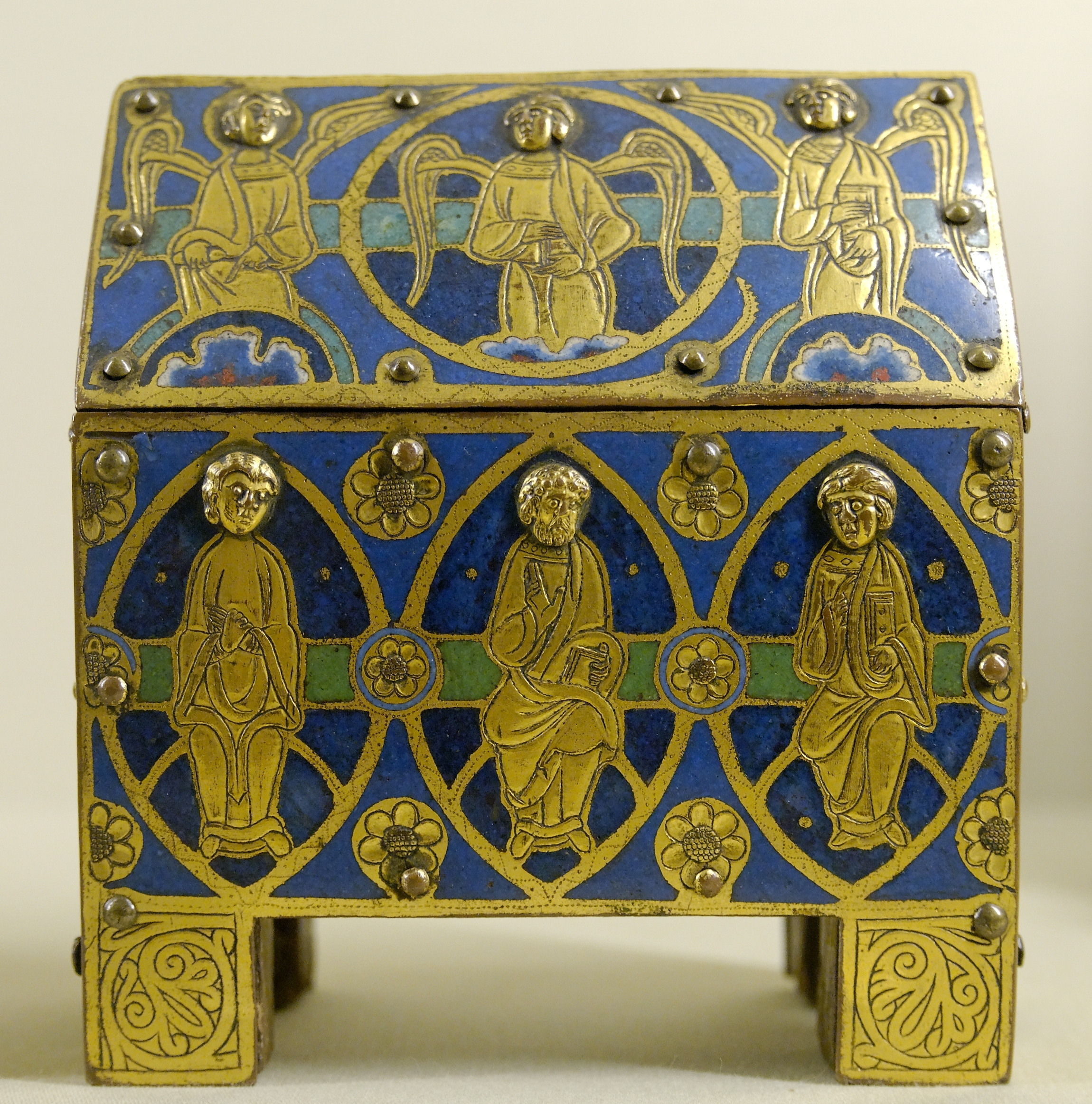
Châsse : apôtres et anges. Cuivre champlevé, émaillé et doré, Limoges, deuxième quart du XIIIe siècle.
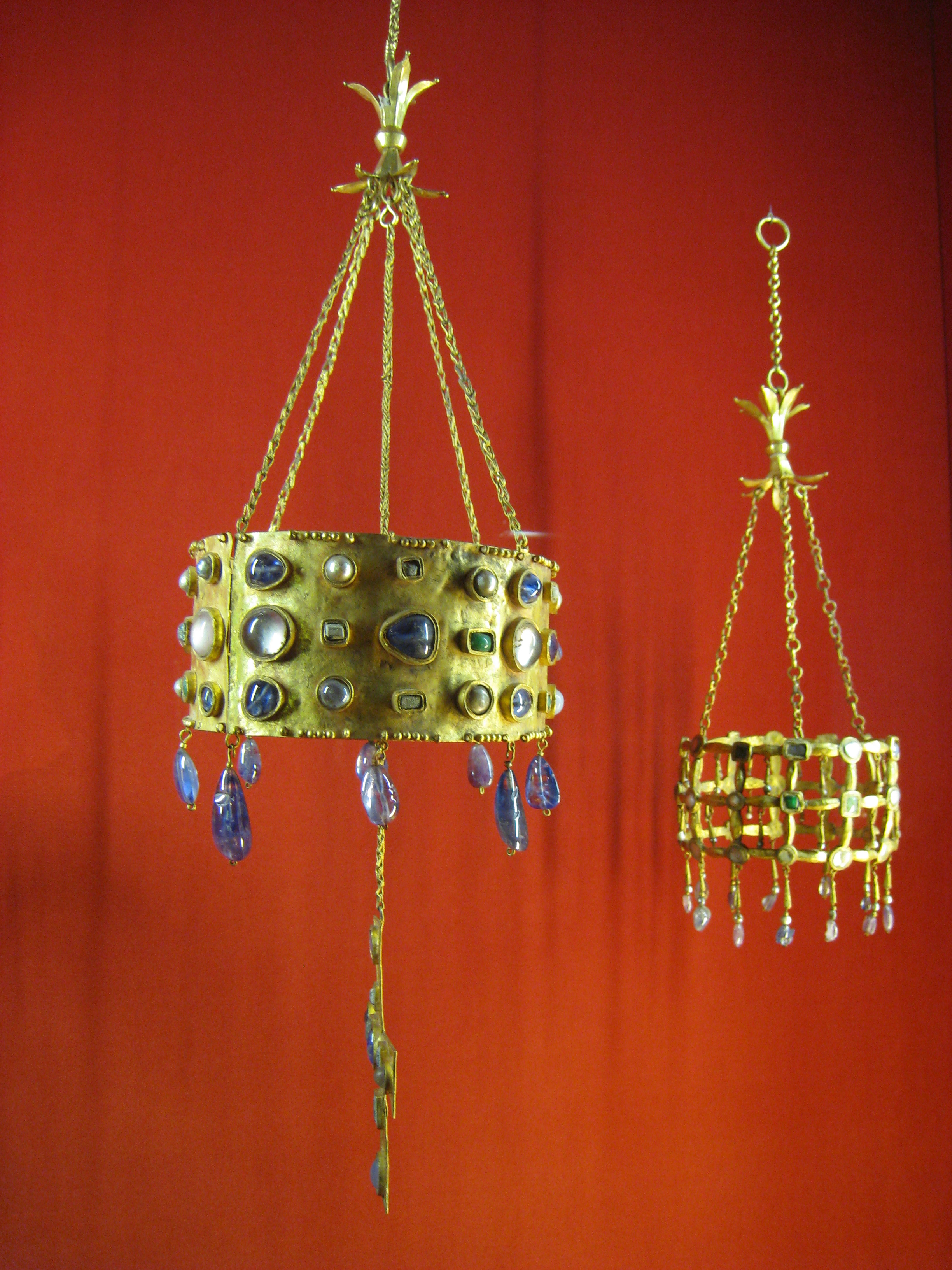
Couronnes votives wisigothiques du Trésor de Guarrazar, Espagne, VIIe siècle.
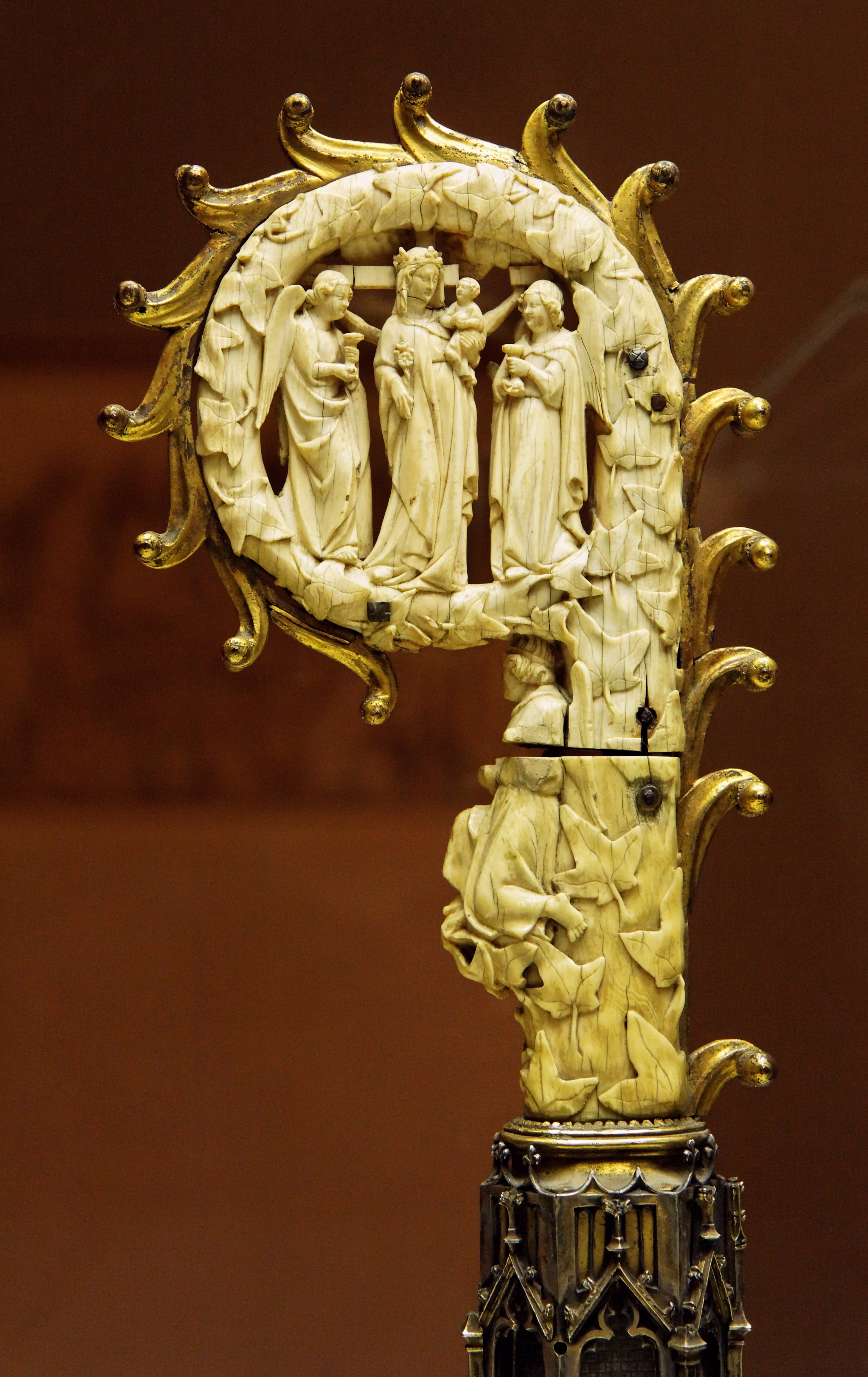
Crosse en ivoire, Vierge à l'Enfant encadrée de deux anges, vers 1300.
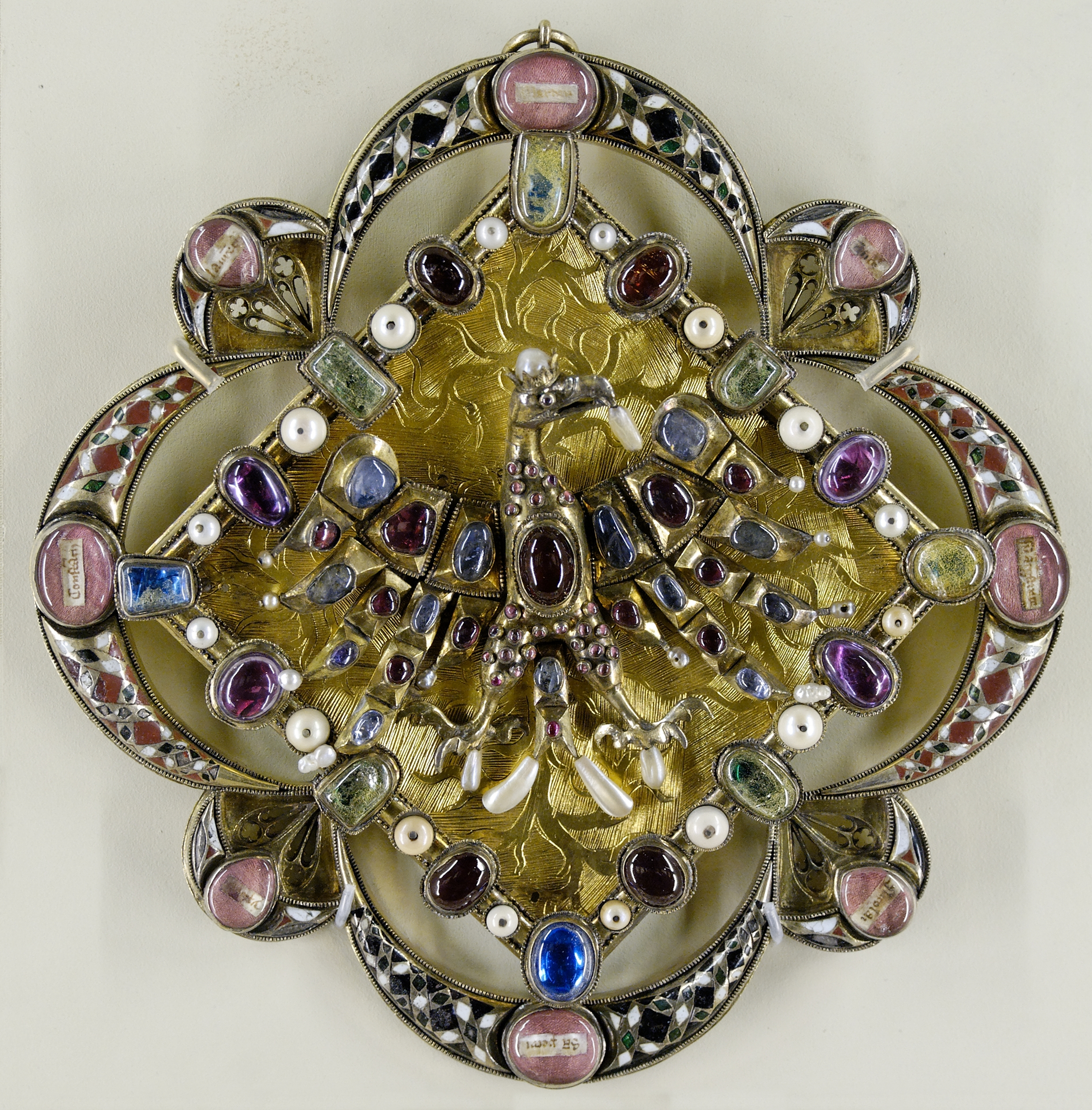
Fermail-reliquaire à l'aigle, XIVe siècle.
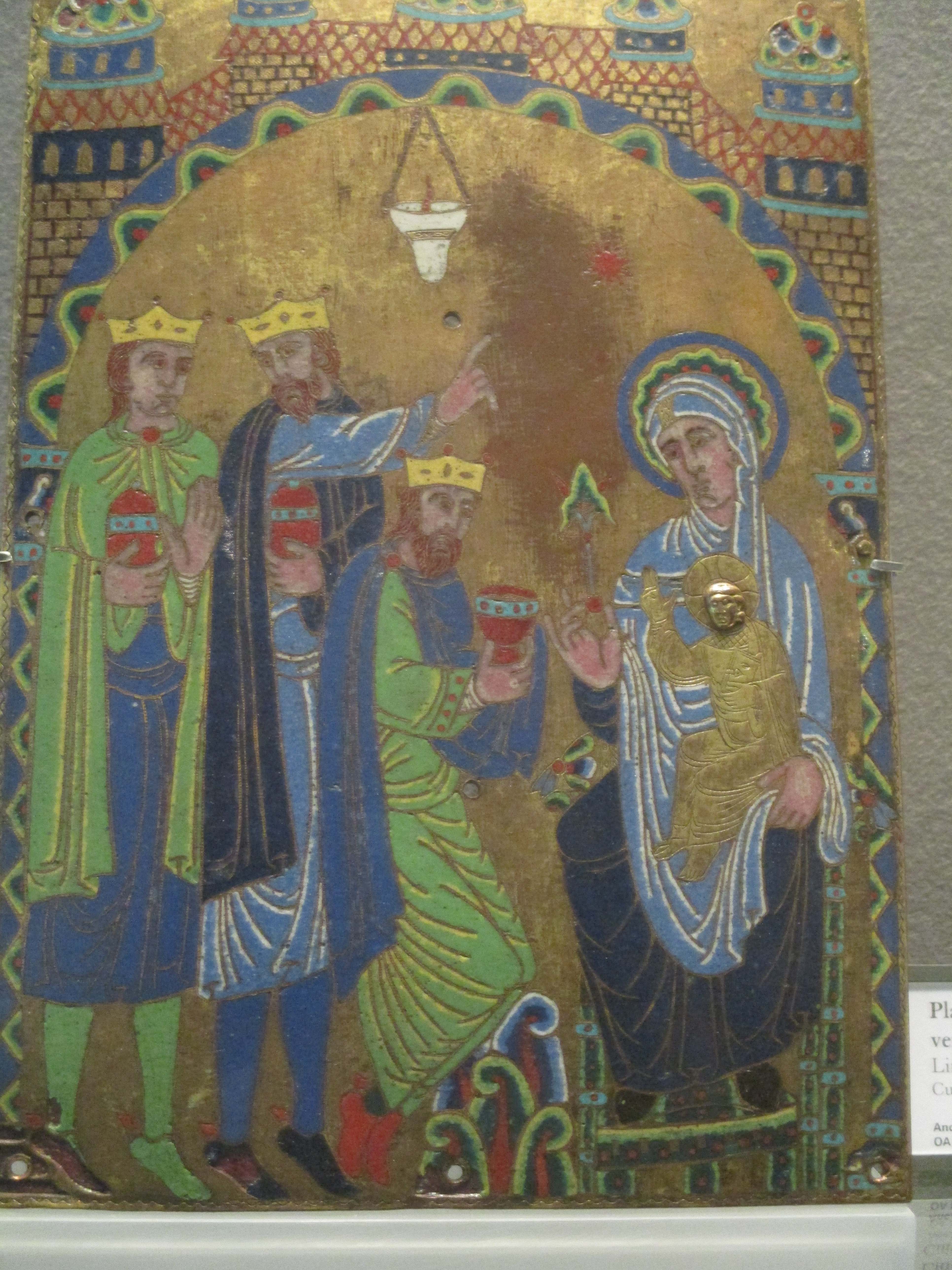
plaque de l'Adoration des Mages de l'abbaye de Grandmont.

### Tapisseries
Le musée de Cluny conserve une importante collection de tapisseries à caractère profane et religieux. Parmi les pièces majeures de ses collections se trouvent l'emblématique tapisserie de La Dame à la licorne, la Légende de saint Étienne ou bien la tapisserie de La Vie seigneuriale.

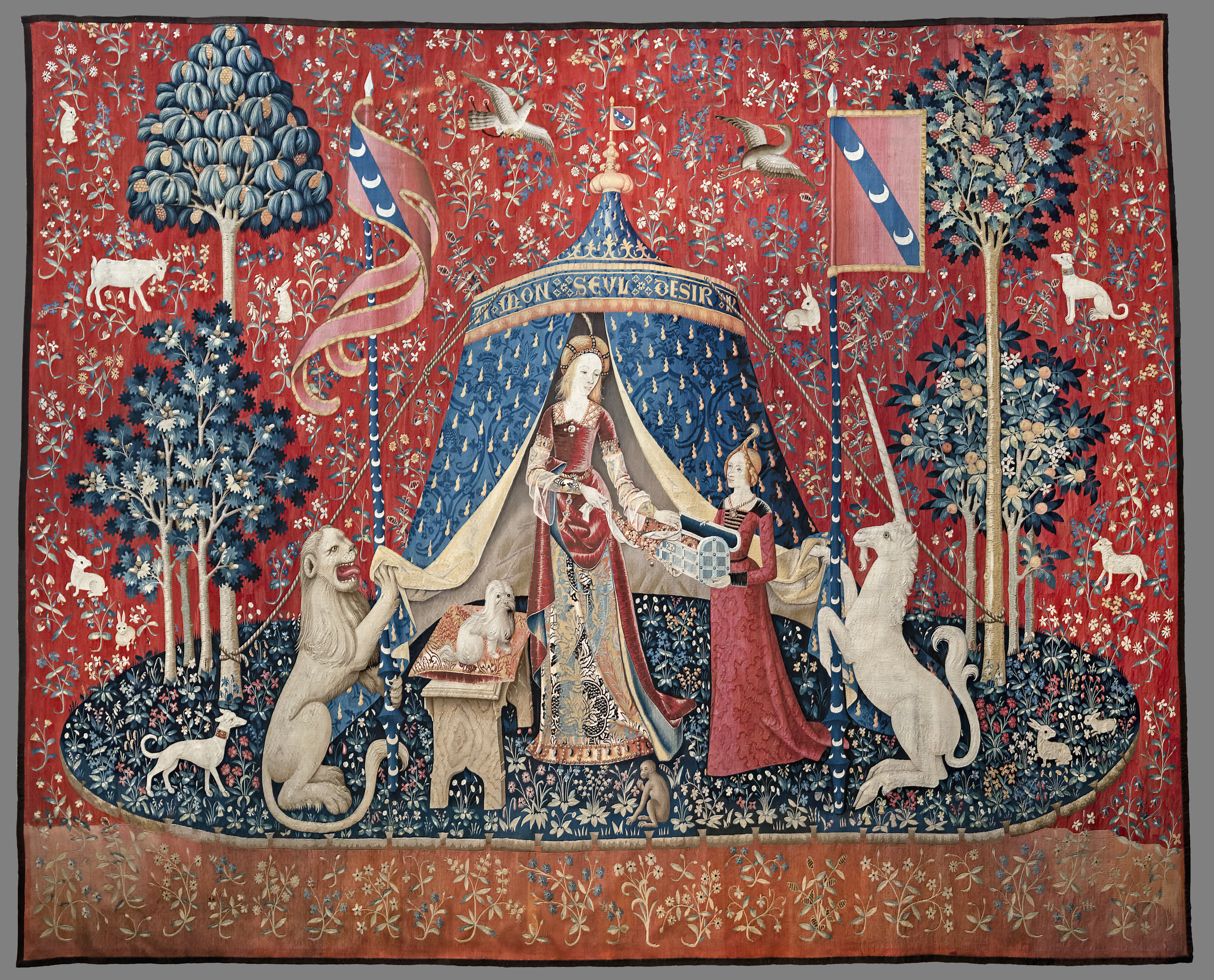
Tapisserie de La Dame à la licorne, A mon seul désir, fin du XVe siècle.
Tapisserie de La Dame à la licorne, L'Ouïe, fin du XVe siècle.
Tapisserie de La Dame à la licorne, détail du Goût, fin du XVe siècle.

## Œuvres majeures

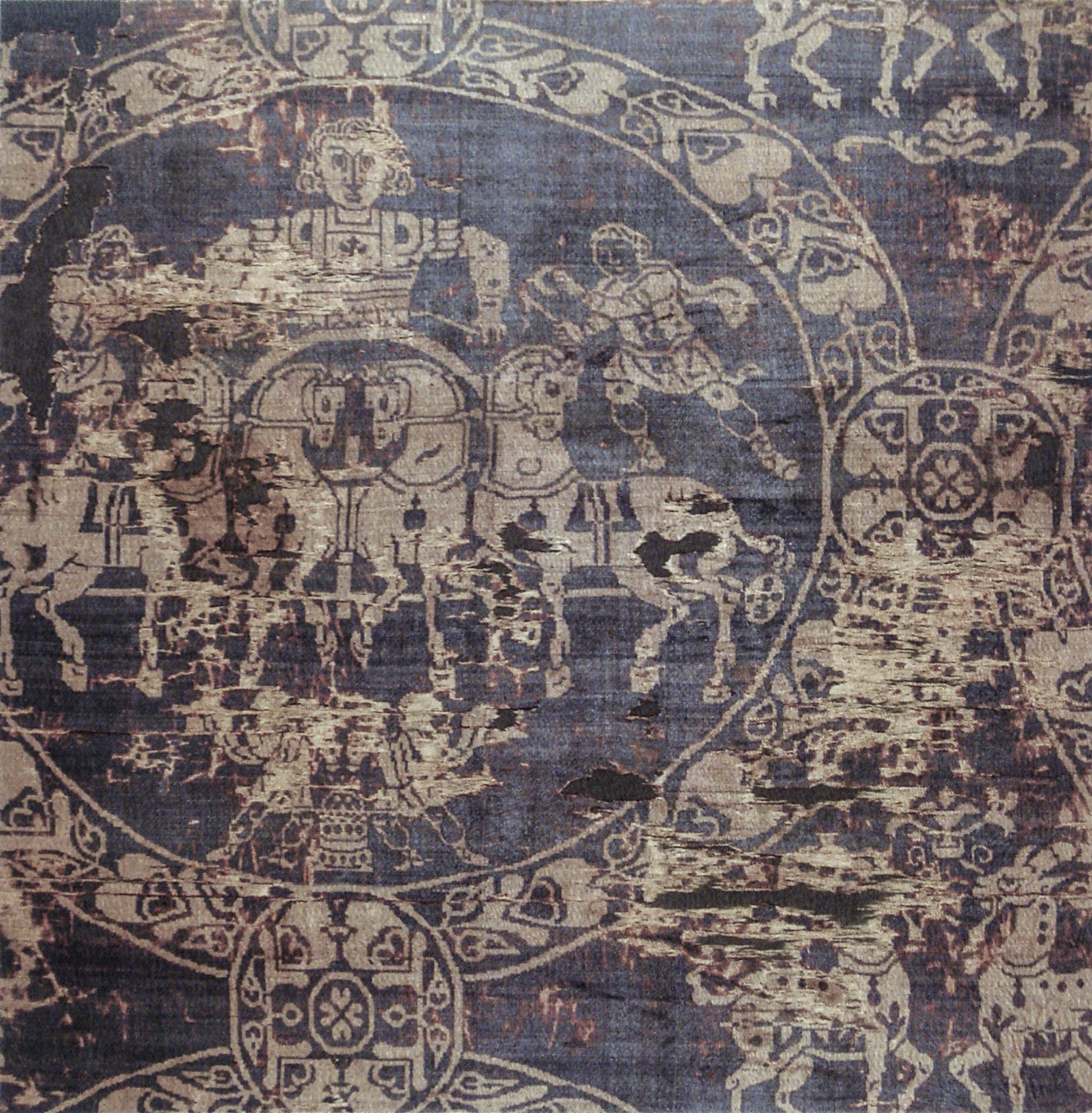
Une partie du suaire mortuaire de Charlemagne (IX).

- Une partie du suaire mortuaire de Charlemagne, IXe siècle.
- La tenture de La Dame à la licorne, fin XVe siècle, début XVIe siècle, composée de six tapisseries.
- le Pilier des Nautes, réalisé au Ier siècle et restauré en 2003[55].
- Les ivoires byzantins de Nicomachi et d'Ariane, du début du Ve siècle et du VIe siècle.
- Les couronnes votives wisigothiques du Trésor de Guarrazar, VIIe siècle[56].
- L'antependium de la cathédrale de Bâle, entre 1015 et 1022.
- La Rose d'or du pape Jean XXII, réalisée en 1330.
- La Vierge et l'Enfant, reliquaire du saint nombril, trésor de Notre-Dame-en-Vaux de Châlons-sur-Marne, réalisé à Paris? vers 1407[57].
- Le Triptyque de l'Assomption de la Vierge, d'Adrien Ysenbrandt (et Gérard David?) réalisé vers 1520.
- Les vitraux et statues d'apôtres de la Sainte Chapelle.
- Les vitraux et les têtes de statues colonnes de la Basilique de Saint-Denis.
- La statue d'Adam et les têtes de la galerie des rois de la cathédrale Notre-Dame de Paris
- La tapisserie de La légende de saint Étienne.
- Près de 50 à 100 enluminures.
- des peintures françaises, anglaises, allemandes, espagnoles et flamandes du XIVe siècle au XVIe siècle.
- des armes, des armures et autres objets en rapport avec l'art de la guerre.
- des objets de la vie quotidienne et du mobilier (meubles, pots, peignes en ivoires, sceaux, serrures, jouets).

## Le jardin médiéval

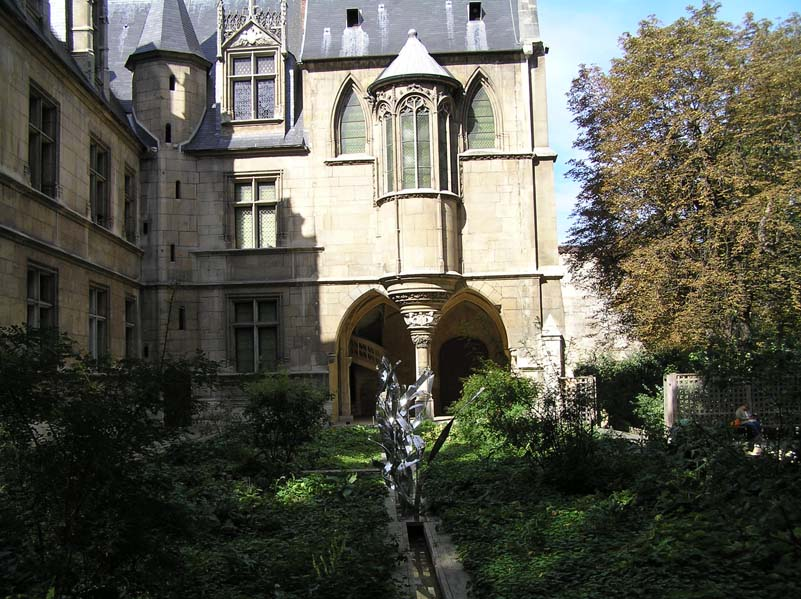
Vue du jardin du musée.

En 2000, un jardin d'inspiration médiévale a été aménagé le long du boulevard Saint-Germain.

## Directeurs
| Période               | Nom                             |
| --------------------- | ------------------------------- |
| 1843-1885             | Edmond Du Sommerard             |
| 1885-1893             | Alfred Darcel                   |
| 1893-1903             | Edmond Saglio                   |
| 1903-1925             | Edmond Haraucourt               |
| 1926-1933             | Jean-Joseph Marquet de Vasselot |
| …                     |                                 |
| 1967-1979             | Francis Salet                   |
| 1980-1987             | Alain Erlande-Brandenburg       |
| 1987-1991             | Fabienne Joubert                |
| 1991-1994             | Alain Erlande-Brandenburg       |
| 1994-2005             | Viviane Huchard                 |
| 2005-2019             | Élisabeth Taburet-Delahaye      |
| Depuis septembre 2019 | Séverine Lepape                 |

## Politique d'acquisition
Depuis 2010, le musée voit ses collections s'enrichir de 2 à 7 œuvres par an. La dernière grande acquisition est un Christ en ivoire sculpté par Giovanni Pisano, pour un montant de 2 450 000 €.
| Année | Nombre d’œuvres acquises |
| ----- | ------------------------ |
| 2023  | 5 œuvres                 |
| 2022  | 8 œuvres                 |
| 2021  | 4 œuvres                 |
| 2020  | 10 œuvres                |
| 2019  | 3 œuvres                 |
| 2018  | 5 œuvres                 |
| 2017  | 4 œuvres                 |
| 2016  | 2 œuvres                 |
| 2015  | 5 œuvres                 |
| 2014  | 3 œuvres                 |
| 2013  | 2 œuvres                 |
| 2012  | 7 œuvres                 |
| 2011  | 4 œuvres                 |
| 2010  | 5 œuvres                 |

## Le mécénat au musée de Cluny
En 2006, le mécénat de CNP Assurances a permis l'acquisition d'une châsse limousine de l'Adoration des mages, classée bien d'intérêt patrimonial majeur. L'année suivante, la générosité de Groupama SA a permis l'acquisition d'un coffret gothique d'ivoire également classé bien d'intérêt patrimonial majeur. Michel David-Weill a été le principal mécène du jardin d'inspiration médiévale qui a ouvert ses portes en 2000.

## Fréquentation
Le musée accueille en moyenne deux expositions temporaires par an. Les chiffres de fréquentation prennent en compte les collections permanentes et les expositions.
| Année | Nombre de visiteurs | Moins de 25 ans            | Visiteurs gratuits         |
| ----- | ------------------- | -------------------------- | -------------------------- |
| 2019  | 216 111             | 26,3%                      | 53%                        |
| 2018  | 158 687             | 24%                        | 53%                        |
| 2017  | 244 914             | 27%                        | Pas de données disponibles |
| 2016  | 223 239             | Pas de données disponibles | Pas de données disponibles |
| 2015  | 268 248             | Pas de données disponibles | Pas de données disponibles |
| 2014  | 308 107             | Pas de données disponibles | Pas de données disponibles |
| 2013  | 297 323             | Pas de données disponibles | Pas de données disponibles |
| 2012  | 372 259             | Pas de données disponibles | Pas de données disponibles |
| 2011  | 318 068             | Pas de données disponibles | Pas de données disponibles |
| 2010  | 306 145             | Pas de données disponibles | Pas de données disponibles |
| 2009  | 314 557             | Pas de données disponibles | Pas de données disponibles |
| 2008  | 360 100             | Pas de données disponibles | Pas de données disponibles |
| 2007  | 293 975             | Pas de données disponibles | Pas de données disponibles |
| 2006  | 289 946             | Pas de données disponibles | Pas de données disponibles |
| 2005  | 290 982             | Pas de données disponibles | Pas de données disponibles |

Entre le 1er janvier et le 30 juin 2008, l'établissement a participé à l'expérimentation du ministère de la Culture quant à la gratuité des expositions permanentes de certains musées français. La fréquentation est la plus basse en décembre avec un peu plus de 10 000 visiteurs en décembre 2019.
Le site est desservi par la station de métro Cluny - La Sorbonne.

## Budget
Le musée de Cluny possède un budget important afin de pouvoir proposer des activités et de pouvoir acquérir de nouvelles œuvres.
| Année | Montant du budget |
| ----- | ----------------- |
| 2018  | 1 897 596 €       |
| 2017  | 1 546 000 €       |
| 2016  | 1 468 000 €       |
| 2015  | 1 560 000 €       |
| 2014  | 1 135 000 €       |
| 2013  | 1 281 160 €       |

## Les Amis du musée de Cluny
La société des Amis du musée a été créée en 1992 et soutient les activités du musée, les opérations de mécénat et possède une infolettre : Millefleurs. Elle compte 600 adhérents, en 2011.
Le musée de Cluny est membre de la Fédération des sites clunisiens.

## Activités du musée

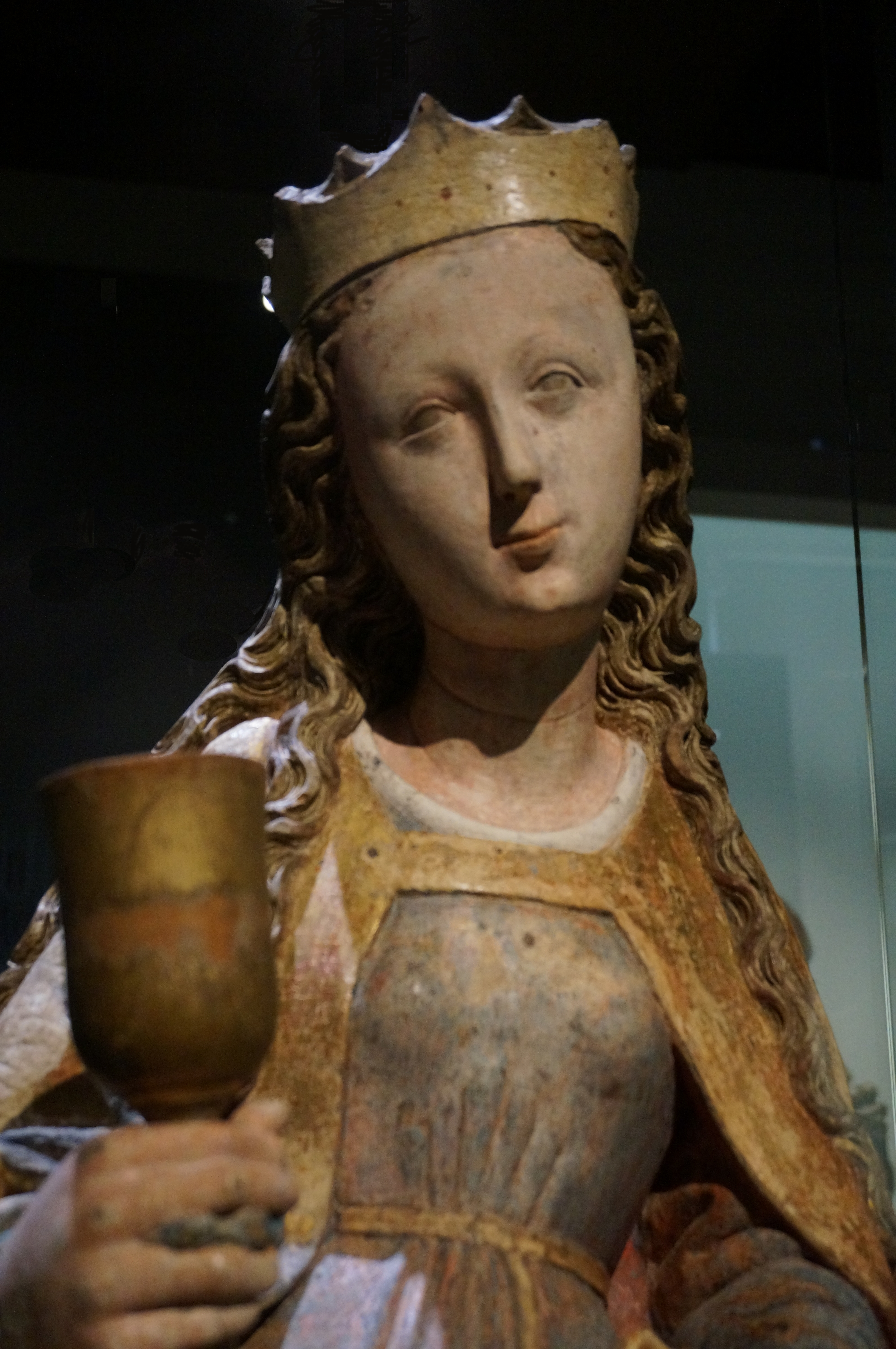
Sainte Barbe, sculpture souabe provenant du musée Toulouse-Lautrec.

### Expositions temporaires
- Du 18 octobre 2006 au 15 janvier 2007 : Pinceaux de lumière. Du modèle au vitrail.[75]
- Du 25 avril 2007 au 3 septembre 2007 : Trésors de la Peste noire : Erfurt et Colmar.[76]
- Du 28 avril au 26 septembre 2011 L'Epée. Usages, mythes et symboles[77].
- Du 30 novembre 2011 au 5 mars 2012 Gaston Fébus (1331 - 1391). Prince soleil[78]
- Du 28 mars au 2 juillet 2012 Cluny, 1120. Au seuil de la Maior Ecclesia[79]
- Du 10 octobre 2012 au 7 janvier 2013 « Et ils s'émerveillèrent », Croatie médiévale[80]
- Du 28 novembre 2012 au 4 mars 2013 : Art du jeu, jeu dans l'art[81]
- Du 27 février au 3 juin 2013 : Larmes d'albâtre. Les pleurants du tombeau de Jean sans Peur, duc de Bourgogne[82]
- Du 17 avril au 15 juillet 2013 : Une renaissance. L'art entre Flandre et Champagne 1150 -1250[83]
- Du 22 octobre 2014 au 23 février 2015 : Voyager au Moyen Âge[84]
- Du 1er avril 2015 au 27 juillet 2015 : Sculptures souabes de la fin du Moyen Âge[85]
- Du 13 avril 2016 au 26 septembre 2016 : Les émaux de Limoges à décor profane. Autour des collections du cardinal Guala Bicchieri.[86]
- Du 26 octobre 2016 au 13 février 2017 : Les Temps mérovingiens[87] (97 714 visiteurs)
- Du 14 juillet 2018 au 25 février 2019 : Magiques licornes.[88]
- Du 23 mars 2019 au 20 août 2019 : Cinq sens : un écho à la Dame à la licorne[89] (95 000 visiteurs).
- Du 18 septembre 2019 au 6 janvier 2020 : Mystérieux coffrets. Estampes au temps de la Dame à la licorne.[90]
- Du 24 octobre 2019 au 20 janvier 2020 : L'art en broderie au Moyen Âge.[91]
- Du 4 mars 2020 au 28 juin 2020 : Regards sur la vie quotidienne au Moyen Âge.[92]
- Hiver 2021 : Les arts à Toulouse au XIVe siècle.
- Du 19 novembre 2024 au 16 mars 2025 : Faire parler les pierres. Sculptures médiévales de Notre-Dame (avec la présentation en exclusivité d'une trentaine de fragments polychromes du jubé de Notre-Dame récemment mis au jour)[93]

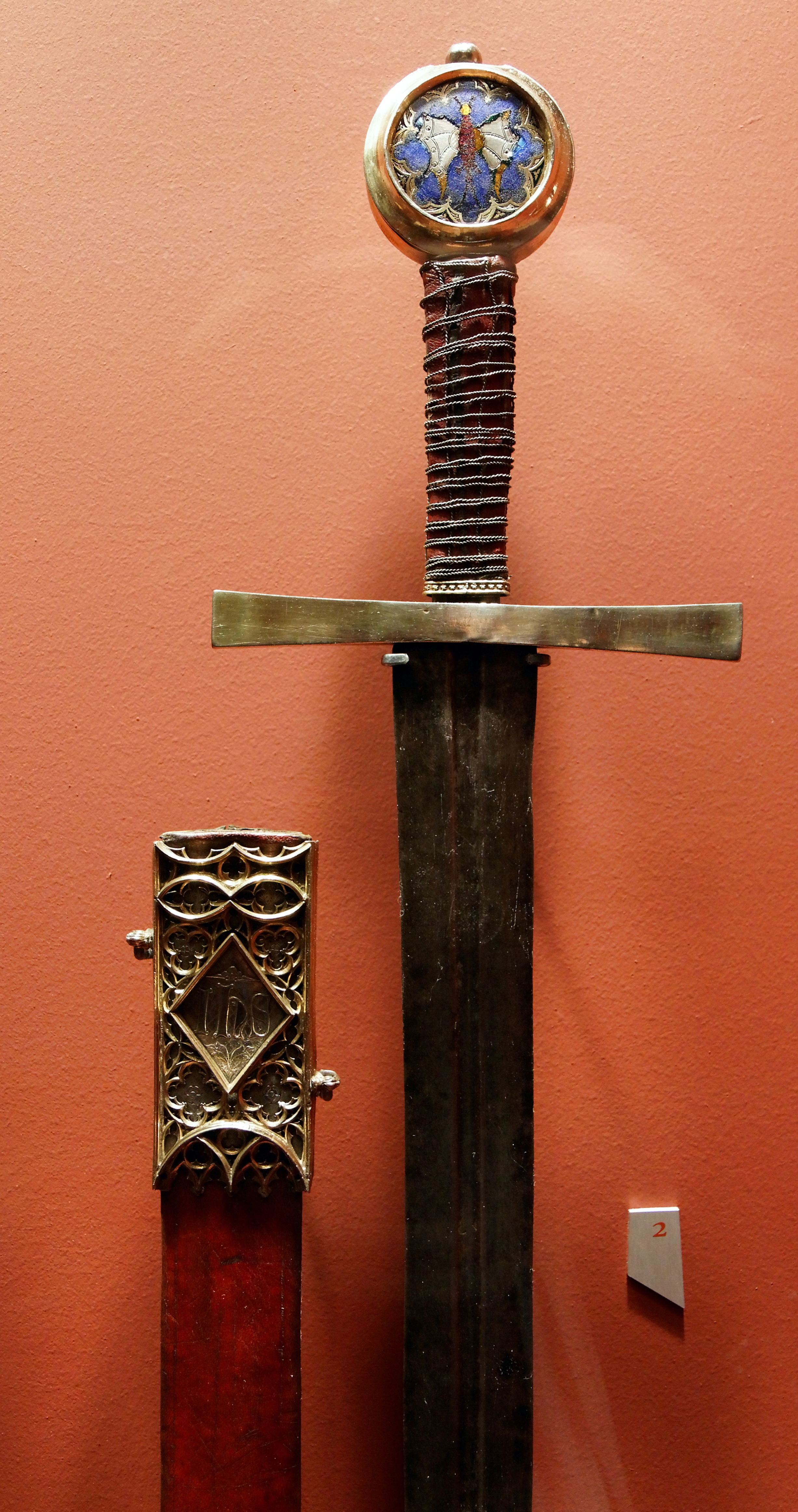
L'Epée. Usages, mythes et symboles.
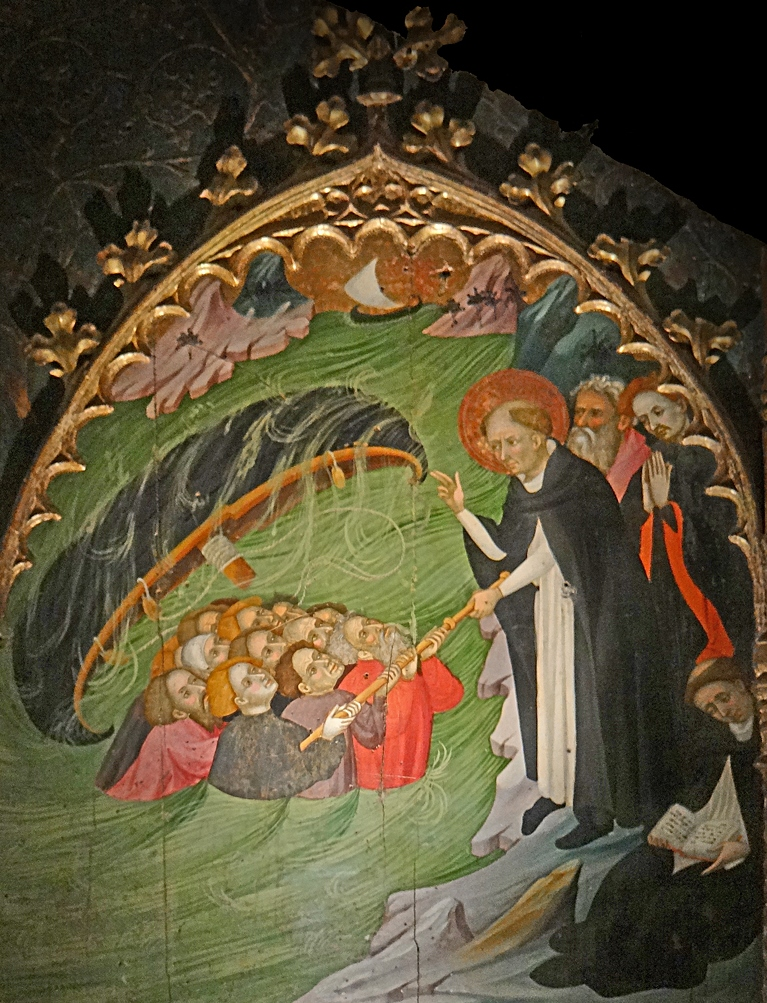
Voyager au Moyen Âge.
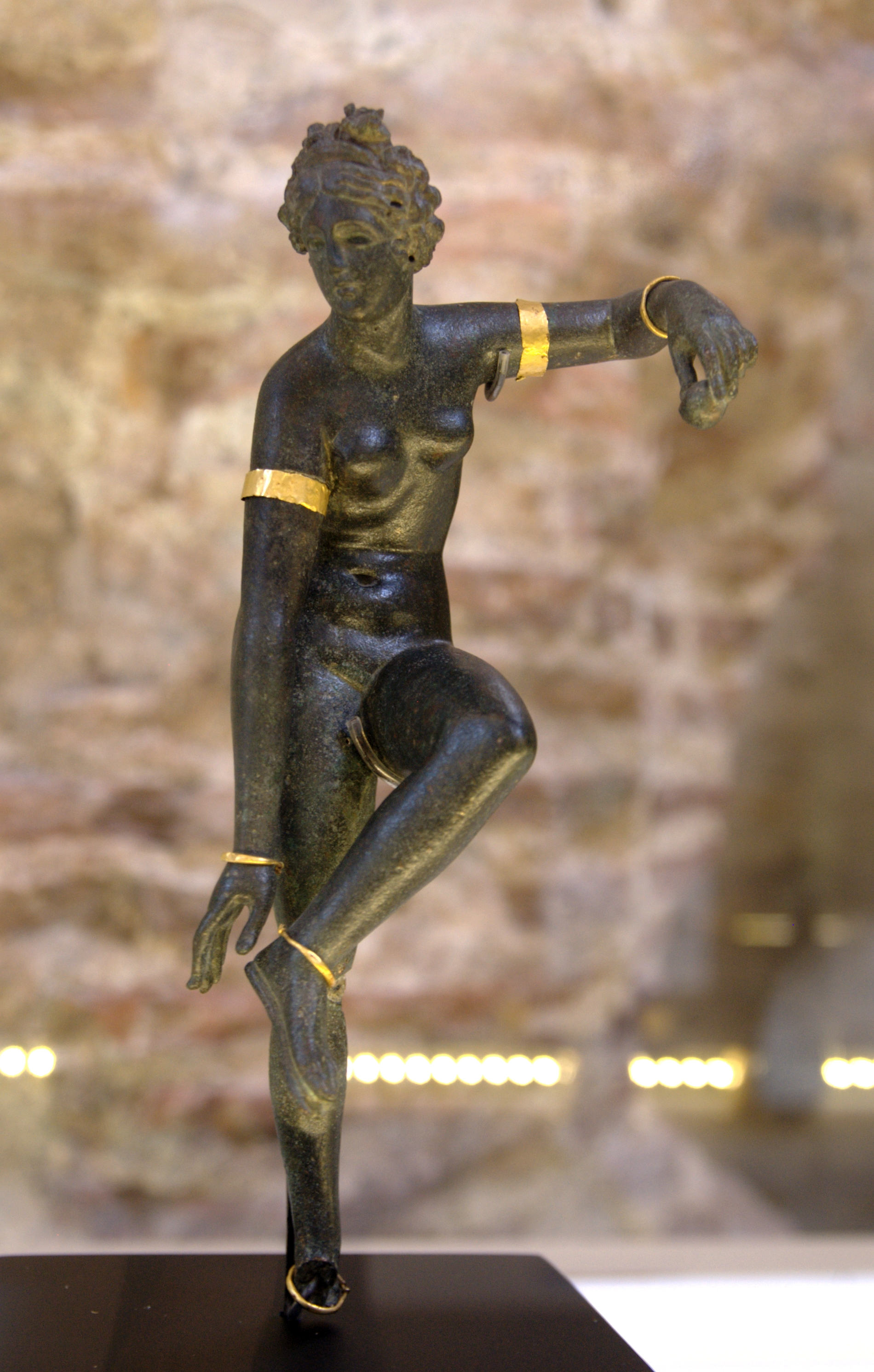
Le bain et le miroir.
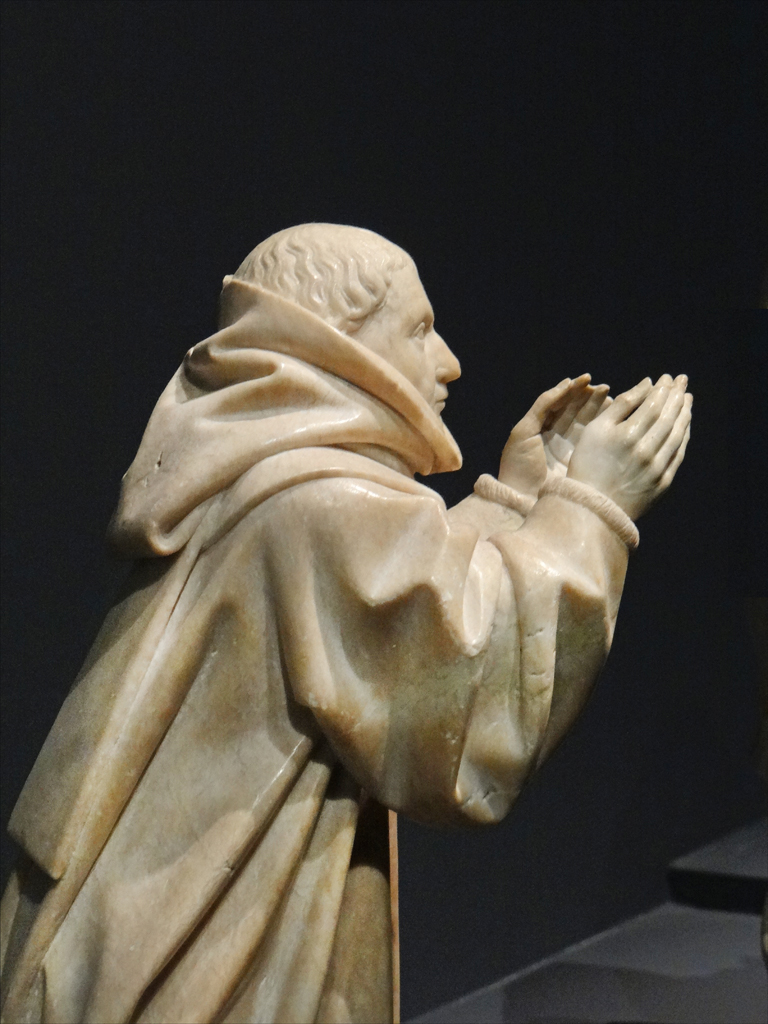
Larmes d'albâtre.

### «Un dimanche avec des étudiants»
Chaque premier dimanche du mois, le musée de Cluny est gratuit pour tous. Certains premiers dimanches du mois, quatre à six fois dans l'année, de 13 h 30 à 17 h 30, des étudiants de l’école du Louvre, des universités et des écoles spécialisées accueillent les visiteurs et commentent des œuvres du musée.
Ces après-midis dominicaux placés sous le signe de la jeunesse et de la médiation existent depuis plusieurs années et recueillent un franc succès : une moyenne de 2 500 visiteurs se déplacent et profitent du travail et du dynamisme de ces médiateurs en herbe, futurs professionnels et parfois déjà spécialistes.
Cette opération réunit vingt à trente étudiants, qui à l'issue d'un travail de recherche documentaire s'initient à l'art de la médiation. Postés dans les salles, seuls ou en binôme, ces jeunes vont au-devant des visiteurs pour leur livrer les clés de lecture des œuvres phares, parfois atypiques et souvent mal connues.
En 2012, à l'occasion d'un partenariat avec l'université de Paris-Dauphine, vingt étudiants ont été formés par les conservateurs du musée afin de présenter les cinq thèmes suivants :
- La Dame à la licorne ;
- les thermes antiques de Lutèce ;
- l'art et la vie au Moyen Âge ;
- l'hôtel de Cluny ;
- les sculptures de Notre-Dame de Paris.

Plus tôt dans l'année, dans le cadre des Journées européennes des Métiers d'Art, tandis que vingt autres étudiants médiateurs évoquaient les collections sous l'angle des techniques de création, six élèves de l'ENSAAMA (l’école nationale supérieure des arts appliqués et métiers d'art à Paris), futurs peintres-verriers, reconstituaient un atelier vitrail dans la cour du musée. À partir d'une œuvre de la Sainte-Chapelle exposée dans une salle du musée, les élèves expliquaient les différentes étapes de fabrication du vitrail (du calibrage au montage en passant par la peinture). « Un dimanche avec des étudiants » donne aux visiteurs l'occasion de venir librement au musée et de profiter de présentations sympathiques et didactiques.
Ce type de médiation a été relancé en 2023.

## Galerie

### Hôtel de Cluny

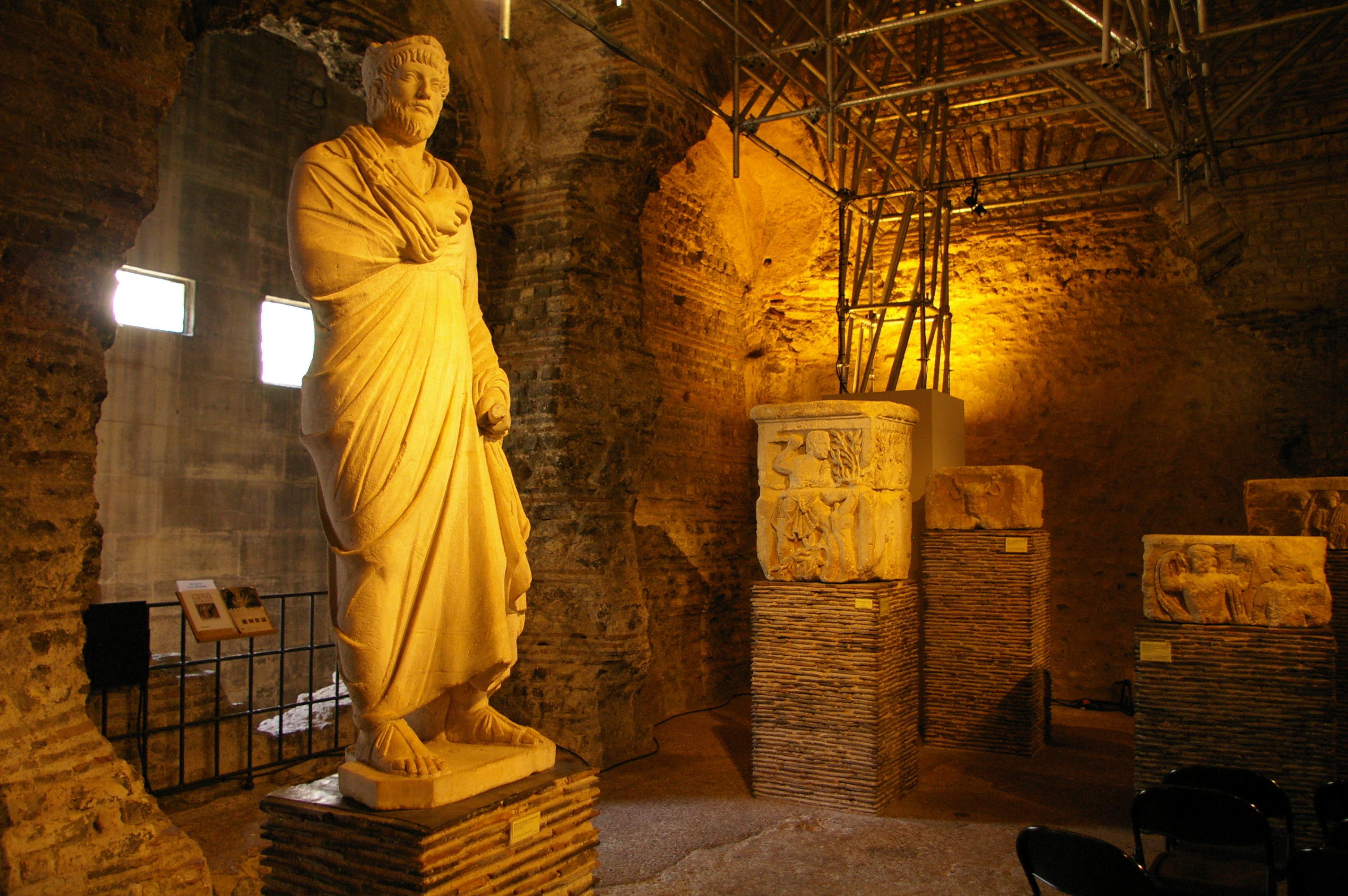
Intérieur des thermes.
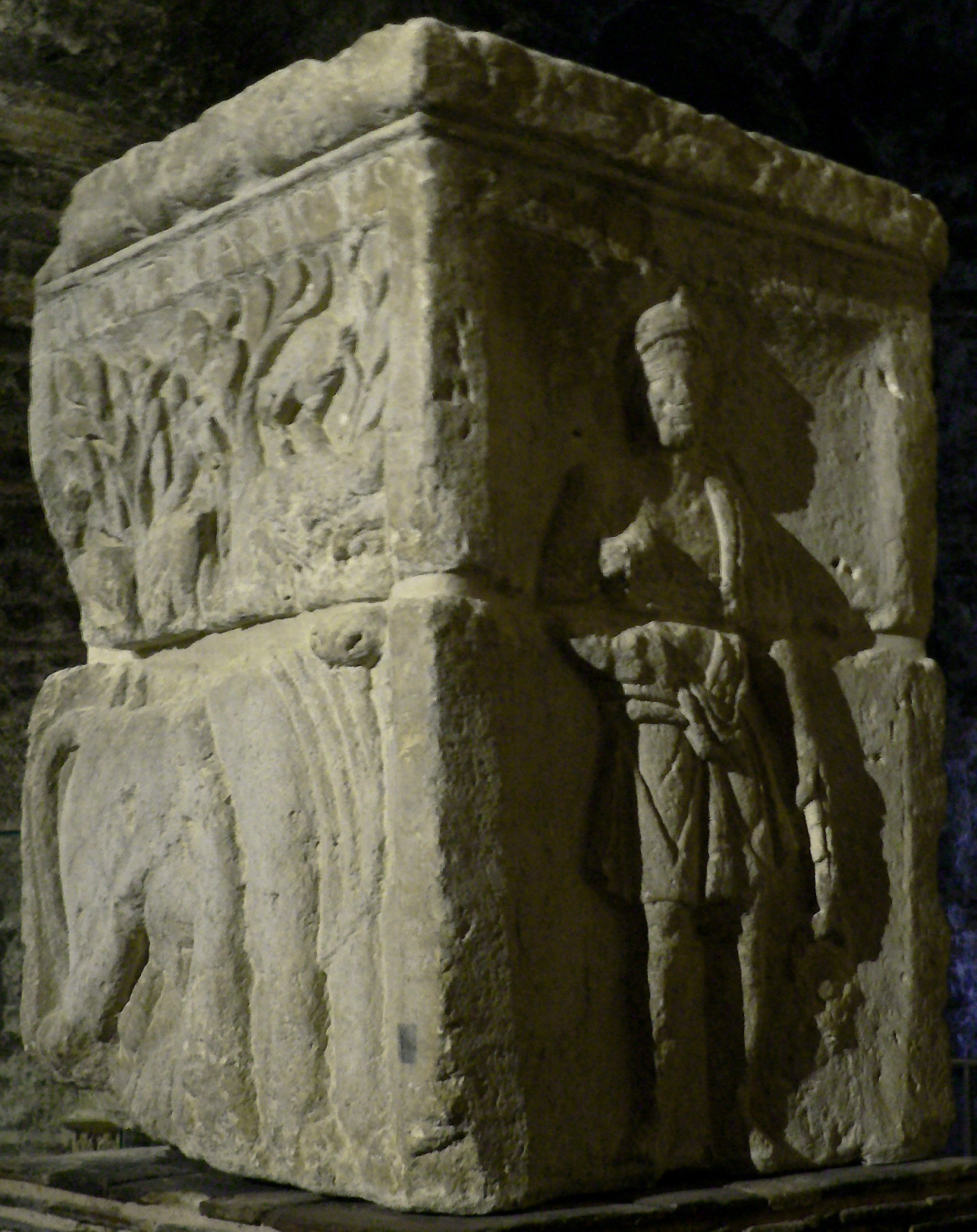
Élément du Pilier des Nautes, 1er quart du Ier siècle.
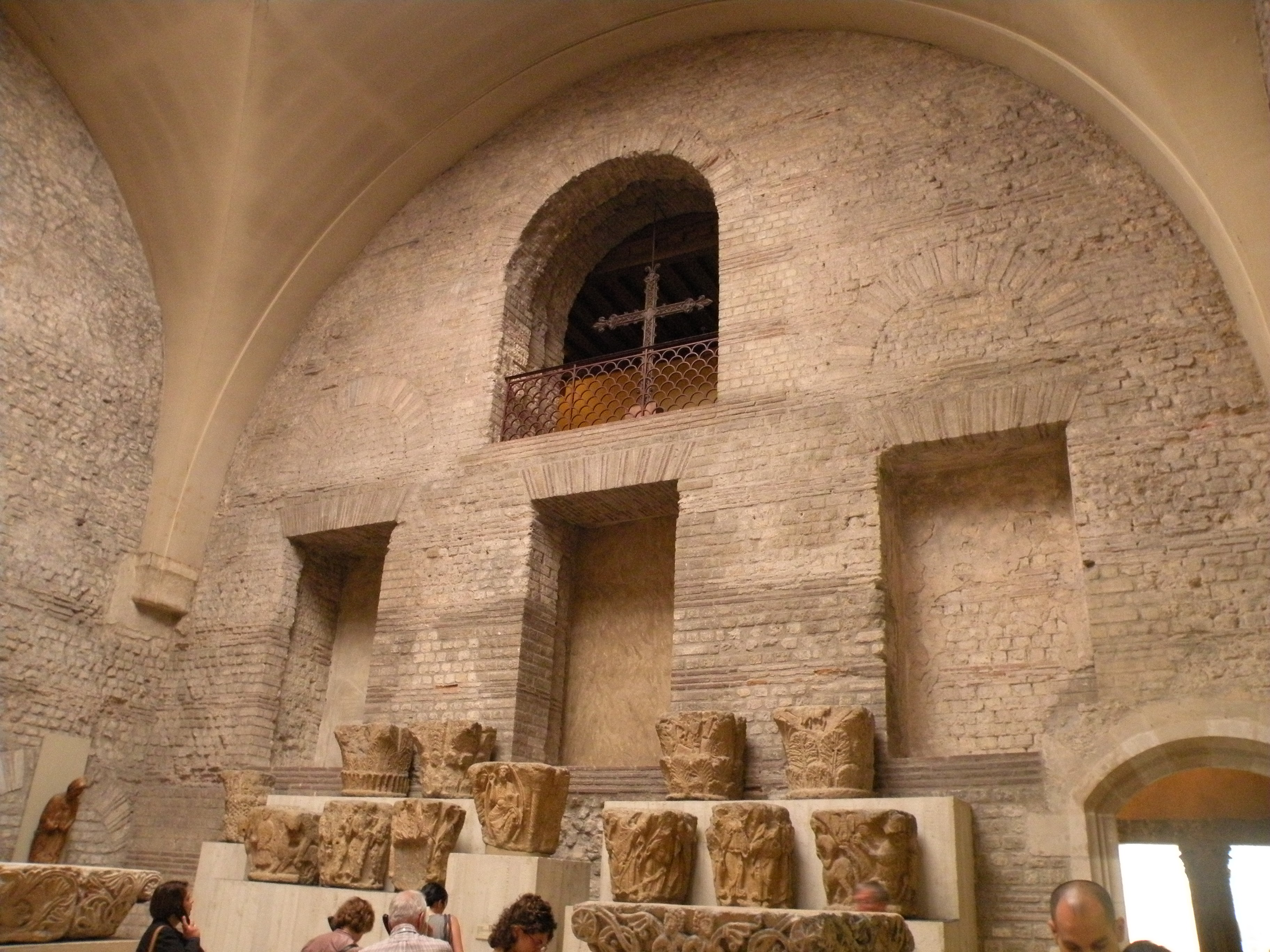
Salle des thermes avec les chapiteaux de l'abbaye de Saint-Germain-des-Prés.
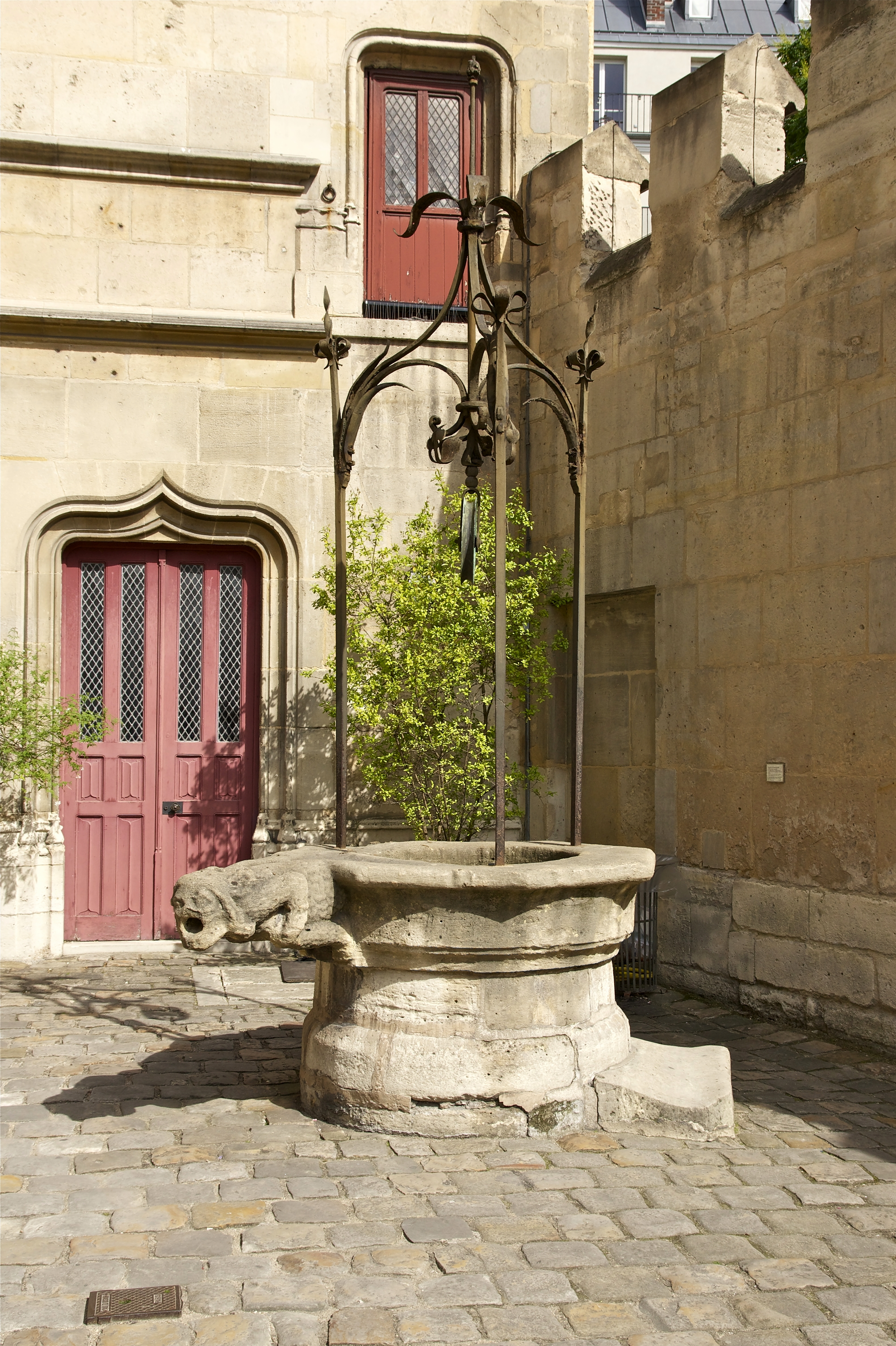
Le puits.
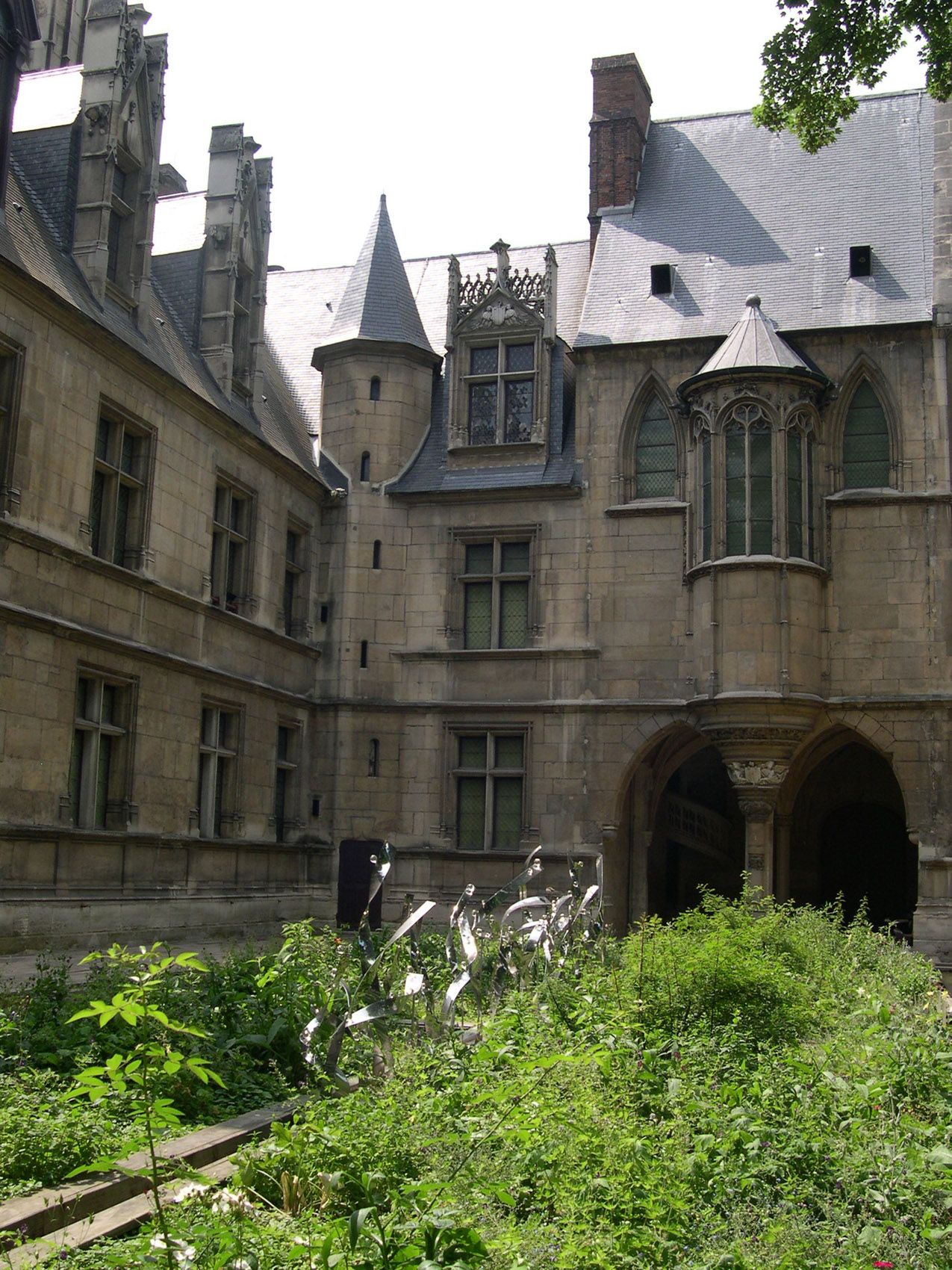
Vue depuis le jardin.
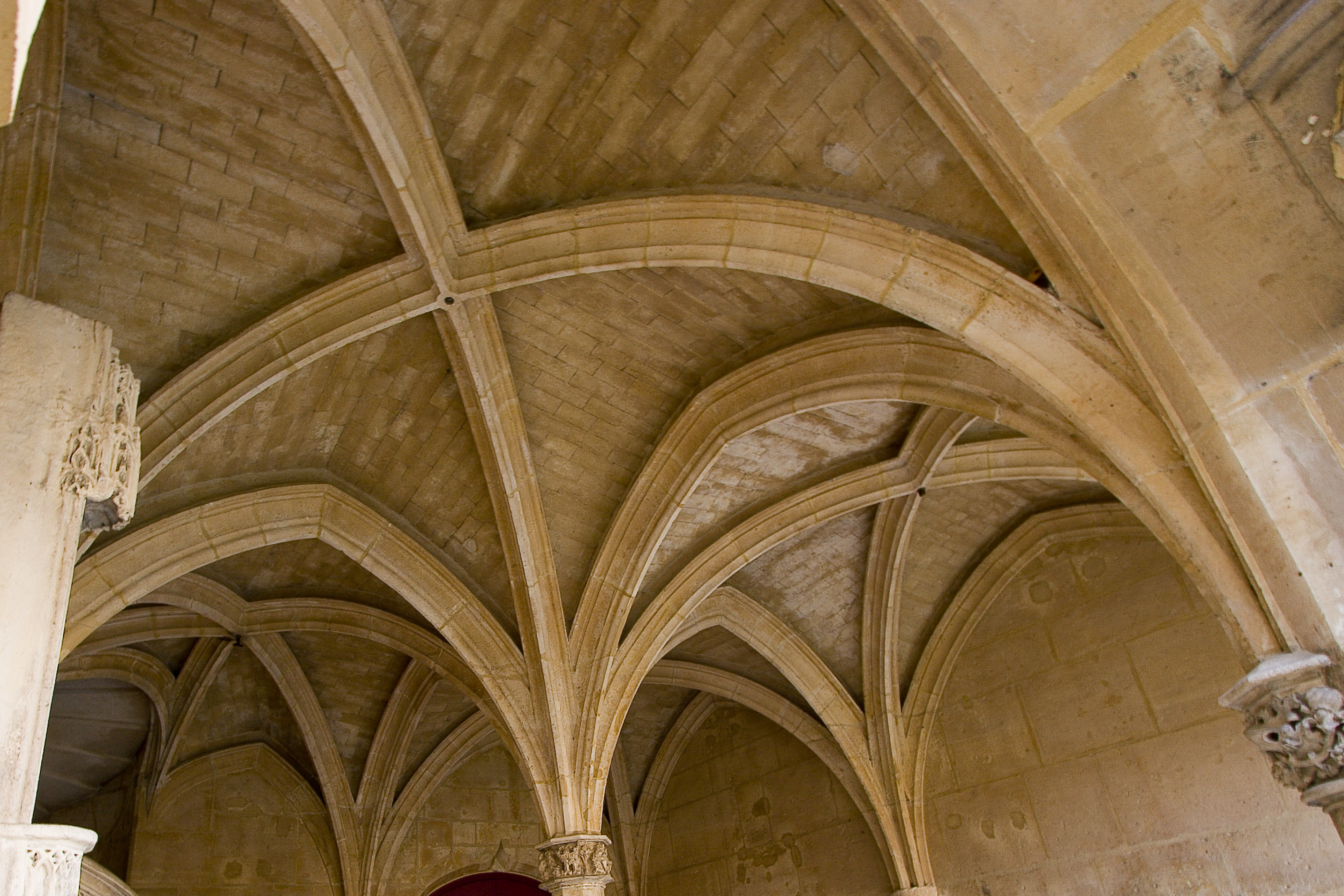
Vue des arcades du jardin.
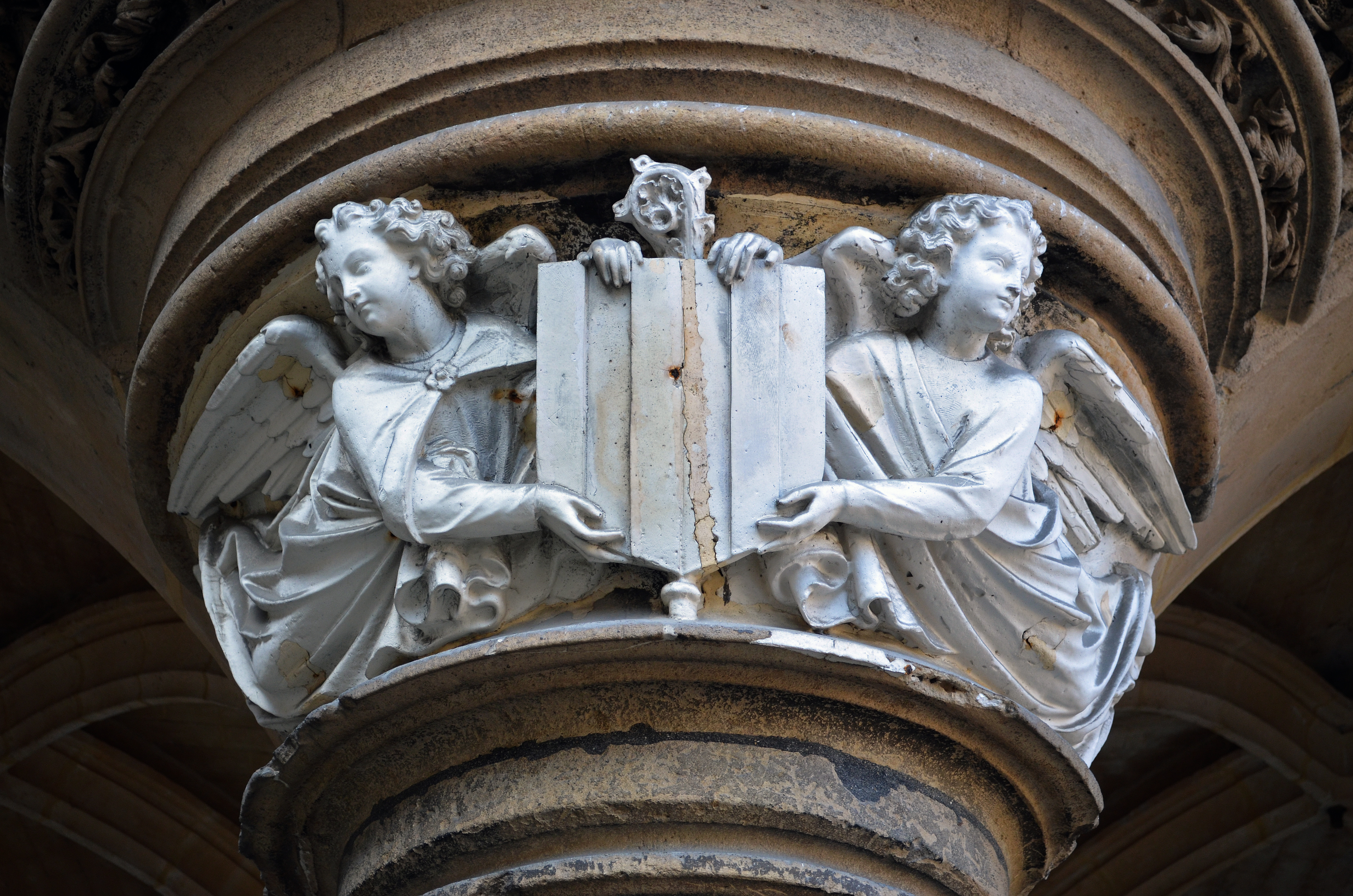
Chapiteau sous les arcades.
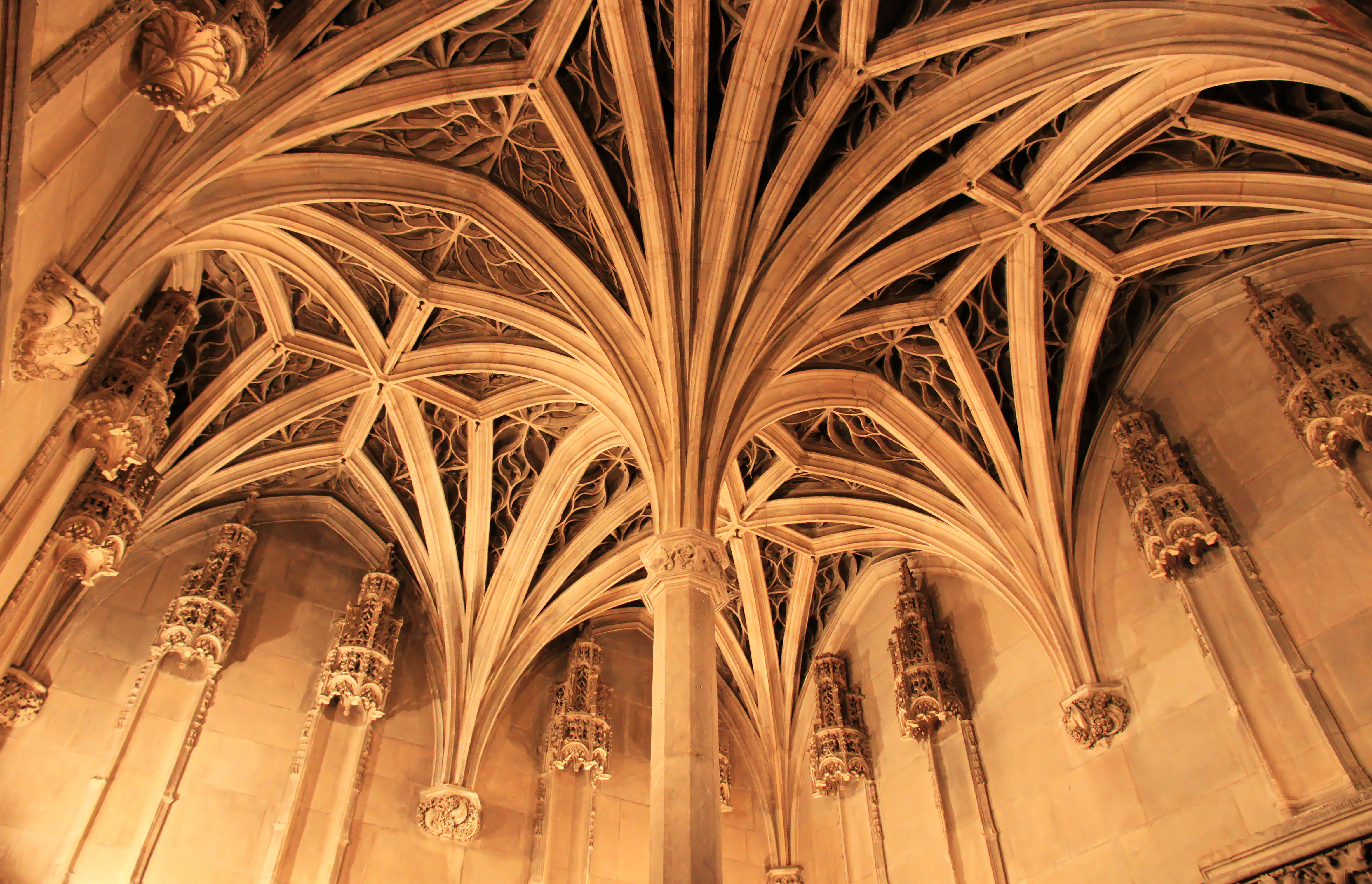
Voûtes gothiques de la chapelle de l'Hôtel.
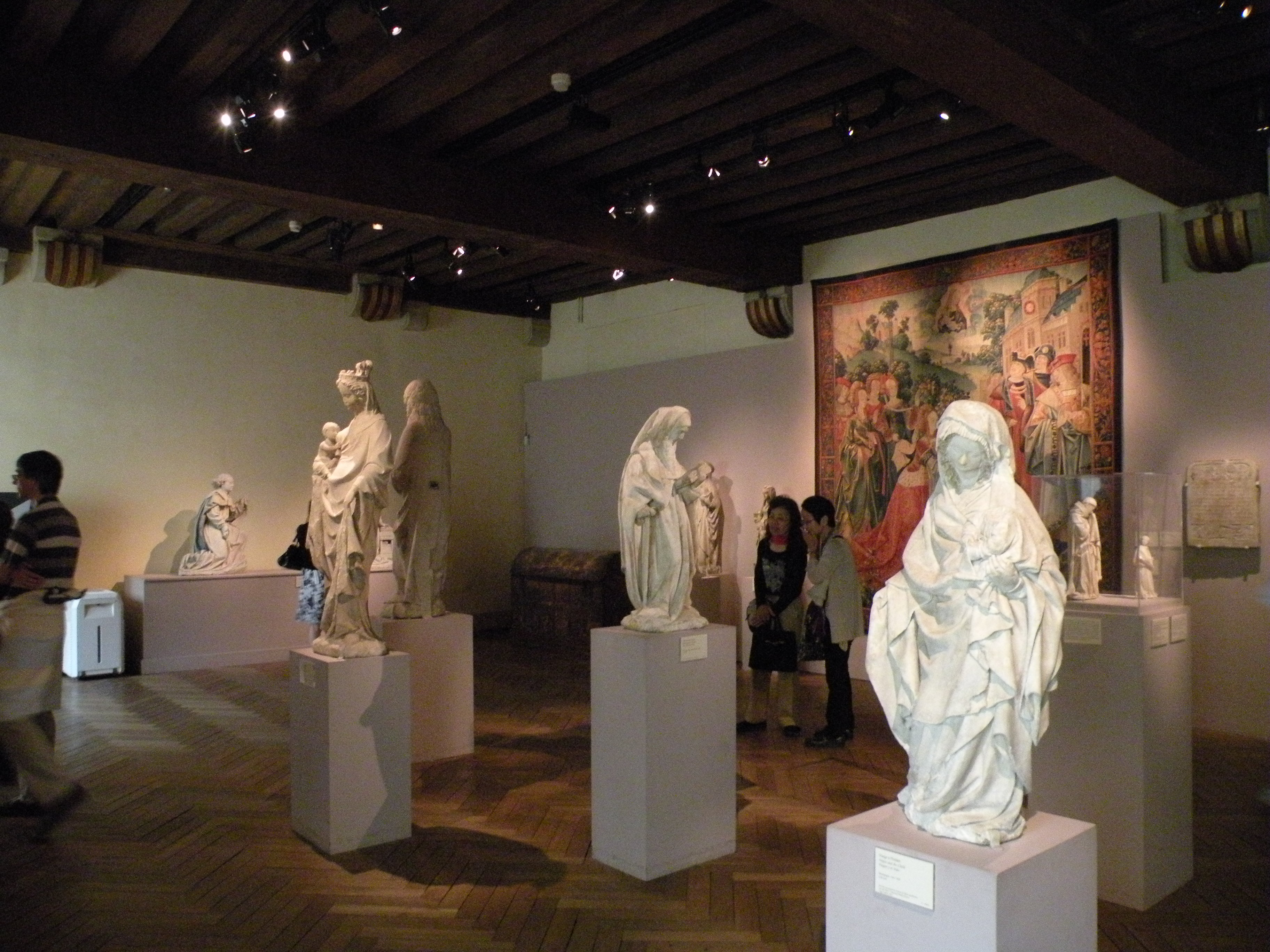
Vue d'une salle d'exposition du musée.
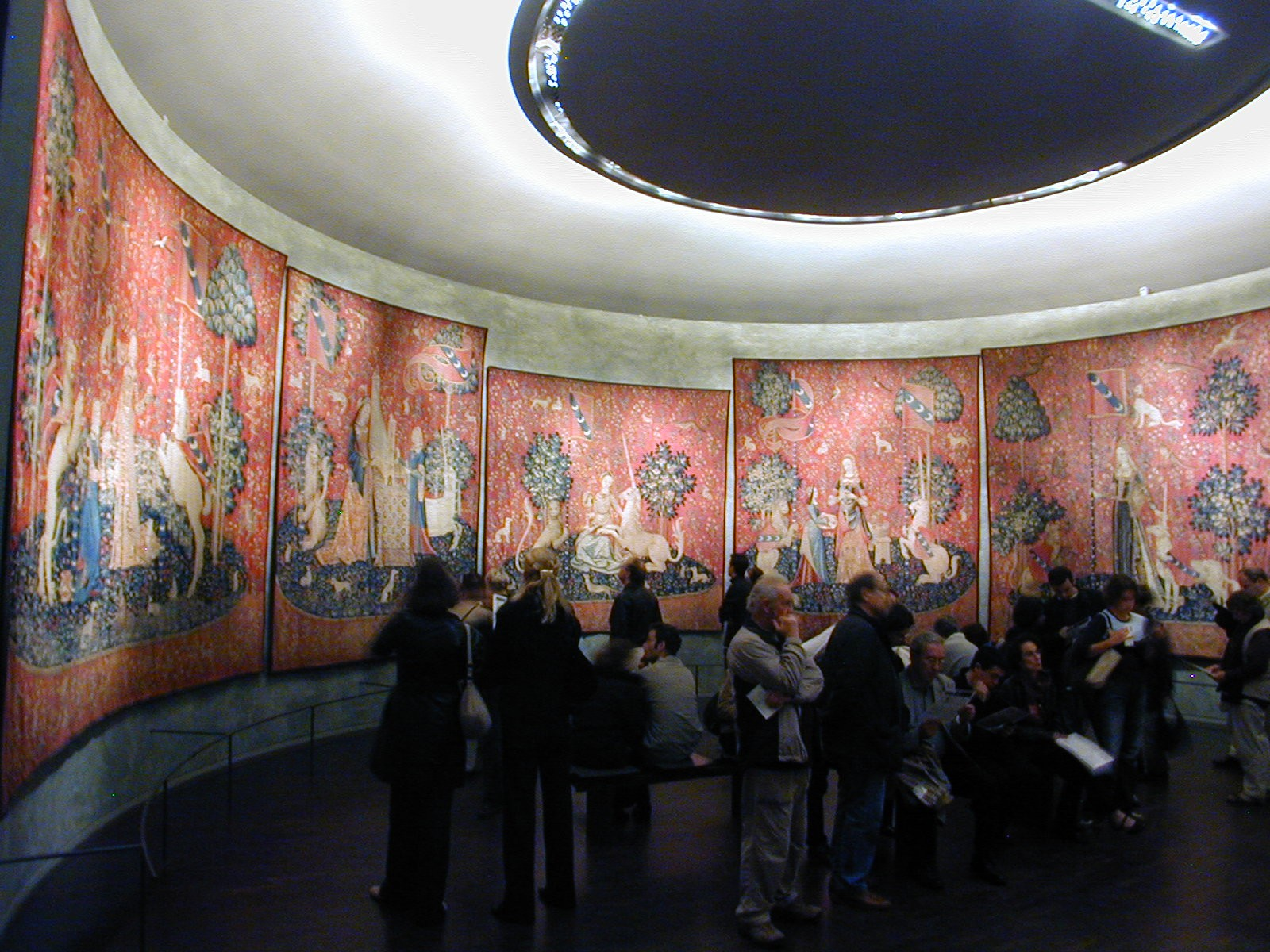
Salle de la tapisserie de La Dame à la licorne.
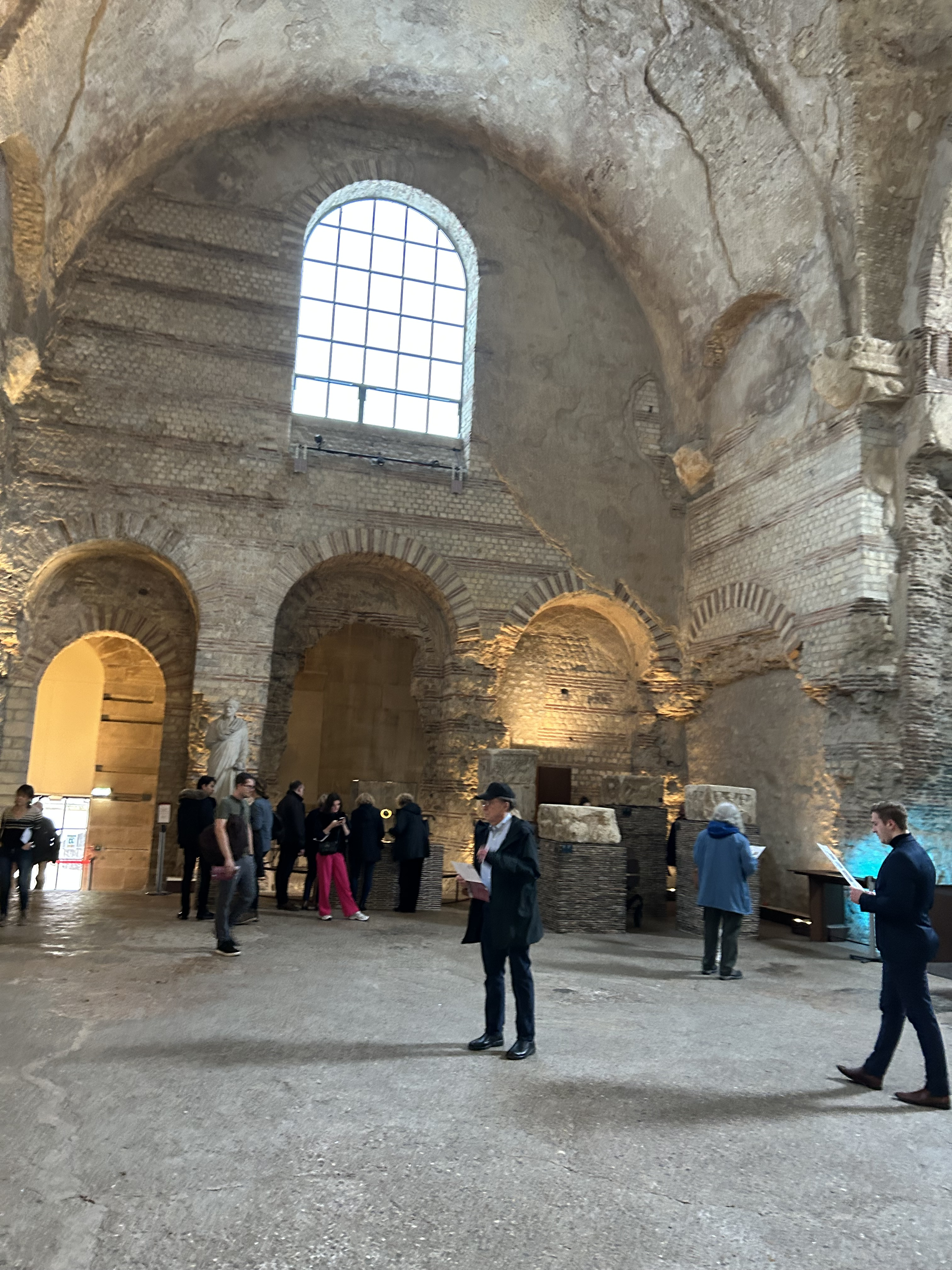
Le Frigidarium
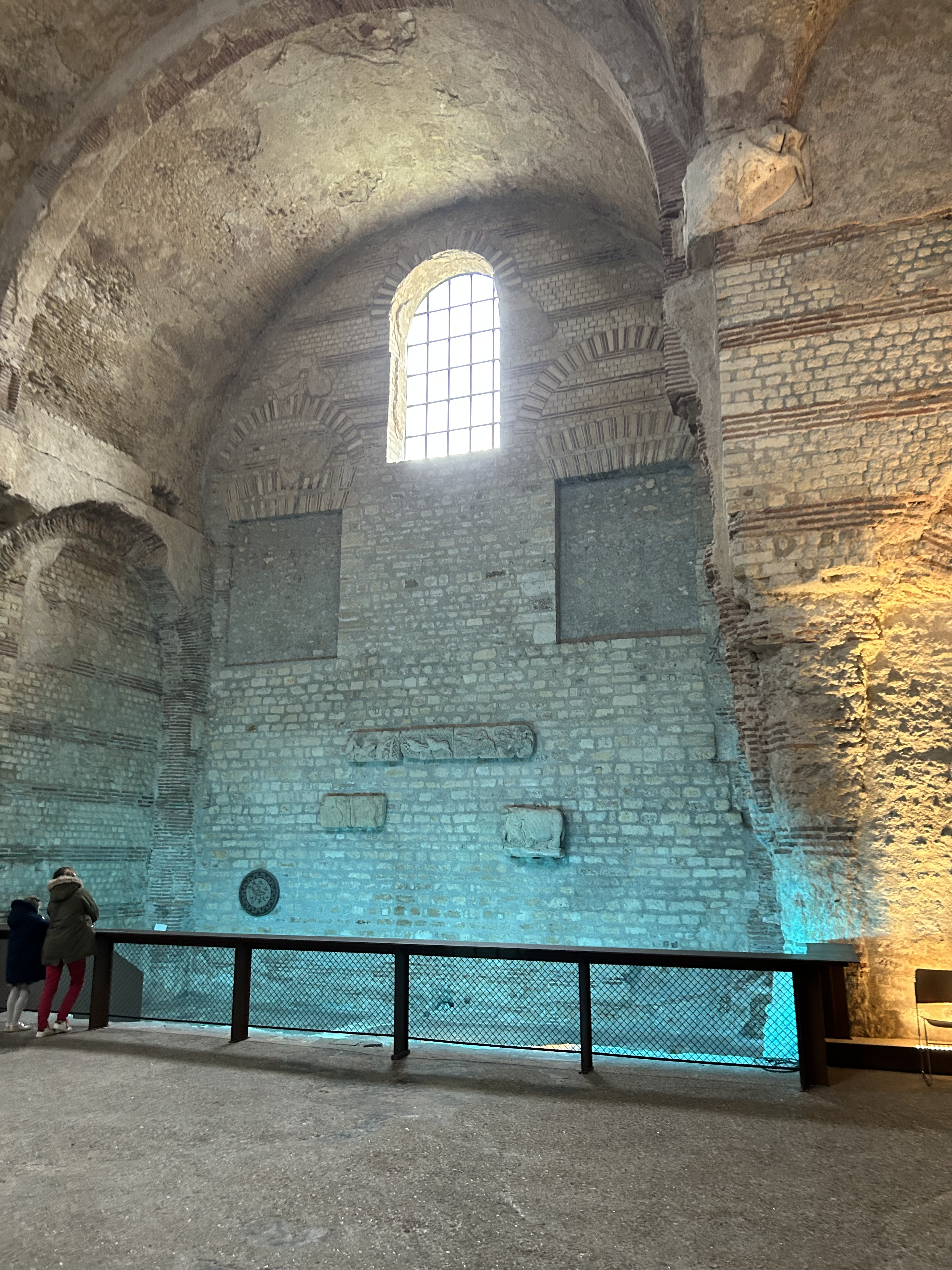
Le Frigidarium

### Collections

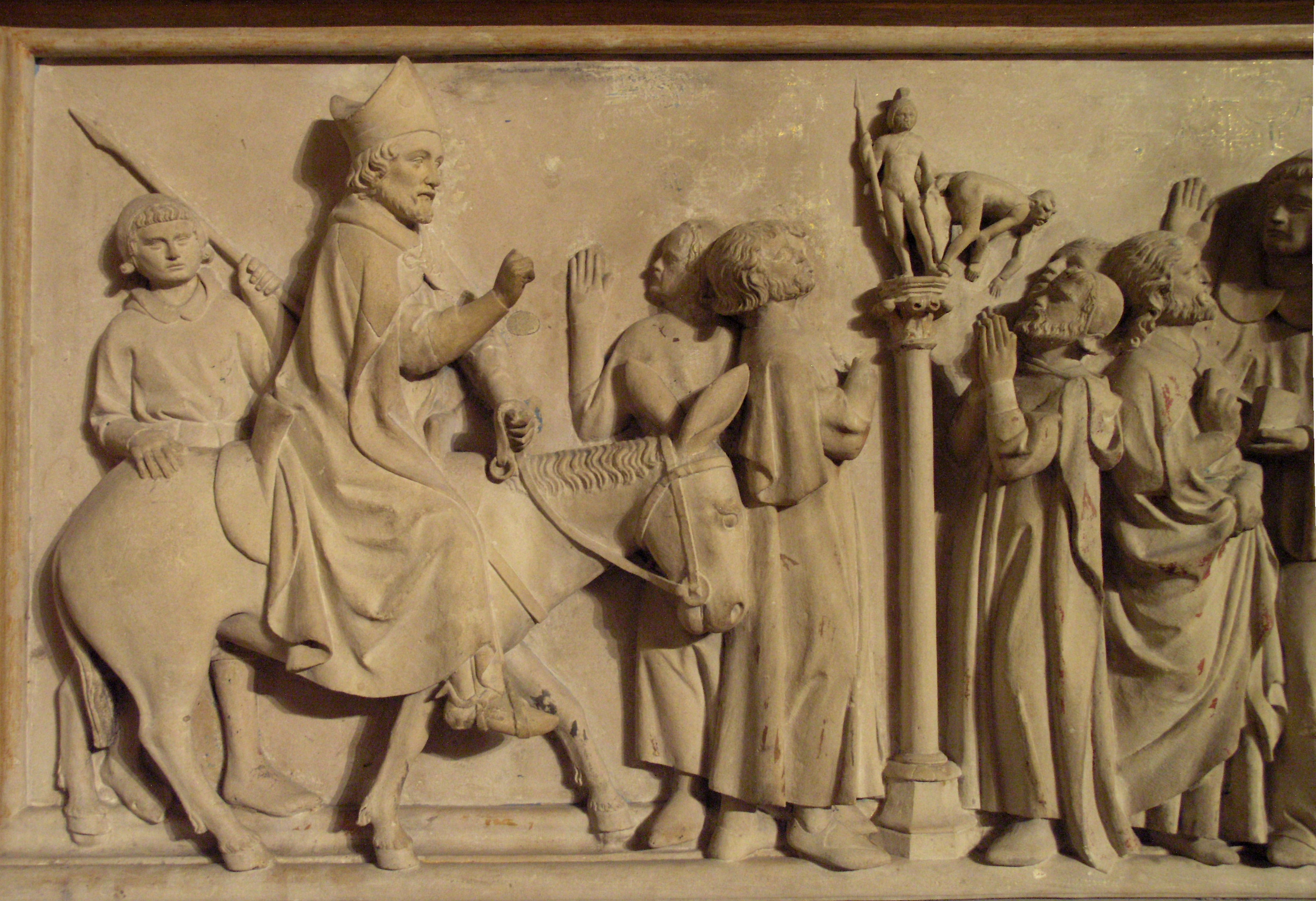
Retable de l'église abbatiale de Saint-Denis, vers 1250-1260. Détail : épisode de la vie de saint Benoît.
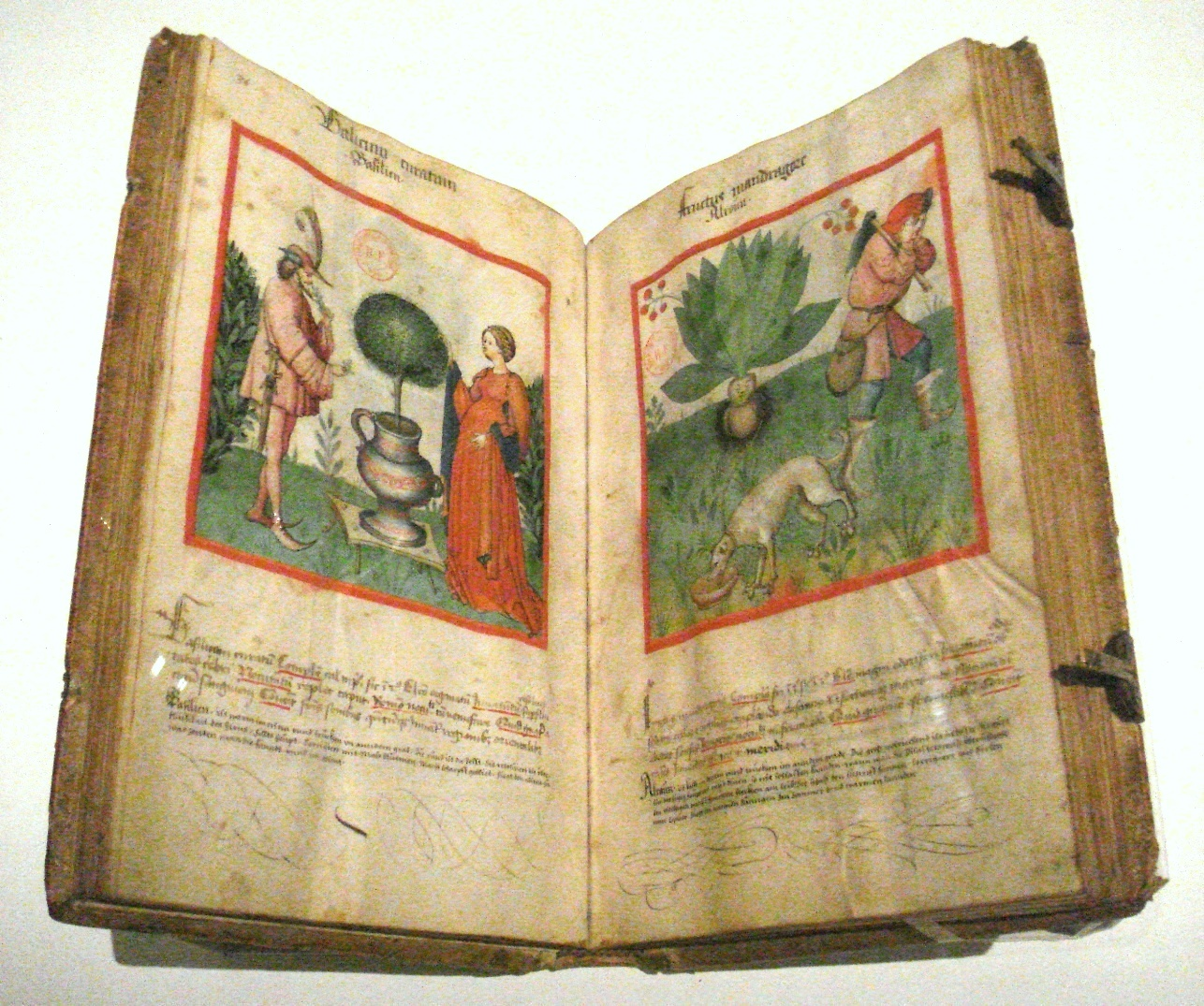
Recueil de Santé de Ibn Butlan, Rhénanie, 2e moitié du XVe siècle.
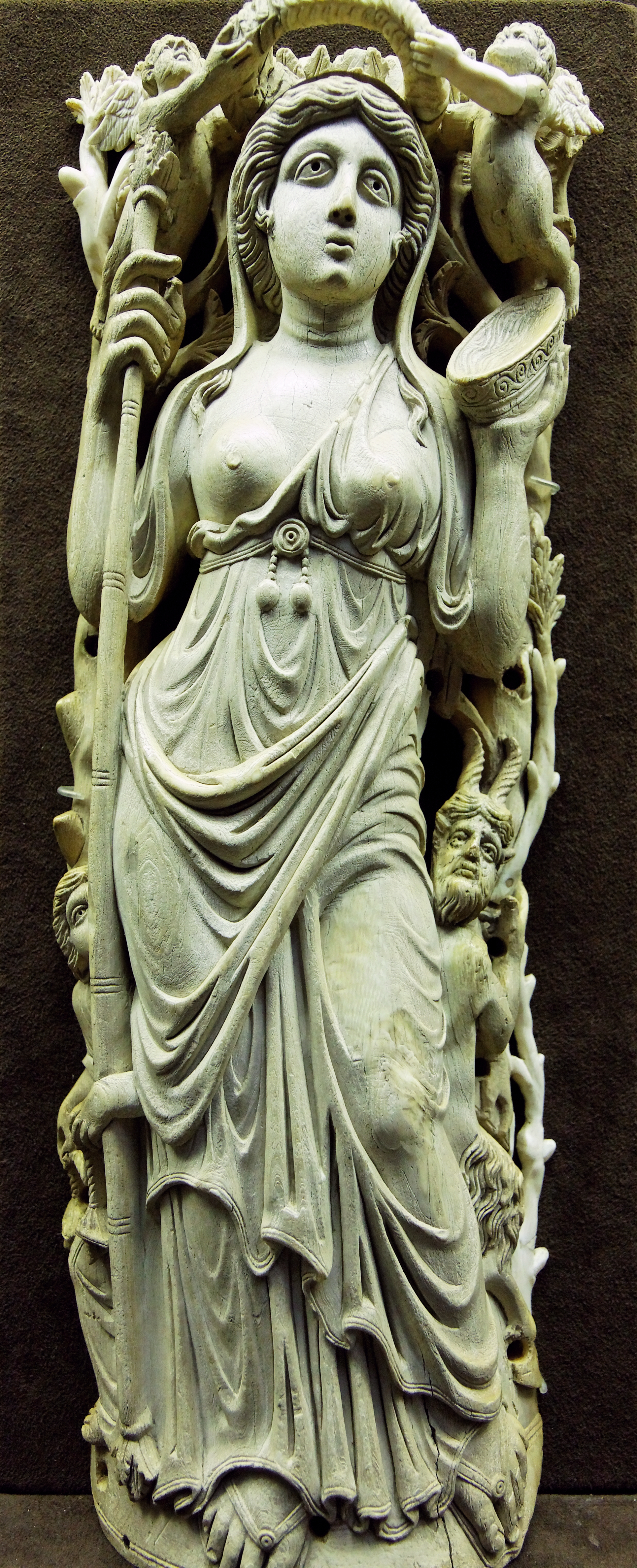
Plat de reliure en ivoire, Ariane, Menade, satyre et amours, Constantinople, VIe siècle.
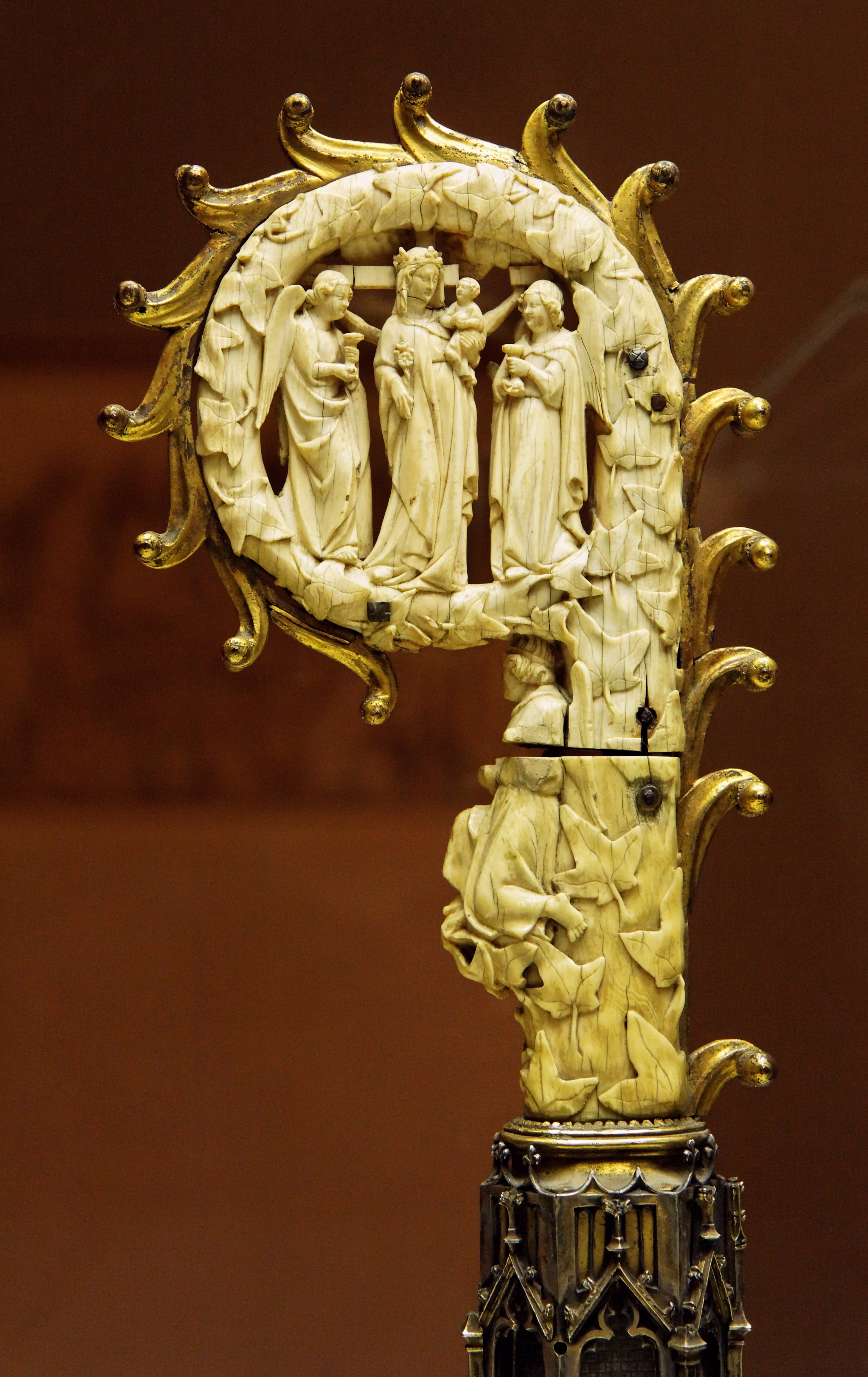
Crosse en ivoire, Vierge à l'Enfant encadrée de deux anges, vers 1300.
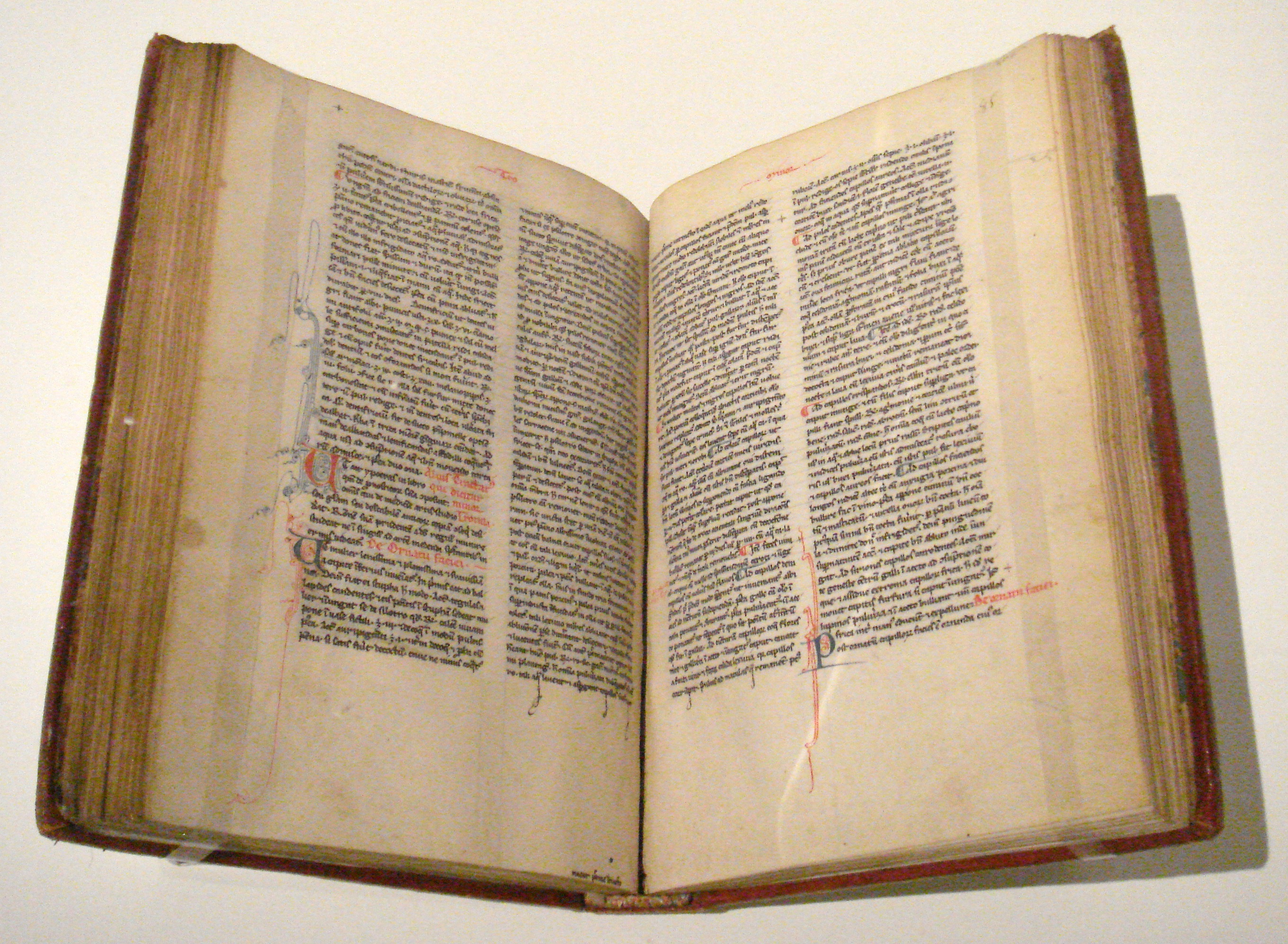
Trotula De Ornatu Mulierum, XVe siècle.
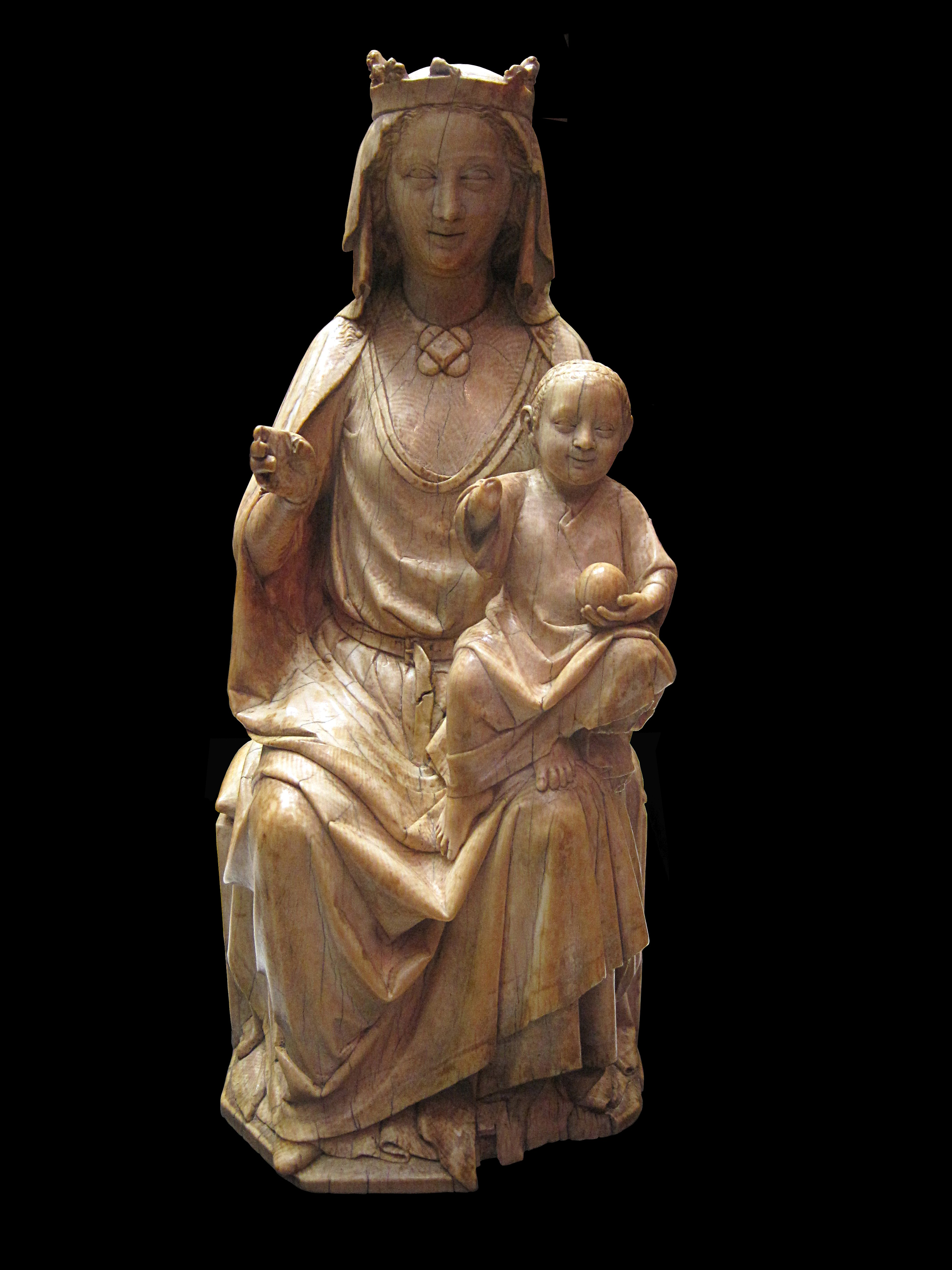
Vierge à l'Enfant trônant, statuette en ivoire réalisée entre 1240 et 1250 à Paris.